# 말겁말견
말겁말견(末劫末見)은 육십이견의 한 종류이다.
말겁말견(末劫末見)에서 말겁(末劫)은 미래의 시간을 뜻하고, 말견(末見)은  미래에 대해 관찰하여 단견(斷見)을 일으키는 것을 말한다. 즉, 말겁말견은 미래에 대한 관찰을 통해 나와 세간이 영원히 소멸된다[斷]는 유형의 결론을 내리고 그것을 주장하는 것을 말한다. 하지만, 말겁말견에 속한 모든 견해가 반드시 단견인 것은 아니다.

## 말겁말견 (44견)

### 유상론 (16견)
유상론(有想論) 또는 유상16론(有想十六論)의 문자 그대로의 뜻은 '생각이 존재한다는 견해 또는 이론'인데, 이 생을 마친 뒤에 상(想: 생각)이 있는 존재로 다시  태어난다는 견해를 뜻한다. 한편, 불교의 교의에 따르면, 생각이 없는 존재로 태어나는 경우가 있는데, 그것은 무상정(無相定)을 닦아 그 과보로 사후에 무상천(無想天)에 태어나는 것을 말한다. 이것은 생천(生天: 하늘에 태어남)의 일종으로, 좋은 원인을 쌓아 인간의 상태에서 신(데바)의 상태로 자신의 경지를 끌어올린 것에 속한다. 무상천에 태어나는 것을 제외한 다른 모든 태어남은 그것이 생천이건 인간계로 다시 태어남이건 모두 '유상(有想)', 즉, '상(想: 생각)이 있는 존재로 태어나는 것'이다. 유상론(有想論)은 생각이 있는 존재로 다시 태어난다는 견해를 가지는 것이므로, 단견(斷見) · 상견(常見)의 변집견 중 상견(常見)에 속한다.
《대비바사론》 제200권에 따르면, '유상(有想)', 즉, '상(想: 생각)이 있는 존재로 태어난다'고 할 때의 '상(想)'은 명(名, 정신, 영혼)을 뜻하는데, 문맥에 따라 4무색온(수 · 상 · 행 · 식)의 개별, 다수 또는 전부를 가리킨다. 즉, 5온 중 색온을 제외한 어느 한 개의 온을 가리킬 수도 있고, 2개의 온, 3개의 온, 혹은  4개의 온 전부를 가리킬 수도 있다. 한편, 5온 중 무엇을 자아, 즉, 나로 보느냐에 따라, 상(想)은 자아[我]가 될 수도 있고 자아의 부속물[我所, 내 것]이 될 수도 있다.
예를 들어, 유물론적인 관점에서 색온을 자아로 보는 경우, 사후에 태어나는 존재의 자아는 그의 신체이고, 상(想)은 그의 신체에서 생겨난 '신체의 부속물'이다. 그리고 이 때의 상(想)은  수 · 상 · 행 · 식의 4무색온 전체를 뜻한다. 이와 달리, 유심론적인 관점에서 식온(즉, 마음, 의식)을 자아로 보는 경우, 사후에 태어나는 존재의 자아는 그의 마음(의식)이고, 상(想)은  마음(의식)의 여러 부속물들 즉 여러 마음작용들 가운데 하나가 된다. 즉, 이 때의 상(想)은  수 · 상 · 행 · 식의 4무색온 중 상온을 뜻한다. 한편, 식온을 자아로 보는 이 경우에서, 상(想)을 수 · 상 · 행을 뜻하는 것으로, 혹은 수 · 상을 뜻하는 것으로, 혹은 상 · 행을 뜻하는 것으로 보는 견해가 있을 수 있다. 또는, 역시 유심론적인 관점에서 상온[想]을 자아로 보는 경우, 사후에 태어나는 존재의 자아는 상(想)이며 색 · 수 · 행 · 식의 4온은 상(想)의 여러 부속물이라고 보는 견해가 된다. 말하자면, 의식이 생각(관념)의 산물이자 부속물이라는 다소 특이한 견해가 된다.
유상론에는 유상론 초견부터 제16견까지 총 16가지 견해가 있다. 이 16가지 견해는 크게 4그룹으로 나뉜다.
1. 첫 번째 그룹은 이 생을 마친 뒤에 상(想)이 있는 존재로 다시 태어나는데, 그 존재의 자아가 몸[色]인가 영혼[名]인가에 대한 견해로, 총 4가지가 있다.
  1. 첫 번째 견해는 이 생을 마친 뒤에 자아가 몸이며 영혼이 몸의 부속물인 존재로 다시 태어나는데, 이 존재는 반드시 상(想)을 가진다는 견해이다.
  2. 두 번째 견해는 이 생을 마친 뒤에 자아가 영혼이며 몸이 영혼의 부속물인 존재로 다시 태어나는데, 이 존재는 상(想)을 가진다는 견해이다.
  3. 세 번째 견해는 이 생을 마친 뒤에 자아가 몸과 영혼의 결합체인 존재로 다시 태어나는데, 이 존재는 반드시 상(想)을 가진다는 견해이다.
  4. 네 번째 견해는 이 생을 마친 뒤에 자아가 몸이라고도 영혼이라고도 단언할 수 없는 존재로 태어나는데, 이 존재는 반드시 상(想)을 가진다는 견해이다.
2. 두 번째 그룹은 이 생을 마친 뒤에 상(想)이 있는 존재로 다시 태어나는데, 그 존재의 자아가 공간적으로 한계[邊]가 있는 존재로 태어나는가에 대한 견해로, 총 4가지가 있다. 달리 말해, 죽은 후에, 공간적인 한계가 있는 물질적인 존재로 태어나는가 혹은 공간적인 한계가 없는 비물질적인 존재로 태어나는가에 대한 견해이다.
3. 세 번째 그룹은 이 생을 마친 뒤에 상(想)이 있는 존재로 다시 태어나는데, 고락(苦樂)이 있는 존재, 즉, 고통받는 존재 또는 즐거움을 누리는 존재로 태어나는가에 대한 견해로, 총 4가지가 있다. 달리 말해, 죽은 후에 영혼은 천국에 태어나는가 혹은 지옥에 태어나는가와 같은 물음에 대해 답하는 견해이다.
4. 네 번째 그룹은 이 생을 마친 뒤에 상(想)이 있는 존재로 다시 태어나는데, 그 존재는 몇 가지의 상(想)을 가지는가에 대한 견해로, 총 4가지가 있다. 달리 말해, 죽은 후에 다시 태어난 존재는 한 가지 생각을 가지는가, 소수의 생각을 가지는가, 다수의 생각을 가지는가, 혹은 무수한 생각을 가지는가에 대한 견해이다. 이 견해는 문자 그대로 보면 생각의 개수 또는 한계에 대한 견해처럼 보이지만, 실제로는 사후에 3계9지(三界九地)의 어느 곳에 태어나는가에 대한 견해이다.

《유가사지론》 제87권에서는 유상론을 유상론(有想論) 또는 유견상론(有見想論)이라 부르고 있다.

#### 유상론 제1그룹 (4견)

##### (19) 유상론 초견
諸有沙門、婆羅門作如是論、如是見，言：『我此終後，生有色有想，此實餘虛。』是為初見。

 
여러 사문 바라문들은 이와 같은 주장을 하고 이와 같은 견해를 말한다.

'나는 이 생을 마친 뒤 몸도 있고 생각도 있는 존재[有色有想]로 태어난다. 이것이 진실이고 다른 것은 거짓이다.'

이것이 초견이다.
 — 《장아함경》 제14권 〈21. 범동경(梵動經)〉. 한문본 & 한글본
對色四者。我此終後有色有想。是為初見。無色有想是為二見。亦有色亦無色有想。是為三見。非有色非無色有想。是為四見。— 《대승의장》 제6권 〈62견의(六十二見義)〉. 한문본

1. Doctrines of Percipient Immortality (Saññīvāda): Views 19–34

75. "There are, bhikkhus, some recluses and brahmins who maintain a doctrine of percipient immortality and who on sixteen grounds proclaim the self to survive percipient after death. And owing to what, with reference to what, do these honorable recluses and brahmins proclaim their views?

76. "They proclaim: 'The self is immutable after death, percipient, and:

 A.

 1. material

 2. immaterial

 3. both material and immaterial

 4. neither material nor immaterial

 B.

 1. finite

 2. infinite

 3. both finite and infinite

 4. neither finite nor infinite

 C.

 1. of uniform perception

 2. of diversified perception

 3. of limited perception

 4. of boundless perception

 D.

 1. exclusively happy

 2. exclusively miserable

 3. both happy and miserable

 4. neither happy nor miserable.'

77. "It is on these sixteen grounds, bhikkhus, that those recluses and brahmins who maintain a doctrine of percipient immortality proclaim the self to survive percipient after death. Whatever recluses or brahmins maintain a doctrine of percipient immortality, all of them do so on these sixteen grounds or on a certain one of them. Outside of these there is none.

"This, bhikkhus, the Tathāgata understand... and it is concerning these that those who would rightly praise the Tathāgata in accordance with reality would speak.— 《Brahmajāla Sutta: The All-embracing Net of Views》, Bhikkhu Bodhi의 팔리어 경전의 영역. 영문본

 佛言：「我所知法，深奧深照，我悉了。若有賢者弟子聞知者，便嗟歎佛。若有異道人，於過去劫中，知過去事，念昔時行，於不可計道，各樂說解其事者，皆在是十八見中，是十八見不能復過上。佛如是所知，復過上絕妙知，是以不譏亦不毀，佛現無所受意善解。」　佛言：「我所知法，深奧深照，我悉了。若有賢者弟子聞知之，便嗟歎佛。若有異道人，於當來劫中，見當來事，念當來事，行不可計道，各樂解說其事者，皆在四十四見中。其異道人所知何？謂於當來劫中，知當來事，行不可計道，各樂說解其事。若有異道人，行想見想，自為世間人說想，在十六見中。其異道人所知何？謂行想見想，為世間說想，在十六見中。其異道人，所見如是行如是，有我色為有後世想，言：『我至誠，其餘為癡。』是為第一見。若有異道人，言：『無色為有我，無後世。』言：『我至誠，其餘者為癡。』是為第二見。若有異道人，行想見想，自為世間人說想者，言：『有色無色有我，我所語至誠其餘者為癡。』是為第三見。若有異道人，言：『亦不有色亦不無色為有我，我至誠，其餘者為癡。』是為第四見。第五若有異道人，言：『有限為我，我至誠，其餘者為癡。』是為第五見。第六若有異道人，言：『無限為有我，我至誠，其餘者為癡。』是為第六見。第七若有異道人，言：『有限無限為有我，我至誠，其餘者為癡。』是為第七見。第八若有異道人，言：『亦不有限亦不無限為有我，我至誠，其餘者為癡。』是為第八見。第九若有異道人，言：『一想為有我，我至誠，其餘者為癡。』是為第九見。第十若有異道人，言：『少思想為有我，我至誠，其餘者為癡。』是為第十見。第十一若有異道人，言：『種種思想為有我，我至誠，其餘者為癡。』是為第十一見。第十二若有異道人，言：『無央數思想為有我，我至誠，其餘者為癡。』是為第十二見。第十三若有異道人，言：『一樂為有我，我至誠，其餘者為癡。』是為第十三見。第十四若有異道人，言：『苦為有我，我至誠，其餘者為癡。』是為第十四見。第十五若有異道人，言：『苦樂為有我，我至誠，其餘者為癡。』是為第十五見。第十六若有異道人，言：『亦不苦亦不樂為有我，我至誠，其餘者為癡。』是為第十六見。」　佛言：「其異道人，行想見想，自為世間說想者，皆在是十六見中，不能復過上。佛皆知是，所知復過上絕妙。佛知是，以不譏亦不毀，得無為。佛知痛痒更樂，知方便所從起，佛現無所著受意善解。」

 
부처님께서 말씀하셨다.

“내가 아는 법은 심오하여 깊게 비추며, 나는 모든 것을 분명하게 아니, 만일 어떠한 현자와 제자라도 그것을 듣고 안다면 곧 부처를 찬탄할 것이다.

만일 어떤 외도가 미래겁에 대하여 미래의 일을 보고 미래의 일과 행을 생각하고 헤아릴 수 없는 수의 도로 각각 그 일을 알고 있는 것을 말하기 좋아한다면 이것은 모두 이 44견에 빠진 것이다.

그 외도가 아는 것이 무엇인가? 미래겁에 대하여 미래의 일과 행을 알고 헤아릴 수 없는 수의 도로 각각 그 일들을 알고 있는 것을 말하기 좋아한다. 만일 어떤 외도가 행에 대한 상[行想]과 견해에 대한 상[見想]을 지니고 스스로 세간 사람들에게 상(想)을 말하면 16견에 빠진 것이다.

그 외도가 아는 것이 무엇인가? 행에 대한 상과 견해에 대한 상을 지니고 스스로 세간을 향하여 상을 말하면 16견에 빠진 것이다.

그 외도의 소견이 이와 같고 행이 이와 같아서 '아(我)와 색(色)이 있어 후세의 상이 된다'고 하면서 '나의 말만이 진실하고, 그 밖의 것은 어리석다'라고 말하니, 이것이 첫 번째 견해이다.

어떤 외도가 '색은 없고 아(我)가 있어서 후세는 없다'고 말하면서 '나의 말만이 진실하고, 그 밖의 것은 어리석다'고 하니, 이것이 두 번째 견해이다.

어 떤 외도가 행에 대한 상과 견해에 대한 상을 지니고 스스로 세간 사람들에게 상을 말하기를, '색이 있기도 하고 색이 없기도 하며 아(我)는 있다. 내가 말한 것만이 진실하고, 그 밖의 것은 어리석다'고 하니, 이것이 세 번째 견해이다.

어떤 외도가 '또한 색이 있는 것도 아니고 색이 없는 것도 아니며 아(我)는 있다. 나의 말만이 진실하고, 그 밖의 것은 어리석다'고 하니, 이것이 네 번째 견해이다.

다섯째, 어떤 외도가 '세간은 유한하고 아(我)는 있다. 나의 말만이 진실하고, 그 밖의 것은 어리석다'고 하니, 이것이 다섯 번째 견해이다.

여섯째, 어떤 외도가 '세간은 무한하고 아(我)는 있다. 나의 말만이 진실하고, 그 밖의 것은 어리석다'고 하니, 이것이 여섯 번째 견해이다.

일곱째, 어떤 외도가 '세간은 유한하기도 하고 무한하기도 하며 아(我)는 있다. 나의 말만이 진실하고, 그 밖의 것은 어리석다'고 하니, 이것이 일곱 번째 견해이다.

여덟째, 어떤 외도가 '세간은 유한하지도 않고 무한하지도 않으며 아(我)는 있다. 나의 말만이 진실하고, 그 밖의 것은 어리석다'고 하니, 이것이 여덟 번째 견해이다.

아홉째, 어떤 외도가 '하나의 상(想)이 있는 것이 아(我)가 있는 것이다. 나의 말만이 진실하고, 그 밖의 것은 어리석다'라고 하니, 이것이 아홉 번째 견해이다.

열째, 어떤 외도가 '몇몇의 사상(思想)을 지닌 것이 아(我)가 있는 것이다. 나의 말만이 진실하고, 그 밖의 것들은 어리석다'고 하니, 이것이 열 번째 견해이다.

열한째, 어떤 외도가 '가지가지의 사상을 지닌 것이 아(我)가 있는 것이다. 나의 말만이 진실하고, 그 밖의 것은 어리석다'고 하니, 이것이 열한 번째 견해이다.

열두째, 어떤 외도가 '끝없이 많은 수의 사상을 지닌 것이 아(我)가 있는 것이다. 나의 말만이 진실하고, 그 밖의 것은 어리석다'고 하니, 이것이 열두 번째 견해이다.

열셋째, 어떤 외도가 '하나의 즐거움을 지닌 것이 아(我)가 있는 것이다. 나의 말만이 진실하고, 그 밖의 것은 어리석다'고 하니, 이것이 열세 번째 견해이다.

열넷째, 어떤 외도가 '괴로움을 지닌 것이 아(我)가 있는 것이다. 나의 말만이 진실하고, 그 밖의 것은 어리석다'고 하니, 이것이 열네 번째 견해이다.

열다섯째, 어떤 외도가 '괴로움과 즐거움을 지닌 것이 아(我)가 있는 것이다. 나의 말만이 진실하고, 그 밖의 것은 어리석다'고 하니, 이것이 열다섯 번째 견해이다.

열여섯째, 어떤 외도가 '또한 괴롭지도 않고 또 즐겁지도 않은 것이 아(我)가 있는 것이다. 나의 말만이 진실하고, 그 밖의 것은 어리석다'고 하니, 이것이 열여섯 번째 견해이다.”

부처님께서 말씀하셨다.

“그 외도가 행에 대한 상과 견해에 대한 상을 지니고 세간 사람들에게 상(想)을 말하는 것은 모두 이 16견에 빠져 있어 다시 이것을 벗어나지 못한다. 부처는 이것을 모두 알고, 아는 것이 이것을 뛰어넘어 절묘하게 안다. 그러므로 나무라지도 않고 비방하지도 않으며 무위를 얻었다. 부처는 통양(痛痒)으로 바뀌는 즐거움임을 알고, 방편이 일어난 유래를 알아 지금 집착도 받아들임도 없는 뜻으로 해탈하였다.”
 — 《불설범망육십이견경》. 한문본 & 한글본
 後際分別見中十六有想論者。謂初四種依三見立。如說一類補特伽羅。起如是見立如是論。命者即身。復有一類補特伽羅。起如是見立如是論。命者異身。復有一類補特伽羅。起如是見立如是論。此總是我。遍滿無二無異無缺。(1)
 
依第一見建立第一我有色死後有想論。謂彼外道執色為我。執餘四蘊以為我所。彼所執我以色為性。故名有色。取諸法相說名為想。此有色我有彼想故說名有想。以執四蘊為我所故。彼作是念。此有色我死後有想。此在欲界全色界一分。除無想天。許無色界亦有色者。此亦在彼前三無色。此有想故不在後一。
 — 《아비달마대비바사론》 제200권. 한문본

##### (20) 유상론 제2견
有言：『我此終後，生無色有想，此實餘虛。』

 
어떤 자는 말한다.

'나는 이 생을 마친 뒤에 몸은 없고 생각만 있는 존재[無色有想]로 태어난다. 이것이 진실이고 다른 것은 거짓이다.'
 — 《장아함경》 제14권 〈21. 범동경(梵動經)〉. 한문본 & 한글본
對色四者。我此終後有色有想。是為初見。無色有想是為二見。亦有色亦無色有想。是為三見。非有色非無色有想。是為四見。— 《대승의장》 제6권 〈62견의(六十二見義)〉. 한문본

1. Doctrines of Percipient Immortality (Saññīvāda): Views 19–34

75. "There are, bhikkhus, some recluses and brahmins who maintain a doctrine of percipient immortality and who on sixteen grounds proclaim the self to survive percipient after death. And owing to what, with reference to what, do these honorable recluses and brahmins proclaim their views?

76. "They proclaim: 'The self is immutable after death, percipient, and:

 A.

 1. material

 2. immaterial

 3. both material and immaterial

 4. neither material nor immaterial

 B.

 1. finite

 2. infinite

 3. both finite and infinite

 4. neither finite nor infinite

 C.

 1. of uniform perception

 2. of diversified perception

 3. of limited perception

 4. of boundless perception

 D.

 1. exclusively happy

 2. exclusively miserable

 3. both happy and miserable

 4. neither happy nor miserable.'

77. "It is on these sixteen grounds, bhikkhus, that those recluses and brahmins who maintain a doctrine of percipient immortality proclaim the self to survive percipient after death. Whatever recluses or brahmins maintain a doctrine of percipient immortality, all of them do so on these sixteen grounds or on a certain one of them. Outside of these there is none.

"This, bhikkhus, the Tathāgata understand... and it is concerning these that those who would rightly praise the Tathāgata in accordance with reality would speak.— 《Brahmajāla Sutta: The All-embracing Net of Views》, Bhikkhu Bodhi의 팔리어 경전의 영역. 영문본

 佛言：「我所知法，深奧深照，我悉了。若有賢者弟子聞知者，便嗟歎佛。若有異道人，於過去劫中，知過去事，念昔時行，於不可計道，各樂說解其事者，皆在是十八見中，是十八見不能復過上。佛如是所知，復過上絕妙知，是以不譏亦不毀，佛現無所受意善解。」　佛言：「我所知法，深奧深照，我悉了。若有賢者弟子聞知之，便嗟歎佛。若有異道人，於當來劫中，見當來事，念當來事，行不可計道，各樂解說其事者，皆在四十四見中。其異道人所知何？謂於當來劫中，知當來事，行不可計道，各樂說解其事。若有異道人，行想見想，自為世間人說想，在十六見中。其異道人所知何？謂行想見想，為世間說想，在十六見中。其異道人，所見如是行如是，有我色為有後世想，言：『我至誠，其餘為癡。』是為第一見。若有異道人，言：『無色為有我，無後世。』言：『我至誠，其餘者為癡。』是為第二見。若有異道人，行想見想，自為世間人說想者，言：『有色無色有我，我所語至誠其餘者為癡。』是為第三見。若有異道人，言：『亦不有色亦不無色為有我，我至誠，其餘者為癡。』是為第四見。第五若有異道人，言：『有限為我，我至誠，其餘者為癡。』是為第五見。第六若有異道人，言：『無限為有我，我至誠，其餘者為癡。』是為第六見。第七若有異道人，言：『有限無限為有我，我至誠，其餘者為癡。』是為第七見。第八若有異道人，言：『亦不有限亦不無限為有我，我至誠，其餘者為癡。』是為第八見。第九若有異道人，言：『一想為有我，我至誠，其餘者為癡。』是為第九見。第十若有異道人，言：『少思想為有我，我至誠，其餘者為癡。』是為第十見。第十一若有異道人，言：『種種思想為有我，我至誠，其餘者為癡。』是為第十一見。第十二若有異道人，言：『無央數思想為有我，我至誠，其餘者為癡。』是為第十二見。第十三若有異道人，言：『一樂為有我，我至誠，其餘者為癡。』是為第十三見。第十四若有異道人，言：『苦為有我，我至誠，其餘者為癡。』是為第十四見。第十五若有異道人，言：『苦樂為有我，我至誠，其餘者為癡。』是為第十五見。第十六若有異道人，言：『亦不苦亦不樂為有我，我至誠，其餘者為癡。』是為第十六見。」　佛言：「其異道人，行想見想，自為世間說想者，皆在是十六見中，不能復過上。佛皆知是，所知復過上絕妙。佛知是，以不譏亦不毀，得無為。佛知痛痒更樂，知方便所從起，佛現無所著受意善解。」

 
부처님께서 말씀하셨다.

“내가 아는 법은 심오하여 깊게 비추며, 나는 모든 것을 분명하게 아니, 만일 어떠한 현자와 제자라도 그것을 듣고 안다면 곧 부처를 찬탄할 것이다.

만일 어떤 외도가 미래겁에 대하여 미래의 일을 보고 미래의 일과 행을 생각하고 헤아릴 수 없는 수의 도로 각각 그 일을 알고 있는 것을 말하기 좋아한다면 이것은 모두 이 44견에 빠진 것이다.

그 외도가 아는 것이 무엇인가? 미래겁에 대하여 미래의 일과 행을 알고 헤아릴 수 없는 수의 도로 각각 그 일들을 알고 있는 것을 말하기 좋아한다. 만일 어떤 외도가 행에 대한 상[行想]과 견해에 대한 상[見想]을 지니고 스스로 세간 사람들에게 상(想)을 말하면 16견에 빠진 것이다.

그 외도가 아는 것이 무엇인가? 행에 대한 상과 견해에 대한 상을 지니고 스스로 세간을 향하여 상을 말하면 16견에 빠진 것이다.

그 외도의 소견이 이와 같고 행이 이와 같아서 '아(我)와 색(色)이 있어 후세의 상이 된다'고 하면서 '나의 말만이 진실하고, 그 밖의 것은 어리석다'라고 말하니, 이것이 첫 번째 견해이다.

어떤 외도가 '색은 없고 아(我)가 있어서 후세는 없다'고 말하면서 '나의 말만이 진실하고, 그 밖의 것은 어리석다'고 하니, 이것이 두 번째 견해이다.

어떤 외도가 행에 대한 상과 견해에 대한 상을 지니고 스스로 세간 사람들에게 상을 말하기를, '색이 있기도 하고 색이 없기도 하며 아(我)는 있다. 내가 말한 것만이 진실하고, 그 밖의 것은 어리석다'고 하니, 이것이 세 번째 견해이다.

어떤 외도가 '또한 색이 있는 것도 아니고 색이 없는 것도 아니며 아(我)는 있다. 나의 말만이 진실하고, 그 밖의 것은 어리석다'고 하니, 이것이 네 번째 견해이다.

다섯째, 어떤 외도가 '세간은 유한하고 아(我)는 있다. 나의 말만이 진실하고, 그 밖의 것은 어리석다'고 하니, 이것이 다섯 번째 견해이다.

여섯째, 어떤 외도가 '세간은 무한하고 아(我)는 있다. 나의 말만이 진실하고, 그 밖의 것은 어리석다'고 하니, 이것이 여섯 번째 견해이다.

일곱째, 어떤 외도가 '세간은 유한하기도 하고 무한하기도 하며 아(我)는 있다. 나의 말만이 진실하고, 그 밖의 것은 어리석다'고 하니, 이것이 일곱 번째 견해이다.

여덟째, 어떤 외도가 '세간은 유한하지도 않고 무한하지도 않으며 아(我)는 있다. 나의 말만이 진실하고, 그 밖의 것은 어리석다'고 하니, 이것이 여덟 번째 견해이다.

아홉째, 어떤 외도가 '하나의 상(想)이 있는 것이 아(我)가 있는 것이다. 나의 말만이 진실하고, 그 밖의 것은 어리석다'라고 하니, 이것이 아홉 번째 견해이다.

열째, 어떤 외도가 '몇몇의 사상(思想)을 지닌 것이 아(我)가 있는 것이다. 나의 말만이 진실하고, 그 밖의 것들은 어리석다'고 하니, 이것이 열 번째 견해이다.

열한째, 어떤 외도가 '가지가지의 사상을 지닌 것이 아(我)가 있는 것이다. 나의 말만이 진실하고, 그 밖의 것은 어리석다'고 하니, 이것이 열한 번째 견해이다.

열두째, 어떤 외도가 '끝없이 많은 수의 사상을 지닌 것이 아(我)가 있는 것이다. 나의 말만이 진실하고, 그 밖의 것은 어리석다'고 하니, 이것이 열두 번째 견해이다.

열셋째, 어떤 외도가 '하나의 즐거움을 지닌 것이 아(我)가 있는 것이다. 나의 말만이 진실하고, 그 밖의 것은 어리석다'고 하니, 이것이 열세 번째 견해이다.

열넷째, 어떤 외도가 '괴로움을 지닌 것이 아(我)가 있는 것이다. 나의 말만이 진실하고, 그 밖의 것은 어리석다'고 하니, 이것이 열네 번째 견해이다.

열다섯째, 어떤 외도가 '괴로움과 즐거움을 지닌 것이 아(我)가 있는 것이다. 나의 말만이 진실하고, 그 밖의 것은 어리석다'고 하니, 이것이 열다섯 번째 견해이다.

열여섯째, 어떤 외도가 '또한 괴롭지도 않고 또 즐겁지도 않은 것이 아(我)가 있는 것이다. 나의 말만이 진실하고, 그 밖의 것은 어리석다'고 하니, 이것이 열여섯 번째 견해이다.”

부처님께서 말씀하셨다.

“그 외도가 행에 대한 상과 견해에 대한 상을 지니고 세간 사람들에게 상(想)을 말하는 것은 모두 이 16견에 빠져 있어 다시 이것을 벗어나지 못한다. 부처는 이것을 모두 알고, 아는 것이 이것을 뛰어넘어 절묘하게 안다. 그러므로 나무라지도 않고 비방하지도 않으며 무위를 얻었다. 부처는 통양(痛痒)으로 바뀌는 즐거움임을 알고, 방편이 일어난 유래를 알아 지금 집착도 받아들임도 없는 뜻으로 해탈하였다.”
 — 《불설범망육십이견경》. 한문본 & 한글본
 後際分別見中十六有想論者。謂初四種依三見立。如說一類補特伽羅。起如是見立如是論。命者即身。復有一類補特伽羅。起如是見立如是論。命者異身。復有一類補特伽羅。起如是見立如是論。此總是我。遍滿無二無異無缺。(1)
 
依第二見建立第二我無色死後有想論。謂彼外道執無色為我。執色或餘四蘊以為我所。謂若除想執餘三蘊總別為我。即執想色蘊為我所。若執想蘊為我。即執餘蘊為我所。彼所執我無色為性故名無色。取諸法相說名為想。此無色我或想為性。或有想用說名有想。或有彼想說名有想。以執想蘊為我所故。彼作是念。此無色我死後有想。此在欲界乃至無所有處。除無想天。
 — 《아비달마대비바사론》 제200권. 한문본

##### (21) 유상론 제3견
有言：『我此終後，生有色無色有想，此實餘虛。』

 
어떤 자는 말한다.

'나는 이 생을 마친 뒤에 몸이 있을 수도 있고 몸이 없을 수도 있지만 생각은 있는 존재[有色無色有想]로 태어난다. 이것이 진실이고 다른 것은 거짓이다.'
 — 《장아함경》 제14권 〈21. 범동경(梵動經)〉. 한문본 & 한글본
對色四者。我此終後有色有想。是為初見。無色有想是為二見。亦有色亦無色有想。是為三見。非有色非無色有想。是為四見。— 《대승의장》 제6권 〈62견의(六十二見義)〉. 한문본

1. Doctrines of Percipient Immortality (Saññīvāda): Views 19–34

75. "There are, bhikkhus, some recluses and brahmins who maintain a doctrine of percipient immortality and who on sixteen grounds proclaim the self to survive percipient after death. And owing to what, with reference to what, do these honorable recluses and brahmins proclaim their views?

76. "They proclaim: 'The self is immutable after death, percipient, and:

 A.

 1. material

 2. immaterial

 3. both material and immaterial

 4. neither material nor immaterial

 B.

 1. finite

 2. infinite

 3. both finite and infinite

 4. neither finite nor infinite

 C.

 1. of uniform perception

 2. of diversified perception

 3. of limited perception

 4. of boundless perception

 D.

 1. exclusively happy

 2. exclusively miserable

 3. both happy and miserable

 4. neither happy nor miserable.'

77. "It is on these sixteen grounds, bhikkhus, that those recluses and brahmins who maintain a doctrine of percipient immortality proclaim the self to survive percipient after death. Whatever recluses or brahmins maintain a doctrine of percipient immortality, all of them do so on these sixteen grounds or on a certain one of them. Outside of these there is none.

"This, bhikkhus, the Tathāgata understand... and it is concerning these that those who would rightly praise the Tathāgata in accordance with reality would speak.— 《Brahmajāla Sutta: The All-embracing Net of Views》, Bhikkhu Bodhi의 팔리어 경전의 영역. 영문본

 佛言：「我所知法，深奧深照，我悉了。若有賢者弟子聞知者，便嗟歎佛。若有異道人，於過去劫中，知過去事，念昔時行，於不可計道，各樂說解其事者，皆在是十八見中，是十八見不能復過上。佛如是所知，復過上絕妙知，是以不譏亦不毀，佛現無所受意善解。」　佛言：「我所知法，深奧深照，我悉了。若有賢者弟子聞知之，便嗟歎佛。若有異道人，於當來劫中，見當來事，念當來事，行不可計道，各樂解說其事者，皆在四十四見中。其異道人所知何？謂於當來劫中，知當來事，行不可計道，各樂說解其事。若有異道人，行想見想，自為世間人說想，在十六見中。其異道人所知何？謂行想見想，為世間說想，在十六見中。其異道人，所見如是行如是，有我色為有後世想，言：『我至誠，其餘為癡。』是為第一見。若有異道人，言：『無色為有我，無後世。』言：『我至誠，其餘者為癡。』是為第二見。若有異道人，行想見想，自為世間人說想者，言：『有色無色有我，我所語至誠其餘者為癡。』是為第三見。若有異道人，言：『亦不有色亦不無色為有我，我至誠，其餘者為癡。』是為第四見。第五若有異道人，言：『有限為我，我至誠，其餘者為癡。』是為第五見。第六若有異道人，言：『無限為有我，我至誠，其餘者為癡。』是為第六見。第七若有異道人，言：『有限無限為有我，我至誠，其餘者為癡。』是為第七見。第八若有異道人，言：『亦不有限亦不無限為有我，我至誠，其餘者為癡。』是為第八見。第九若有異道人，言：『一想為有我，我至誠，其餘者為癡。』是為第九見。第十若有異道人，言：『少思想為有我，我至誠，其餘者為癡。』是為第十見。第十一若有異道人，言：『種種思想為有我，我至誠，其餘者為癡。』是為第十一見。第十二若有異道人，言：『無央數思想為有我，我至誠，其餘者為癡。』是為第十二見。第十三若有異道人，言：『一樂為有我，我至誠，其餘者為癡。』是為第十三見。第十四若有異道人，言：『苦為有我，我至誠，其餘者為癡。』是為第十四見。第十五若有異道人，言：『苦樂為有我，我至誠，其餘者為癡。』是為第十五見。第十六若有異道人，言：『亦不苦亦不樂為有我，我至誠，其餘者為癡。』是為第十六見。」　佛言：「其異道人，行想見想，自為世間說想者，皆在是十六見中，不能復過上。佛皆知是，所知復過上絕妙。佛知是，以不譏亦不毀，得無為。佛知痛痒更樂，知方便所從起，佛現無所著受意善解。」

 
부처님께서 말씀하셨다.

“내가 아는 법은 심오하여 깊게 비추며, 나는 모든 것을 분명하게 아니, 만일 어떠한 현자와 제자라도 그것을 듣고 안다면 곧 부처를 찬탄할 것이다.

만일 어떤 외도가 미래겁에 대하여 미래의 일을 보고 미래의 일과 행을 생각하고 헤아릴 수 없는 수의 도로 각각 그 일을 알고 있는 것을 말하기 좋아한다면 이것은 모두 이 44견에 빠진 것이다.

그 외도가 아는 것이 무엇인가? 미래겁에 대하여 미래의 일과 행을 알고 헤아릴 수 없는 수의 도로 각각 그 일들을 알고 있는 것을 말하기 좋아한다. 만일 어떤 외도가 행에 대한 상[行想]과 견해에 대한 상[見想]을 지니고 스스로 세간 사람들에게 상(想)을 말하면 16견에 빠진 것이다.

그 외도가 아는 것이 무엇인가? 행에 대한 상과 견해에 대한 상을 지니고 스스로 세간을 향하여 상을 말하면 16견에 빠진 것이다.

그 외도의 소견이 이와 같고 행이 이와 같아서 '아(我)와 색(色)이 있어 후세의 상이 된다'고 하면서 '나의 말만이 진실하고, 그 밖의 것은 어리석다'라고 말하니, 이것이 첫 번째 견해이다.

어떤 외도가 '색은 없고 아(我)가 있어서 후세는 없다'고 말하면서 '나의 말만이 진실하고, 그 밖의 것은 어리석다'고 하니, 이것이 두 번째 견해이다.

어떤 외도가 행에 대한 상과 견해에 대한 상을 지니고 스스로 세간 사람들에게 상을 말하기를, '색이 있기도 하고 색이 없기도 하며 아(我)는 있다. 내가 말한 것만이 진실하고, 그 밖의 것은 어리석다'고 하니, 이것이 세 번째 견해이다.

어떤 외도가 '또한 색이 있는 것도 아니고 색이 없는 것도 아니며 아(我)는 있다. 나의 말만이 진실하고, 그 밖의 것은 어리석다'고 하니, 이것이 네 번째 견해이다.

다섯째, 어떤 외도가 '세간은 유한하고 아(我)는 있다. 나의 말만이 진실하고, 그 밖의 것은 어리석다'고 하니, 이것이 다섯 번째 견해이다.

여섯째, 어떤 외도가 '세간은 무한하고 아(我)는 있다. 나의 말만이 진실하고, 그 밖의 것은 어리석다'고 하니, 이것이 여섯 번째 견해이다.

일곱째, 어떤 외도가 '세간은 유한하기도 하고 무한하기도 하며 아(我)는 있다. 나의 말만이 진실하고, 그 밖의 것은 어리석다'고 하니, 이것이 일곱 번째 견해이다.

여덟째, 어떤 외도가 '세간은 유한하지도 않고 무한하지도 않으며 아(我)는 있다. 나의 말만이 진실하고, 그 밖의 것은 어리석다'고 하니, 이것이 여덟 번째 견해이다.

아홉째, 어떤 외도가 '하나의 상(想)이 있는 것이 아(我)가 있는 것이다. 나의 말만이 진실하고, 그 밖의 것은 어리석다'라고 하니, 이것이 아홉 번째 견해이다.

열째, 어떤 외도가 '몇몇의 사상(思想)을 지닌 것이 아(我)가 있는 것이다. 나의 말만이 진실하고, 그 밖의 것들은 어리석다'고 하니, 이것이 열 번째 견해이다.

열한째, 어떤 외도가 '가지가지의 사상을 지닌 것이 아(我)가 있는 것이다. 나의 말만이 진실하고, 그 밖의 것은 어리석다'고 하니, 이것이 열한 번째 견해이다.

열두째, 어떤 외도가 '끝없이 많은 수의 사상을 지닌 것이 아(我)가 있는 것이다. 나의 말만이 진실하고, 그 밖의 것은 어리석다'고 하니, 이것이 열두 번째 견해이다.

열셋째, 어떤 외도가 '하나의 즐거움을 지닌 것이 아(我)가 있는 것이다. 나의 말만이 진실하고, 그 밖의 것은 어리석다'고 하니, 이것이 열세 번째 견해이다.

열넷째, 어떤 외도가 '괴로움을 지닌 것이 아(我)가 있는 것이다. 나의 말만이 진실하고, 그 밖의 것은 어리석다'고 하니, 이것이 열네 번째 견해이다.

열다섯째, 어떤 외도가 '괴로움과 즐거움을 지닌 것이 아(我)가 있는 것이다. 나의 말만이 진실하고, 그 밖의 것은 어리석다'고 하니, 이것이 열다섯 번째 견해이다.

열여섯째, 어떤 외도가 '또한 괴롭지도 않고 또 즐겁지도 않은 것이 아(我)가 있는 것이다. 나의 말만이 진실하고, 그 밖의 것은 어리석다'고 하니, 이것이 열여섯 번째 견해이다.”

부처님께서 말씀하셨다.

“그 외도가 행에 대한 상과 견해에 대한 상을 지니고 세간 사람들에게 상(想)을 말하는 것은 모두 이 16견에 빠져 있어 다시 이것을 벗어나지 못한다. 부처는 이것을 모두 알고, 아는 것이 이것을 뛰어넘어 절묘하게 안다. 그러므로 나무라지도 않고 비방하지도 않으며 무위를 얻었다. 부처는 통양(痛痒)으로 바뀌는 즐거움임을 알고, 방편이 일어난 유래를 알아 지금 집착도 받아들임도 없는 뜻으로 해탈하였다.”
 — 《불설범망육십이견경》. 한문본 & 한글본
 後際分別見中十六有想論者。謂初四種依三見立。如說一類補特伽羅。起如是見立如是論。命者即身。復有一類補特伽羅。起如是見立如是論。命者異身。復有一類補特伽羅。起如是見立如是論。此總是我。遍滿無二無異無缺。(1)
 
依第三見建立第三我。亦有色亦無色死後有想論。謂彼外道執色無色為我。如諦語外道等。總於五蘊起一我想。由彼各別分別諸蘊不得實我。猶如各別分別甘酢醎辛苦淡。無總實有一味可得。彼於諸蘊起一想已總執為我。彼所執我以色無色為性。故名亦有色亦無色。取諸法相說名為想。此亦有色亦無色我。或以想為性。或有想用說名有想。或有彼想說名有想。以執自身諸蘊為我。執他諸蘊為我所故。有餘外道。於有色我見過失已。依無色我而住。於無色我見過失已。復依有色我而住。彼諸外道我見未斷。雖執有我而不決定。說所執我唯是有色或唯是無色。然作是念。此亦有色亦無色。我死後有想此在欲界全隨其所應。乃至廣說。
 — 《아비달마대비바사론》 제200권. 한문본

##### (22) 유상론 제4견
有言：『我此終後，生非有色非無色有想，此實餘虛。』

 
어떤 자는 말한다.

'나는 이 생을 마친 뒤에 몸이 있는 것도 아니고 몸이 없는 것도 아니지만 생각은 있는 존재[非有色非無色有想]로 태어난다. 이것이 진실이고 다른 것은 거짓이다.'
 — 《장아함경》 제14권 〈21. 범동경(梵動經)〉. 한문본 & 한글본
對色四者。我此終後有色有想。是為初見。無色有想是為二見。亦有色亦無色有想。是為三見。非有色非無色有想。是為四見。— 《대승의장》 제6권 〈62견의(六十二見義)〉. 한문본

1. Doctrines of Percipient Immortality (Saññīvāda): Views 19–34

75. "There are, bhikkhus, some recluses and brahmins who maintain a doctrine of percipient immortality and who on sixteen grounds proclaim the self to survive percipient after death. And owing to what, with reference to what, do these honorable recluses and brahmins proclaim their views?

76. "They proclaim: 'The self is immutable after death, percipient, and:

 A.

 1. material

 2. immaterial

 3. both material and immaterial

 4. neither material nor immaterial

 B.

 1. finite

 2. infinite

 3. both finite and infinite

 4. neither finite nor infinite

 C.

 1. of uniform perception

 2. of diversified perception

 3. of limited perception

 4. of boundless perception

 D.

 1. exclusively happy

 2. exclusively miserable

 3. both happy and miserable

 4. neither happy nor miserable.'

77. "It is on these sixteen grounds, bhikkhus, that those recluses and brahmins who maintain a doctrine of percipient immortality proclaim the self to survive percipient after death. Whatever recluses or brahmins maintain a doctrine of percipient immortality, all of them do so on these sixteen grounds or on a certain one of them. Outside of these there is none.

"This, bhikkhus, the Tathāgata understand... and it is concerning these that those who would rightly praise the Tathāgata in accordance with reality would speak.— 《Brahmajāla Sutta: The All-embracing Net of Views》, Bhikkhu Bodhi의 팔리어 경전의 영역. 영문본

 佛言：「我所知法，深奧深照，我悉了。若有賢者弟子聞知者，便嗟歎佛。若有異道人，於過去劫中，知過去事，念昔時行，於不可計道，各樂說解其事者，皆在是十八見中，是十八見不能復過上。佛如是所知，復過上絕妙知，是以不譏亦不毀，佛現無所受意善解。」　佛言：「我所知法，深奧深照，我悉了。若有賢者弟子聞知之，便嗟歎佛。若有異道人，於當來劫中，見當來事，念當來事，行不可計道，各樂解說其事者，皆在四十四見中。其異道人所知何？謂於當來劫中，知當來事，行不可計道，各樂說解其事。若有異道人，行想見想，自為世間人說想，在十六見中。其異道人所知何？謂行想見想，為世間說想，在十六見中。其異道人，所見如是行如是，有我色為有後世想，言：『我至誠，其餘為癡。』是為第一見。若有異道人，言：『無色為有我，無後世。』言：『我至誠，其餘者為癡。』是為第二見。若有異道人，行想見想，自為世間人說想者，言：『有色無色有我，我所語至誠其餘者為癡。』是為第三見。若有異道人，言：『亦不有色亦不無色為有我，我至誠，其餘者為癡。』是為第四見。第五若有異道人，言：『有限為我，我至誠，其餘者為癡。』是為第五見。第六若有異道人，言：『無限為有我，我至誠，其餘者為癡。』是為第六見。第七若有異道人，言：『有限無限為有我，我至誠，其餘者為癡。』是為第七見。第八若有異道人，言：『亦不有限亦不無限為有我，我至誠，其餘者為癡。』是為第八見。第九若有異道人，言：『一想為有我，我至誠，其餘者為癡。』是為第九見。第十若有異道人，言：『少思想為有我，我至誠，其餘者為癡。』是為第十見。第十一若有異道人，言：『種種思想為有我，我至誠，其餘者為癡。』是為第十一見。第十二若有異道人，言：『無央數思想為有我，我至誠，其餘者為癡。』是為第十二見。第十三若有異道人，言：『一樂為有我，我至誠，其餘者為癡。』是為第十三見。第十四若有異道人，言：『苦為有我，我至誠，其餘者為癡。』是為第十四見。第十五若有異道人，言：『苦樂為有我，我至誠，其餘者為癡。』是為第十五見。第十六若有異道人，言：『亦不苦亦不樂為有我，我至誠，其餘者為癡。』是為第十六見。」　佛言：「其異道人，行想見想，自為世間說想者，皆在是十六見中，不能復過上。佛皆知是，所知復過上絕妙。佛知是，以不譏亦不毀，得無為。佛知痛痒更樂，知方便所從起，佛現無所著受意善解。」

 
부처님께서 말씀하셨다.

“내가 아는 법은 심오하여 깊게 비추며, 나는 모든 것을 분명하게 아니, 만일 어떠한 현자와 제자라도 그것을 듣고 안다면 곧 부처를 찬탄할 것이다.

만일 어떤 외도가 미래겁에 대하여 미래의 일을 보고 미래의 일과 행을 생각하고 헤아릴 수 없는 수의 도로 각각 그 일을 알고 있는 것을 말하기 좋아한다면 이것은 모두 이 44견에 빠진 것이다.

그 외도가 아는 것이 무엇인가? 미래겁에 대하여 미래의 일과 행을 알고 헤아릴 수 없는 수의 도로 각각 그 일들을 알고 있는 것을 말하기 좋아한다. 만일 어떤 외도가 행에 대한 상[行想]과 견해에 대한 상[見想]을 지니고 스스로 세간 사람들에게 상(想)을 말하면 16견에 빠진 것이다.

그 외도가 아는 것이 무엇인가? 행에 대한 상과 견해에 대한 상을 지니고 스스로 세간을 향하여 상을 말하면 16견에 빠진 것이다.

그 외도의 소견이 이와 같고 행이 이와 같아서 '아(我)와 색(色)이 있어 후세의 상이 된다'고 하면서 '나의 말만이 진실하고, 그 밖의 것은 어리석다'라고 말하니, 이것이 첫 번째 견해이다.

어떤 외도가 '색은 없고 아(我)가 있어서 후세는 없다'고 말하면서 '나의 말만이 진실하고, 그 밖의 것은 어리석다'고 하니, 이것이 두 번째 견해이다.

어떤 외도가 행에 대한 상과 견해에 대한 상을 지니고 스스로 세간 사람들에게 상을 말하기를, '색이 있기도 하고 색이 없기도 하며 아(我)는 있다. 내가 말한 것만이 진실하고, 그 밖의 것은 어리석다'고 하니, 이것이 세 번째 견해이다.

어떤 외도가 '또한 색이 있는 것도 아니고 색이 없는 것도 아니며 아(我)는 있다. 나의 말만이 진실하고, 그 밖의 것은 어리석다'고 하니, 이것이 네 번째 견해이다.

다섯째, 어떤 외도가 '세간은 유한하고 아(我)는 있다. 나의 말만이 진실하고, 그 밖의 것은 어리석다'고 하니, 이것이 다섯 번째 견해이다.

여섯째, 어떤 외도가 '세간은 무한하고 아(我)는 있다. 나의 말만이 진실하고, 그 밖의 것은 어리석다'고 하니, 이것이 여섯 번째 견해이다.

일곱째, 어떤 외도가 '세간은 유한하기도 하고 무한하기도 하며 아(我)는 있다. 나의 말만이 진실하고, 그 밖의 것은 어리석다'고 하니, 이것이 일곱 번째 견해이다.

여덟째, 어떤 외도가 '세간은 유한하지도 않고 무한하지도 않으며 아(我)는 있다. 나의 말만이 진실하고, 그 밖의 것은 어리석다'고 하니, 이것이 여덟 번째 견해이다.

아홉째, 어떤 외도가 '하나의 상(想)이 있는 것이 아(我)가 있는 것이다. 나의 말만이 진실하고, 그 밖의 것은 어리석다'라고 하니, 이것이 아홉 번째 견해이다.

열째, 어떤 외도가 '몇몇의 사상(思想)을 지닌 것이 아(我)가 있는 것이다. 나의 말만이 진실하고, 그 밖의 것들은 어리석다'고 하니, 이것이 열 번째 견해이다.

열한째, 어떤 외도가 '가지가지의 사상을 지닌 것이 아(我)가 있는 것이다. 나의 말만이 진실하고, 그 밖의 것은 어리석다'고 하니, 이것이 열한 번째 견해이다.

열두째, 어떤 외도가 '끝없이 많은 수의 사상을 지닌 것이 아(我)가 있는 것이다. 나의 말만이 진실하고, 그 밖의 것은 어리석다'고 하니, 이것이 열두 번째 견해이다.

열셋째, 어떤 외도가 '하나의 즐거움을 지닌 것이 아(我)가 있는 것이다. 나의 말만이 진실하고, 그 밖의 것은 어리석다'고 하니, 이것이 열세 번째 견해이다.

열넷째, 어떤 외도가 '괴로움을 지닌 것이 아(我)가 있는 것이다. 나의 말만이 진실하고, 그 밖의 것은 어리석다'고 하니, 이것이 열네 번째 견해이다.

열다섯째, 어떤 외도가 '괴로움과 즐거움을 지닌 것이 아(我)가 있는 것이다. 나의 말만이 진실하고, 그 밖의 것은 어리석다'고 하니, 이것이 열다섯 번째 견해이다.

열여섯째, 어떤 외도가 '또한 괴롭지도 않고 또 즐겁지도 않은 것이 아(我)가 있는 것이다. 나의 말만이 진실하고, 그 밖의 것은 어리석다'고 하니, 이것이 열여섯 번째 견해이다.”

부처님께서 말씀하셨다.

“그 외도가 행에 대한 상과 견해에 대한 상을 지니고 세간 사람들에게 상(想)을 말하는 것은 모두 이 16견에 빠져 있어 다시 이것을 벗어나지 못한다. 부처는 이것을 모두 알고, 아는 것이 이것을 뛰어넘어 절묘하게 안다. 그러므로 나무라지도 않고 비방하지도 않으며 무위를 얻었다. 부처는 통양(痛痒)으로 바뀌는 즐거움임을 알고, 방편이 일어난 유래를 알아 지금 집착도 받아들임도 없는 뜻으로 해탈하였다.”
 — 《불설범망육십이견경》. 한문본 & 한글본
 後際分別見中十六有想論者。謂初四種依三見立。如說一類補特伽羅。起如是見立如是論。命者即身。復有一類補特伽羅。起如是見立如是論。命者異身。復有一類補特伽羅。起如是見立如是論。此總是我。遍滿無二無異無缺。(1)
 
第四我非有色非無色死後有想論。即遮第三無別依見。彼作是念。我雖實有而不可說定亦有色亦無色。彼見實我定亦有色亦無色。俱有過失故。作是說。此我非有色非無色死後有想。餘如前說。
如是四種或依尋伺或依等至皆容得起。
 — 《아비달마대비바사론》 제200권. 한문본

#### 유상론 제2그룹 (4견)

##### (23) 유상론 제5견
有言：『我此終後，生有邊有想，此實餘虛。』

 
어떤 자는 말한다.

'나는 이 생을 마친 뒤에 끝도 있고 생각도 있는 존재[有邊有想]로 태어난다. 이것이 진실이고 다른 것은 거짓이다.'
 — 《장아함경》 제14권 〈21. 범동경(梵動經)〉. 한문본 & 한글본
邊中四者。我此終後有邊有想。是為初見。無邊有想。是為二見。亦有邊亦無邊有想。是為三見。非有邊非無邊有想。是為四見。— 《대승의장》 제6권 〈62견의(六十二見義)〉. 한문본

1. Doctrines of Percipient Immortality (Saññīvāda): Views 19–34

75. "There are, bhikkhus, some recluses and brahmins who maintain a doctrine of percipient immortality and who on sixteen grounds proclaim the self to survive percipient after death. And owing to what, with reference to what, do these honorable recluses and brahmins proclaim their views?

76. "They proclaim: 'The self is immutable after death, percipient, and:

 A.

 1. material

 2. immaterial

 3. both material and immaterial

 4. neither material nor immaterial

 B.

 1. finite

 2. infinite

 3. both finite and infinite

 4. neither finite nor infinite

 C.

 1. of uniform perception

 2. of diversified perception

 3. of limited perception

 4. of boundless perception

 D.

 1. exclusively happy

 2. exclusively miserable

 3. both happy and miserable

 4. neither happy nor miserable.'

77. "It is on these sixteen grounds, bhikkhus, that those recluses and brahmins who maintain a doctrine of percipient immortality proclaim the self to survive percipient after death. Whatever recluses or brahmins maintain a doctrine of percipient immortality, all of them do so on these sixteen grounds or on a certain one of them. Outside of these there is none.

"This, bhikkhus, the Tathāgata understand... and it is concerning these that those who would rightly praise the Tathāgata in accordance with reality would speak.— 《Brahmajāla Sutta: The All-embracing Net of Views》, Bhikkhu Bodhi의 팔리어 경전의 영역. 영문본

 佛言：「我所知法，深奧深照，我悉了。若有賢者弟子聞知者，便嗟歎佛。若有異道人，於過去劫中，知過去事，念昔時行，於不可計道，各樂說解其事者，皆在是十八見中，是十八見不能復過上。佛如是所知，復過上絕妙知，是以不譏亦不毀，佛現無所受意善解。」　佛言：「我所知法，深奧深照，我悉了。若有賢者弟子聞知之，便嗟歎佛。若有異道人，於當來劫中，見當來事，念當來事，行不可計道，各樂解說其事者，皆在四十四見中。其異道人所知何？謂於當來劫中，知當來事，行不可計道，各樂說解其事。若有異道人，行想見想，自為世間人說想，在十六見中。其異道人所知何？謂行想見想，為世間說想，在十六見中。其異道人，所見如是行如是，有我色為有後世想，言：『我至誠，其餘為癡。』是為第一見。若有異道人，言：『無色為有我，無後世。』言：『我至誠，其餘者為癡。』是為第二見。若有異道人，行想見想，自為世間人說想者，言：『有色無色有我，我所語至誠其餘者為癡。』是為第三見。若有異道人，言：『亦不有色亦不無色為有我，我至誠，其餘者為癡。』是為第四見。第五若有異道人，言：『有限為我，我至誠，其餘者為癡。』是為第五見。第六若有異道人，言：『無限為有我，我至誠，其餘者為癡。』是為第六見。第七若有異道人，言：『有限無限為有我，我至誠，其餘者為癡。』是為第七見。第八若有異道人，言：『亦不有限亦不無限為有我，我至誠，其餘者為癡。』是為第八見。第九若有異道人，言：『一想為有我，我至誠，其餘者為癡。』是為第九見。第十若有異道人，言：『少思想為有我，我至誠，其餘者為癡。』是為第十見。第十一若有異道人，言：『種種思想為有我，我至誠，其餘者為癡。』是為第十一見。第十二若有異道人，言：『無央數思想為有我，我至誠，其餘者為癡。』是為第十二見。第十三若有異道人，言：『一樂為有我，我至誠，其餘者為癡。』是為第十三見。第十四若有異道人，言：『苦為有我，我至誠，其餘者為癡。』是為第十四見。第十五若有異道人，言：『苦樂為有我，我至誠，其餘者為癡。』是為第十五見。第十六若有異道人，言：『亦不苦亦不樂為有我，我至誠，其餘者為癡。』是為第十六見。」　佛言：「其異道人，行想見想，自為世間說想者，皆在是十六見中，不能復過上。佛皆知是，所知復過上絕妙。佛知是，以不譏亦不毀，得無為。佛知痛痒更樂，知方便所從起，佛現無所著受意善解。」

 
부처님께서 말씀하셨다.

“내가 아는 법은 심오하여 깊게 비추며, 나는 모든 것을 분명하게 아니, 만일 어떠한 현자와 제자라도 그것을 듣고 안다면 곧 부처를 찬탄할 것이다.

만일 어떤 외도가 미래겁에 대하여 미래의 일을 보고 미래의 일과 행을 생각하고 헤아릴 수 없는 수의 도로 각각 그 일을 알고 있는 것을 말하기 좋아한다면 이것은 모두 이 44견에 빠진 것이다.

그 외도가 아는 것이 무엇인가? 미래겁에 대하여 미래의 일과 행을 알고 헤아릴 수 없는 수의 도로 각각 그 일들을 알고 있는 것을 말하기 좋아한다. 만일 어떤 외도가 행에 대한 상[行想]과 견해에 대한 상[見想]을 지니고 스스로 세간 사람들에게 상(想)을 말하면 16견에 빠진 것이다.

그 외도가 아는 것이 무엇인가? 행에 대한 상과 견해에 대한 상을 지니고 스스로 세간을 향하여 상을 말하면 16견에 빠진 것이다.

그 외도의 소견이 이와 같고 행이 이와 같아서 '아(我)와 색(色)이 있어 후세의 상이 된다'고 하면서 '나의 말만이 진실하고, 그 밖의 것은 어리석다'라고 말하니, 이것이 첫 번째 견해이다.

어떤 외도가 '색은 없고 아(我)가 있어서 후세는 없다'고 말하면서 '나의 말만이 진실하고, 그 밖의 것은 어리석다'고 하니, 이것이 두 번째 견해이다.

어떤 외도가 행에 대한 상과 견해에 대한 상을 지니고 스스로 세간 사람들에게 상을 말하기를, '색이 있기도 하고 색이 없기도 하며 아(我)는 있다. 내가 말한 것만이 진실하고, 그 밖의 것은 어리석다'고 하니, 이것이 세 번째 견해이다.

어떤 외도가 '또한 색이 있는 것도 아니고 색이 없는 것도 아니며 아(我)는 있다. 나의 말만이 진실하고, 그 밖의 것은 어리석다'고 하니, 이것이 네 번째 견해이다.

다섯째, 어떤 외도가 '세간은 유한하고 아(我)는 있다. 나의 말만이 진실하고, 그 밖의 것은 어리석다'고 하니, 이것이 다섯 번째 견해이다.

여섯째, 어떤 외도가 '세간은 무한하고 아(我)는 있다. 나의 말만이 진실하고, 그 밖의 것은 어리석다'고 하니, 이것이 여섯 번째 견해이다.

일곱째, 어떤 외도가 '세간은 유한하기도 하고 무한하기도 하며 아(我)는 있다. 나의 말만이 진실하고, 그 밖의 것은 어리석다'고 하니, 이것이 일곱 번째 견해이다.

여덟째, 어떤 외도가 '세간은 유한하지도 않고 무한하지도 않으며 아(我)는 있다. 나의 말만이 진실하고, 그 밖의 것은 어리석다'고 하니, 이것이 여덟 번째 견해이다.

아홉째, 어떤 외도가 '하나의 상(想)이 있는 것이 아(我)가 있는 것이다. 나의 말만이 진실하고, 그 밖의 것은 어리석다'라고 하니, 이것이 아홉 번째 견해이다.

열째, 어떤 외도가 '몇몇의 사상(思想)을 지닌 것이 아(我)가 있는 것이다. 나의 말만이 진실하고, 그 밖의 것들은 어리석다'고 하니, 이것이 열 번째 견해이다.

열한째, 어떤 외도가 '가지가지의 사상을 지닌 것이 아(我)가 있는 것이다. 나의 말만이 진실하고, 그 밖의 것은 어리석다'고 하니, 이것이 열한 번째 견해이다.

열두째, 어떤 외도가 '끝없이 많은 수의 사상을 지닌 것이 아(我)가 있는 것이다. 나의 말만이 진실하고, 그 밖의 것은 어리석다'고 하니, 이것이 열두 번째 견해이다.

열셋째, 어떤 외도가 '하나의 즐거움을 지닌 것이 아(我)가 있는 것이다. 나의 말만이 진실하고, 그 밖의 것은 어리석다'고 하니, 이것이 열세 번째 견해이다.

열넷째, 어떤 외도가 '괴로움을 지닌 것이 아(我)가 있는 것이다. 나의 말만이 진실하고, 그 밖의 것은 어리석다'고 하니, 이것이 열네 번째 견해이다.

열다섯째, 어떤 외도가 '괴로움과 즐거움을 지닌 것이 아(我)가 있는 것이다. 나의 말만이 진실하고, 그 밖의 것은 어리석다'고 하니, 이것이 열다섯 번째 견해이다.

열여섯째, 어떤 외도가 '또한 괴롭지도 않고 또 즐겁지도 않은 것이 아(我)가 있는 것이다. 나의 말만이 진실하고, 그 밖의 것은 어리석다'고 하니, 이것이 열여섯 번째 견해이다.”

부처님께서 말씀하셨다.

“그 외도가 행에 대한 상과 견해에 대한 상을 지니고 세간 사람들에게 상(想)을 말하는 것은 모두 이 16견에 빠져 있어 다시 이것을 벗어나지 못한다. 부처는 이것을 모두 알고, 아는 것이 이것을 뛰어넘어 절묘하게 안다. 그러므로 나무라지도 않고 비방하지도 않으며 무위를 얻었다. 부처는 통양(痛痒)으로 바뀌는 즐거움임을 알고, 방편이 일어난 유래를 알아 지금 집착도 받아들임도 없는 뜻으로 해탈하였다.”
 — 《불설범망육십이견경》. 한문본 & 한글본
執我有邊死後有想論者。若執色為我。彼所執我體有分限。或在心中如指節量光明熾盛。或在身中稱身形量內外明徹。如說我我形相端嚴光明熾盛清淨第一。喬答摩尊寧說無我。若執非色為我。彼所執我亦有分限。以非色法所依所緣有分限故。亦名有邊。彼依尋伺起如是執。若依等至起此執者必未得遍處定。如是二種俱作是念。我定有邊死後有想。此在欲界全色界一分。除無想天。許無色界亦有色者此亦在彼前三無色。— 《아비달마대비바사론》 제200권. 한문본

##### (24) 유상론 제6견
有言：『我此終後，生無邊有想，此實餘虛。』

 
어떤 자는 말한다.

'나는 이 생을 마친 뒤에 끝이 없고 생각만 있는 존재[無邊有想]로 태어난다. 이것이 진실이고 다른 것은 거짓이다.'
 — 《장아함경》 제14권 〈21. 범동경(梵動經)〉. 한문본 & 한글본
邊中四者。我此終後有邊有想。是為初見。無邊有想。是為二見。亦有邊亦無邊有想。是為三見。非有邊非無邊有想。是為四見。— 《대승의장》 제6권 〈62견의(六十二見義)〉. 한문본

1. Doctrines of Percipient Immortality (Saññīvāda): Views 19–34

75. "There are, bhikkhus, some recluses and brahmins who maintain a doctrine of percipient immortality and who on sixteen grounds proclaim the self to survive percipient after death. And owing to what, with reference to what, do these honorable recluses and brahmins proclaim their views?

76. "They proclaim: 'The self is immutable after death, percipient, and:

 A.

 1. material

 2. immaterial

 3. both material and immaterial

 4. neither material nor immaterial

 B.

 1. finite

 2. infinite

 3. both finite and infinite

 4. neither finite nor infinite

 C.

 1. of uniform perception

 2. of diversified perception

 3. of limited perception

 4. of boundless perception

 D.

 1. exclusively happy

 2. exclusively miserable

 3. both happy and miserable

 4. neither happy nor miserable.'

77. "It is on these sixteen grounds, bhikkhus, that those recluses and brahmins who maintain a doctrine of percipient immortality proclaim the self to survive percipient after death. Whatever recluses or brahmins maintain a doctrine of percipient immortality, all of them do so on these sixteen grounds or on a certain one of them. Outside of these there is none.

"This, bhikkhus, the Tathāgata understand... and it is concerning these that those who would rightly praise the Tathāgata in accordance with reality would speak.— 《Brahmajāla Sutta: The All-embracing Net of Views》, Bhikkhu Bodhi의 팔리어 경전의 영역. 영문본

 佛言：「我所知法，深奧深照，我悉了。若有賢者弟子聞知者，便嗟歎佛。若有異道人，於過去劫中，知過去事，念昔時行，於不可計道，各樂說解其事者，皆在是十八見中，是十八見不能復過上。佛如是所知，復過上絕妙知，是以不譏亦不毀，佛現無所受意善解。」　佛言：「我所知法，深奧深照，我悉了。若有賢者弟子聞知之，便嗟歎佛。若有異道人，於當來劫中，見當來事，念當來事，行不可計道，各樂解說其事者，皆在四十四見中。其異道人所知何？謂於當來劫中，知當來事，行不可計道，各樂說解其事。若有異道人，行想見想，自為世間人說想，在十六見中。其異道人所知何？謂行想見想，為世間說想，在十六見中。其異道人，所見如是行如是，有我色為有後世想，言：『我至誠，其餘為癡。』是為第一見。若有異道人，言：『無色為有我，無後世。』言：『我至誠，其餘者為癡。』是為第二見。若有異道人，行想見想，自為世間人說想者，言：『有色無色有我，我所語至誠其餘者為癡。』是為第三見。若有異道人，言：『亦不有色亦不無色為有我，我至誠，其餘者為癡。』是為第四見。第五若有異道人，言：『有限為我，我至誠，其餘者為癡。』是為第五見。第六若有異道人，言：『無限為有我，我至誠，其餘者為癡。』是為第六見。第七若有異道人，言：『有限無限為有我，我至誠，其餘者為癡。』是為第七見。第八若有異道人，言：『亦不有限亦不無限為有我，我至誠，其餘者為癡。』是為第八見。第九若有異道人，言：『一想為有我，我至誠，其餘者為癡。』是為第九見。第十若有異道人，言：『少思想為有我，我至誠，其餘者為癡。』是為第十見。第十一若有異道人，言：『種種思想為有我，我至誠，其餘者為癡。』是為第十一見。第十二若有異道人，言：『無央數思想為有我，我至誠，其餘者為癡。』是為第十二見。第十三若有異道人，言：『一樂為有我，我至誠，其餘者為癡。』是為第十三見。第十四若有異道人，言：『苦為有我，我至誠，其餘者為癡。』是為第十四見。第十五若有異道人，言：『苦樂為有我，我至誠，其餘者為癡。』是為第十五見。第十六若有異道人，言：『亦不苦亦不樂為有我，我至誠，其餘者為癡。』是為第十六見。」　佛言：「其異道人，行想見想，自為世間說想者，皆在是十六見中，不能復過上。佛皆知是，所知復過上絕妙。佛知是，以不譏亦不毀，得無為。佛知痛痒更樂，知方便所從起，佛現無所著受意善解。」

 
부처님께서 말씀하셨다.

“내가 아는 법은 심오하여 깊게 비추며, 나는 모든 것을 분명하게 아니, 만일 어떠한 현자와 제자라도 그것을 듣고 안다면 곧 부처를 찬탄할 것이다.

만일 어떤 외도가 미래겁에 대하여 미래의 일을 보고 미래의 일과 행을 생각하고 헤아릴 수 없는 수의 도로 각각 그 일을 알고 있는 것을 말하기 좋아한다면 이것은 모두 이 44견에 빠진 것이다.

그 외도가 아는 것이 무엇인가? 미래겁에 대하여 미래의 일과 행을 알고 헤아릴 수 없는 수의 도로 각각 그 일들을 알고 있는 것을 말하기 좋아한다. 만일 어떤 외도가 행에 대한 상[行想]과 견해에 대한 상[見想]을 지니고 스스로 세간 사람들에게 상(想)을 말하면 16견에 빠진 것이다.

그 외도가 아는 것이 무엇인가? 행에 대한 상과 견해에 대한 상을 지니고 스스로 세간을 향하여 상을 말하면 16견에 빠진 것이다.

그 외도의 소견이 이와 같고 행이 이와 같아서 '아(我)와 색(色)이 있어 후세의 상이 된다'고 하면서 '나의 말만이 진실하고, 그 밖의 것은 어리석다'라고 말하니, 이것이 첫 번째 견해이다.

어떤 외도가 '색은 없고 아(我)가 있어서 후세는 없다'고 말하면서 '나의 말만이 진실하고, 그 밖의 것은 어리석다'고 하니, 이것이 두 번째 견해이다.

어떤 외도가 행에 대한 상과 견해에 대한 상을 지니고 스스로 세간 사람들에게 상을 말하기를, '색이 있기도 하고 색이 없기도 하며 아(我)는 있다. 내가 말한 것만이 진실하고, 그 밖의 것은 어리석다'고 하니, 이것이 세 번째 견해이다.

어떤 외도가 '또한 색이 있는 것도 아니고 색이 없는 것도 아니며 아(我)는 있다. 나의 말만이 진실하고, 그 밖의 것은 어리석다'고 하니, 이것이 네 번째 견해이다.

다섯째, 어떤 외도가 '세간은 유한하고 아(我)는 있다. 나의 말만이 진실하고, 그 밖의 것은 어리석다'고 하니, 이것이 다섯 번째 견해이다.

여섯째, 어떤 외도가 '세간은 무한하고 아(我)는 있다. 나의 말만이 진실하고, 그 밖의 것은 어리석다'고 하니, 이것이 여섯 번째 견해이다.

일곱째, 어떤 외도가 '세간은 유한하기도 하고 무한하기도 하며 아(我)는 있다. 나의 말만이 진실하고, 그 밖의 것은 어리석다'고 하니, 이것이 일곱 번째 견해이다.

여덟째, 어떤 외도가 '세간은 유한하지도 않고 무한하지도 않으며 아(我)는 있다. 나의 말만이 진실하고, 그 밖의 것은 어리석다'고 하니, 이것이 여덟 번째 견해이다.

아홉째, 어떤 외도가 '하나의 상(想)이 있는 것이 아(我)가 있는 것이다. 나의 말만이 진실하고, 그 밖의 것은 어리석다'라고 하니, 이것이 아홉 번째 견해이다.

열째, 어떤 외도가 '몇몇의 사상(思想)을 지닌 것이 아(我)가 있는 것이다. 나의 말만이 진실하고, 그 밖의 것들은 어리석다'고 하니, 이것이 열 번째 견해이다.

열한째, 어떤 외도가 '가지가지의 사상을 지닌 것이 아(我)가 있는 것이다. 나의 말만이 진실하고, 그 밖의 것은 어리석다'고 하니, 이것이 열한 번째 견해이다.

열두째, 어떤 외도가 '끝없이 많은 수의 사상을 지닌 것이 아(我)가 있는 것이다. 나의 말만이 진실하고, 그 밖의 것은 어리석다'고 하니, 이것이 열두 번째 견해이다.

열셋째, 어떤 외도가 '하나의 즐거움을 지닌 것이 아(我)가 있는 것이다. 나의 말만이 진실하고, 그 밖의 것은 어리석다'고 하니, 이것이 열세 번째 견해이다.

열넷째, 어떤 외도가 '괴로움을 지닌 것이 아(我)가 있는 것이다. 나의 말만이 진실하고, 그 밖의 것은 어리석다'고 하니, 이것이 열네 번째 견해이다.

열다섯째, 어떤 외도가 '괴로움과 즐거움을 지닌 것이 아(我)가 있는 것이다. 나의 말만이 진실하고, 그 밖의 것은 어리석다'고 하니, 이것이 열다섯 번째 견해이다.

열여섯째, 어떤 외도가 '또한 괴롭지도 않고 또 즐겁지도 않은 것이 아(我)가 있는 것이다. 나의 말만이 진실하고, 그 밖의 것은 어리석다'고 하니, 이것이 열여섯 번째 견해이다.”

부처님께서 말씀하셨다.

“그 외도가 행에 대한 상과 견해에 대한 상을 지니고 세간 사람들에게 상(想)을 말하는 것은 모두 이 16견에 빠져 있어 다시 이것을 벗어나지 못한다. 부처는 이것을 모두 알고, 아는 것이 이것을 뛰어넘어 절묘하게 안다. 그러므로 나무라지도 않고 비방하지도 않으며 무위를 얻었다. 부처는 통양(痛痒)으로 바뀌는 즐거움임을 알고, 방편이 일어난 유래를 알아 지금 집착도 받아들임도 없는 뜻으로 해탈하였다.”
 — 《불설범망육십이견경》. 한문본 & 한글본
執我無邊死後有想論者。若執色為我。彼所執我遍一切處。如明論說。有我士夫其量廣大邊際難測。光色如日。諸冥闇者雖住其前而不能見。要知此我方能越度生老病死。異此更無越度理趣。又如有說。地即是我我即是地。其量無邊。若執無色為我。彼作是念。如不至火終不能燒。若不至刀終不能割。若不至水終不能潤。如是若有不至我者終不能取無邊分量。彼依尋伺起如是執。若依等至起此執者必已得遍處定。如是二種俱作是念。我定無邊死後有想。此在欲界全隨其所應。乃至廣說。— 《아비달마대비바사론》 제200권. 한문본

##### (25) 유상론 제7견
有言：『我此終後，生有邊無邊有想，此實餘虛。』

 
어떤 자는 말한다.

'나는 이 생을 마친 뒤에 끝이 있기도 하고 끝이 없기도 하면서 생각은 있는 존재[有邊無邊有想]로 태어난다. 이것이 진실이고 다른 것은 거짓이다.'
 — 《장아함경》 제14권 〈21. 범동경(梵動經)〉. 한문본 & 한글본
邊中四者。我此終後有邊有想。是為初見。無邊有想。是為二見。亦有邊亦無邊有想。是為三見。非有邊非無邊有想。是為四見。— 《대승의장》 제6권 〈62견의(六十二見義)〉. 한문본

1. Doctrines of Percipient Immortality (Saññīvāda): Views 19–34

75. "There are, bhikkhus, some recluses and brahmins who maintain a doctrine of percipient immortality and who on sixteen grounds proclaim the self to survive percipient after death. And owing to what, with reference to what, do these honorable recluses and brahmins proclaim their views?

76. "They proclaim: 'The self is immutable after death, percipient, and:

 A.

 1. material

 2. immaterial

 3. both material and immaterial

 4. neither material nor immaterial

 B.

 1. finite

 2. infinite

 3. both finite and infinite

 4. neither finite nor infinite

 C.

 1. of uniform perception

 2. of diversified perception

 3. of limited perception

 4. of boundless perception

 D.

 1. exclusively happy

 2. exclusively miserable

 3. both happy and miserable

 4. neither happy nor miserable.'

77. "It is on these sixteen grounds, bhikkhus, that those recluses and brahmins who maintain a doctrine of percipient immortality proclaim the self to survive percipient after death. Whatever recluses or brahmins maintain a doctrine of percipient immortality, all of them do so on these sixteen grounds or on a certain one of them. Outside of these there is none.

"This, bhikkhus, the Tathāgata understand... and it is concerning these that those who would rightly praise the Tathāgata in accordance with reality would speak.— 《Brahmajāla Sutta: The All-embracing Net of Views》, Bhikkhu Bodhi의 팔리어 경전의 영역. 영문본

 佛言：「我所知法，深奧深照，我悉了。若有賢者弟子聞知者，便嗟歎佛。若有異道人，於過去劫中，知過去事，念昔時行，於不可計道，各樂說解其事者，皆在是十八見中，是十八見不能復過上。佛如是所知，復過上絕妙知，是以不譏亦不毀，佛現無所受意善解。」　佛言：「我所知法，深奧深照，我悉了。若有賢者弟子聞知之，便嗟歎佛。若有異道人，於當來劫中，見當來事，念當來事，行不可計道，各樂解說其事者，皆在四十四見中。其異道人所知何？謂於當來劫中，知當來事，行不可計道，各樂說解其事。若有異道人，行想見想，自為世間人說想，在十六見中。其異道人所知何？謂行想見想，為世間說想，在十六見中。其異道人，所見如是行如是，有我色為有後世想，言：『我至誠，其餘為癡。』是為第一見。若有異道人，言：『無色為有我，無後世。』言：『我至誠，其餘者為癡。』是為第二見。若有異道人，行想見想，自為世間人說想者，言：『有色無色有我，我所語至誠其餘者為癡。』是為第三見。若有異道人，言：『亦不有色亦不無色為有我，我至誠，其餘者為癡。』是為第四見。第五若有異道人，言：『有限為我，我至誠，其餘者為癡。』是為第五見。第六若有異道人，言：『無限為有我，我至誠，其餘者為癡。』是為第六見。第七若有異道人，言：『有限無限為有我，我至誠，其餘者為癡。』是為第七見。第八若有異道人，言：『亦不有限亦不無限為有我，我至誠，其餘者為癡。』是為第八見。第九若有異道人，言：『一想為有我，我至誠，其餘者為癡。』是為第九見。第十若有異道人，言：『少思想為有我，我至誠，其餘者為癡。』是為第十見。第十一若有異道人，言：『種種思想為有我，我至誠，其餘者為癡。』是為第十一見。第十二若有異道人，言：『無央數思想為有我，我至誠，其餘者為癡。』是為第十二見。第十三若有異道人，言：『一樂為有我，我至誠，其餘者為癡。』是為第十三見。第十四若有異道人，言：『苦為有我，我至誠，其餘者為癡。』是為第十四見。第十五若有異道人，言：『苦樂為有我，我至誠，其餘者為癡。』是為第十五見。第十六若有異道人，言：『亦不苦亦不樂為有我，我至誠，其餘者為癡。』是為第十六見。」　佛言：「其異道人，行想見想，自為世間說想者，皆在是十六見中，不能復過上。佛皆知是，所知復過上絕妙。佛知是，以不譏亦不毀，得無為。佛知痛痒更樂，知方便所從起，佛現無所著受意善解。」

 
부처님께서 말씀하셨다.

“내가 아는 법은 심오하여 깊게 비추며, 나는 모든 것을 분명하게 아니, 만일 어떠한 현자와 제자라도 그것을 듣고 안다면 곧 부처를 찬탄할 것이다.

만일 어떤 외도가 미래겁에 대하여 미래의 일을 보고 미래의 일과 행을 생각하고 헤아릴 수 없는 수의 도로 각각 그 일을 알고 있는 것을 말하기 좋아한다면 이것은 모두 이 44견에 빠진 것이다.

그 외도가 아는 것이 무엇인가? 미래겁에 대하여 미래의 일과 행을 알고 헤아릴 수 없는 수의 도로 각각 그 일들을 알고 있는 것을 말하기 좋아한다. 만일 어떤 외도가 행에 대한 상[行想]과 견해에 대한 상[見想]을 지니고 스스로 세간 사람들에게 상(想)을 말하면 16견에 빠진 것이다.

그 외도가 아는 것이 무엇인가? 행에 대한 상과 견해에 대한 상을 지니고 스스로 세간을 향하여 상을 말하면 16견에 빠진 것이다.

그 외도의 소견이 이와 같고 행이 이와 같아서 '아(我)와 색(色)이 있어 후세의 상이 된다'고 하면서 '나의 말만이 진실하고, 그 밖의 것은 어리석다'라고 말하니, 이것이 첫 번째 견해이다.

어떤 외도가 '색은 없고 아(我)가 있어서 후세는 없다'고 말하면서 '나의 말만이 진실하고, 그 밖의 것은 어리석다'고 하니, 이것이 두 번째 견해이다.

어떤 외도가 행에 대한 상과 견해에 대한 상을 지니고 스스로 세간 사람들에게 상을 말하기를, '색이 있기도 하고 색이 없기도 하며 아(我)는 있다. 내가 말한 것만이 진실하고, 그 밖의 것은 어리석다'고 하니, 이것이 세 번째 견해이다.

어떤 외도가 '또한 색이 있는 것도 아니고 색이 없는 것도 아니며 아(我)는 있다. 나의 말만이 진실하고, 그 밖의 것은 어리석다'고 하니, 이것이 네 번째 견해이다.

다섯째, 어떤 외도가 '세간은 유한하고 아(我)는 있다. 나의 말만이 진실하고, 그 밖의 것은 어리석다'고 하니, 이것이 다섯 번째 견해이다.

여섯째, 어떤 외도가 '세간은 무한하고 아(我)는 있다. 나의 말만이 진실하고, 그 밖의 것은 어리석다'고 하니, 이것이 여섯 번째 견해이다.

일곱째, 어떤 외도가 '세간은 유한하기도 하고 무한하기도 하며 아(我)는 있다. 나의 말만이 진실하고, 그 밖의 것은 어리석다'고 하니, 이것이 일곱 번째 견해이다.

여덟째, 어떤 외도가 '세간은 유한하지도 않고 무한하지도 않으며 아(我)는 있다. 나의 말만이 진실하고, 그 밖의 것은 어리석다'고 하니, 이것이 여덟 번째 견해이다.

아홉째, 어떤 외도가 '하나의 상(想)이 있는 것이 아(我)가 있는 것이다. 나의 말만이 진실하고, 그 밖의 것은 어리석다'라고 하니, 이것이 아홉 번째 견해이다.

열째, 어떤 외도가 '몇몇의 사상(思想)을 지닌 것이 아(我)가 있는 것이다. 나의 말만이 진실하고, 그 밖의 것들은 어리석다'고 하니, 이것이 열 번째 견해이다.

열한째, 어떤 외도가 '가지가지의 사상을 지닌 것이 아(我)가 있는 것이다. 나의 말만이 진실하고, 그 밖의 것은 어리석다'고 하니, 이것이 열한 번째 견해이다.

열두째, 어떤 외도가 '끝없이 많은 수의 사상을 지닌 것이 아(我)가 있는 것이다. 나의 말만이 진실하고, 그 밖의 것은 어리석다'고 하니, 이것이 열두 번째 견해이다.

열셋째, 어떤 외도가 '하나의 즐거움을 지닌 것이 아(我)가 있는 것이다. 나의 말만이 진실하고, 그 밖의 것은 어리석다'고 하니, 이것이 열세 번째 견해이다.

열넷째, 어떤 외도가 '괴로움을 지닌 것이 아(我)가 있는 것이다. 나의 말만이 진실하고, 그 밖의 것은 어리석다'고 하니, 이것이 열네 번째 견해이다.

열다섯째, 어떤 외도가 '괴로움과 즐거움을 지닌 것이 아(我)가 있는 것이다. 나의 말만이 진실하고, 그 밖의 것은 어리석다'고 하니, 이것이 열다섯 번째 견해이다.

열여섯째, 어떤 외도가 '또한 괴롭지도 않고 또 즐겁지도 않은 것이 아(我)가 있는 것이다. 나의 말만이 진실하고, 그 밖의 것은 어리석다'고 하니, 이것이 열여섯 번째 견해이다.”

부처님께서 말씀하셨다.

“그 외도가 행에 대한 상과 견해에 대한 상을 지니고 세간 사람들에게 상(想)을 말하는 것은 모두 이 16견에 빠져 있어 다시 이것을 벗어나지 못한다. 부처는 이것을 모두 알고, 아는 것이 이것을 뛰어넘어 절묘하게 안다. 그러므로 나무라지도 않고 비방하지도 않으며 무위를 얻었다. 부처는 통양(痛痒)으로 바뀌는 즐거움임을 알고, 방편이 일어난 유래를 알아 지금 집착도 받아들임도 없는 뜻으로 해탈하였다.”
 — 《불설범망육십이견경》. 한문본 & 한글본
執我亦有邊亦無邊死後有想論者。若執色為我。彼所執我隨所依身。或卷或舒其量不定。彼作是念。身若有量我即有邊。身若無量我即無邊。若執無色為我。彼作是念。若隨有量所依所緣我即有邊。若隨無量所依所緣我即無邊。如是二種俱作是念。我亦有邊亦無邊死後有想。此在欲界全隨其所應。乃至廣說。— 《아비달마대비바사론》 제200권. 한문본

##### (26) 유상론 제8견
有言：『我此終後，生非有邊非無邊有想，此實餘虛。』

 
어떤 자는 말한다.

'나는 이 생을 마친 뒤에 끝이 있는 것도 아니고 끝이 없는 것도 아니면서 생각이 있는 존재[非有邊非無邊有想]로 태어난다. 이것이 진실이고 다른 것은 거짓이다.'
 — 《장아함경》 제14권 〈21. 범동경(梵動經)〉. 한문본 & 한글본
邊中四者。我此終後有邊有想。是為初見。無邊有想。是為二見。亦有邊亦無邊有想。是為三見。非有邊非無邊有想。是為四見。— 《대승의장》 제6권 〈62견의(六十二見義)〉. 한문본

1. Doctrines of Percipient Immortality (Saññīvāda): Views 19–34

75. "There are, bhikkhus, some recluses and brahmins who maintain a doctrine of percipient immortality and who on sixteen grounds proclaim the self to survive percipient after death. And owing to what, with reference to what, do these honorable recluses and brahmins proclaim their views?

76. "They proclaim: 'The self is immutable after death, percipient, and:

 A.

 1. material

 2. immaterial

 3. both material and immaterial

 4. neither material nor immaterial

 B.

 1. finite

 2. infinite

 3. both finite and infinite

 4. neither finite nor infinite

 C.

 1. of uniform perception

 2. of diversified perception

 3. of limited perception

 4. of boundless perception

 D.

 1. exclusively happy

 2. exclusively miserable

 3. both happy and miserable

 4. neither happy nor miserable.'

77. "It is on these sixteen grounds, bhikkhus, that those recluses and brahmins who maintain a doctrine of percipient immortality proclaim the self to survive percipient after death. Whatever recluses or brahmins maintain a doctrine of percipient immortality, all of them do so on these sixteen grounds or on a certain one of them. Outside of these there is none.

"This, bhikkhus, the Tathāgata understand... and it is concerning these that those who would rightly praise the Tathāgata in accordance with reality would speak.— 《Brahmajāla Sutta: The All-embracing Net of Views》, Bhikkhu Bodhi의 팔리어 경전의 영역. 영문본

 佛言：「我所知法，深奧深照，我悉了。若有賢者弟子聞知者，便嗟歎佛。若有異道人，於過去劫中，知過去事，念昔時行，於不可計道，各樂說解其事者，皆在是十八見中，是十八見不能復過上。佛如是所知，復過上絕妙知，是以不譏亦不毀，佛現無所受意善解。」　佛言：「我所知法，深奧深照，我悉了。若有賢者弟子聞知之，便嗟歎佛。若有異道人，於當來劫中，見當來事，念當來事，行不可計道，各樂解說其事者，皆在四十四見中。其異道人所知何？謂於當來劫中，知當來事，行不可計道，各樂說解其事。若有異道人，行想見想，自為世間人說想，在十六見中。其異道人所知何？謂行想見想，為世間說想，在十六見中。其異道人，所見如是行如是，有我色為有後世想，言：『我至誠，其餘為癡。』是為第一見。若有異道人，言：『無色為有我，無後世。』言：『我至誠，其餘者為癡。』是為第二見。若有異道人，行想見想，自為世間人說想者，言：『有色無色有我，我所語至誠其餘者為癡。』是為第三見。若有異道人，言：『亦不有色亦不無色為有我，我至誠，其餘者為癡。』是為第四見。第五若有異道人，言：『有限為我，我至誠，其餘者為癡。』是為第五見。第六若有異道人，言：『無限為有我，我至誠，其餘者為癡。』是為第六見。第七若有異道人，言：『有限無限為有我，我至誠，其餘者為癡。』是為第七見。第八若有異道人，言：『亦不有限亦不無限為有我，我至誠，其餘者為癡。』是為第八見。第九若有異道人，言：『一想為有我，我至誠，其餘者為癡。』是為第九見。第十若有異道人，言：『少思想為有我，我至誠，其餘者為癡。』是為第十見。第十一若有異道人，言：『種種思想為有我，我至誠，其餘者為癡。』是為第十一見。第十二若有異道人，言：『無央數思想為有我，我至誠，其餘者為癡。』是為第十二見。第十三若有異道人，言：『一樂為有我，我至誠，其餘者為癡。』是為第十三見。第十四若有異道人，言：『苦為有我，我至誠，其餘者為癡。』是為第十四見。第十五若有異道人，言：『苦樂為有我，我至誠，其餘者為癡。』是為第十五見。第十六若有異道人，言：『亦不苦亦不樂為有我，我至誠，其餘者為癡。』是為第十六見。」　佛言：「其異道人，行想見想，自為世間說想者，皆在是十六見中，不能復過上。佛皆知是，所知復過上絕妙。佛知是，以不譏亦不毀，得無為。佛知痛痒更樂，知方便所從起，佛現無所著受意善解。」

 
부처님께서 말씀하셨다.

“내가 아는 법은 심오하여 깊게 비추며, 나는 모든 것을 분명하게 아니, 만일 어떠한 현자와 제자라도 그것을 듣고 안다면 곧 부처를 찬탄할 것이다.

만일 어떤 외도가 미래겁에 대하여 미래의 일을 보고 미래의 일과 행을 생각하고 헤아릴 수 없는 수의 도로 각각 그 일을 알고 있는 것을 말하기 좋아한다면 이것은 모두 이 44견에 빠진 것이다.

그 외도가 아는 것이 무엇인가? 미래겁에 대하여 미래의 일과 행을 알고 헤아릴 수 없는 수의 도로 각각 그 일들을 알고 있는 것을 말하기 좋아한다. 만일 어떤 외도가 행에 대한 상[行想]과 견해에 대한 상[見想]을 지니고 스스로 세간 사람들에게 상(想)을 말하면 16견에 빠진 것이다.

그 외도가 아는 것이 무엇인가? 행에 대한 상과 견해에 대한 상을 지니고 스스로 세간을 향하여 상을 말하면 16견에 빠진 것이다.

그 외도의 소견이 이와 같고 행이 이와 같아서 '아(我)와 색(色)이 있어 후세의 상이 된다'고 하면서 '나의 말만이 진실하고, 그 밖의 것은 어리석다'라고 말하니, 이것이 첫 번째 견해이다.

어떤 외도가 '색은 없고 아(我)가 있어서 후세는 없다'고 말하면서 '나의 말만이 진실하고, 그 밖의 것은 어리석다'고 하니, 이것이 두 번째 견해이다.

어떤 외도가 행에 대한 상과 견해에 대한 상을 지니고 스스로 세간 사람들에게 상을 말하기를, '색이 있기도 하고 색이 없기도 하며 아(我)는 있다. 내가 말한 것만이 진실하고, 그 밖의 것은 어리석다'고 하니, 이것이 세 번째 견해이다.

어떤 외도가 '또한 색이 있는 것도 아니고 색이 없는 것도 아니며 아(我)는 있다. 나의 말만이 진실하고, 그 밖의 것은 어리석다'고 하니, 이것이 네 번째 견해이다.

다섯째, 어떤 외도가 '세간은 유한하고 아(我)는 있다. 나의 말만이 진실하고, 그 밖의 것은 어리석다'고 하니, 이것이 다섯 번째 견해이다.

여섯째, 어떤 외도가 '세간은 무한하고 아(我)는 있다. 나의 말만이 진실하고, 그 밖의 것은 어리석다'고 하니, 이것이 여섯 번째 견해이다.

일곱째, 어떤 외도가 '세간은 유한하기도 하고 무한하기도 하며 아(我)는 있다. 나의 말만이 진실하고, 그 밖의 것은 어리석다'고 하니, 이것이 일곱 번째 견해이다.

여덟째, 어떤 외도가 '세간은 유한하지도 않고 무한하지도 않으며 아(我)는 있다. 나의 말만이 진실하고, 그 밖의 것은 어리석다'고 하니, 이것이 여덟 번째 견해이다.

아홉째, 어떤 외도가 '하나의 상(想)이 있는 것이 아(我)가 있는 것이다. 나의 말만이 진실하고, 그 밖의 것은 어리석다'라고 하니, 이것이 아홉 번째 견해이다.

열째, 어떤 외도가 '몇몇의 사상(思想)을 지닌 것이 아(我)가 있는 것이다. 나의 말만이 진실하고, 그 밖의 것들은 어리석다'고 하니, 이것이 열 번째 견해이다.

열한째, 어떤 외도가 '가지가지의 사상을 지닌 것이 아(我)가 있는 것이다. 나의 말만이 진실하고, 그 밖의 것은 어리석다'고 하니, 이것이 열한 번째 견해이다.

열두째, 어떤 외도가 '끝없이 많은 수의 사상을 지닌 것이 아(我)가 있는 것이다. 나의 말만이 진실하고, 그 밖의 것은 어리석다'고 하니, 이것이 열두 번째 견해이다.

열셋째, 어떤 외도가 '하나의 즐거움을 지닌 것이 아(我)가 있는 것이다. 나의 말만이 진실하고, 그 밖의 것은 어리석다'고 하니, 이것이 열세 번째 견해이다.

열넷째, 어떤 외도가 '괴로움을 지닌 것이 아(我)가 있는 것이다. 나의 말만이 진실하고, 그 밖의 것은 어리석다'고 하니, 이것이 열네 번째 견해이다.

열다섯째, 어떤 외도가 '괴로움과 즐거움을 지닌 것이 아(我)가 있는 것이다. 나의 말만이 진실하고, 그 밖의 것은 어리석다'고 하니, 이것이 열다섯 번째 견해이다.

열여섯째, 어떤 외도가 '또한 괴롭지도 않고 또 즐겁지도 않은 것이 아(我)가 있는 것이다. 나의 말만이 진실하고, 그 밖의 것은 어리석다'고 하니, 이것이 열여섯 번째 견해이다.”

부처님께서 말씀하셨다.

“그 외도가 행에 대한 상과 견해에 대한 상을 지니고 세간 사람들에게 상(想)을 말하는 것은 모두 이 16견에 빠져 있어 다시 이것을 벗어나지 못한다. 부처는 이것을 모두 알고, 아는 것이 이것을 뛰어넘어 절묘하게 안다. 그러므로 나무라지도 않고 비방하지도 않으며 무위를 얻었다. 부처는 통양(痛痒)으로 바뀌는 즐거움임을 알고, 방편이 일어난 유래를 알아 지금 집착도 받아들임도 없는 뜻으로 해탈하였다.”
 — 《불설범망육십이견경》. 한문본 & 한글본
 執我亦有邊亦無邊死後有想論者。若執色為我。彼所執我隨所依身。或卷或舒其量不定。彼作是念。身若有量我即有邊。身若無量我即無邊。若執無色為我。彼作是念。若隨有量所依所緣我即有邊。若隨無量所依所緣我即無邊。如是二種俱作是念。我亦有邊亦無邊死後有想。此在欲界全隨其所應。乃至廣說。

 — 《아비달마대비바사론》 제200권. 한문본
執我非有邊非無邊死後有想論者。即遮第三為此第四。三門異說如前應知。
如是四種或依尋伺或依等至。皆容得起。
 — 《아비달마대비바사론》 제200권. 한문본

#### 유상론 제3그룹 (4견)

##### (27) 유상론 제9견
有言：『我此終後，生而一向有樂有想，此實餘虛。』

 
또 어떤 자는 말한다.

'나는 이 생을 마친 뒤에 한결같이 즐거움이 있고 생각이 있는 존재[一向有樂有想]로 태어난다. 이것이 진실이고 다른 것은 거짓이다.'
 — 《장아함경》 제14권 〈21. 범동경(梵動經)〉. 한문본 & 한글본
苦樂等中四種見者。我此終後有苦有想。是為初見。有樂有想。是為二見。有苦有樂有想。是為三見。非有苦非有樂有想。是為四見。— 《대승의장》 제6권 〈62견의(六十二見義)〉. 한문본

1. Doctrines of Percipient Immortality (Saññīvāda): Views 19–34

75. "There are, bhikkhus, some recluses and brahmins who maintain a doctrine of percipient immortality and who on sixteen grounds proclaim the self to survive percipient after death. And owing to what, with reference to what, do these honorable recluses and brahmins proclaim their views?

76. "They proclaim: 'The self is immutable after death, percipient, and:

 A.

 1. material

 2. immaterial

 3. both material and immaterial

 4. neither material nor immaterial

 B.

 1. finite

 2. infinite

 3. both finite and infinite

 4. neither finite nor infinite

 C.

 1. of uniform perception

 2. of diversified perception

 3. of limited perception

 4. of boundless perception

 D.

 1. exclusively happy

 2. exclusively miserable

 3. both happy and miserable

 4. neither happy nor miserable.'

77. "It is on these sixteen grounds, bhikkhus, that those recluses and brahmins who maintain a doctrine of percipient immortality proclaim the self to survive percipient after death. Whatever recluses or brahmins maintain a doctrine of percipient immortality, all of them do so on these sixteen grounds or on a certain one of them. Outside of these there is none.

"This, bhikkhus, the Tathāgata understand... and it is concerning these that those who would rightly praise the Tathāgata in accordance with reality would speak.— 《Brahmajāla Sutta: The All-embracing Net of Views》, Bhikkhu Bodhi의 팔리어 경전의 영역. 영문본

 佛言：「我所知法，深奧深照，我悉了。若有賢者弟子聞知者，便嗟歎佛。若有異道人，於過去劫中，知過去事，念昔時行，於不可計道，各樂說解其事者，皆在是十八見中，是十八見不能復過上。佛如是所知，復過上絕妙知，是以不譏亦不毀，佛現無所受意善解。」　佛言：「我所知法，深奧深照，我悉了。若有賢者弟子聞知之，便嗟歎佛。若有異道人，於當來劫中，見當來事，念當來事，行不可計道，各樂解說其事者，皆在四十四見中。其異道人所知何？謂於當來劫中，知當來事，行不可計道，各樂說解其事。若有異道人，行想見想，自為世間人說想，在十六見中。其異道人所知何？謂行想見想，為世間說想，在十六見中。其異道人，所見如是行如是，有我色為有後世想，言：『我至誠，其餘為癡。』是為第一見。若有異道人，言：『無色為有我，無後世。』言：『我至誠，其餘者為癡。』是為第二見。若有異道人，行想見想，自為世間人說想者，言：『有色無色有我，我所語至誠其餘者為癡。』是為第三見。若有異道人，言：『亦不有色亦不無色為有我，我至誠，其餘者為癡。』是為第四見。第五若有異道人，言：『有限為我，我至誠，其餘者為癡。』是為第五見。第六若有異道人，言：『無限為有我，我至誠，其餘者為癡。』是為第六見。第七若有異道人，言：『有限無限為有我，我至誠，其餘者為癡。』是為第七見。第八若有異道人，言：『亦不有限亦不無限為有我，我至誠，其餘者為癡。』是為第八見。第九若有異道人，言：『一想為有我，我至誠，其餘者為癡。』是為第九見。第十若有異道人，言：『少思想為有我，我至誠，其餘者為癡。』是為第十見。第十一若有異道人，言：『種種思想為有我，我至誠，其餘者為癡。』是為第十一見。第十二若有異道人，言：『無央數思想為有我，我至誠，其餘者為癡。』是為第十二見。第十三若有異道人，言：『一樂為有我，我至誠，其餘者為癡。』是為第十三見。第十四若有異道人，言：『苦為有我，我至誠，其餘者為癡。』是為第十四見。第十五若有異道人，言：『苦樂為有我，我至誠，其餘者為癡。』是為第十五見。第十六若有異道人，言：『亦不苦亦不樂為有我，我至誠，其餘者為癡。』是為第十六見。」　佛言：「其異道人，行想見想，自為世間說想者，皆在是十六見中，不能復過上。佛皆知是，所知復過上絕妙。佛知是，以不譏亦不毀，得無為。佛知痛痒更樂，知方便所從起，佛現無所著受意善解。」

 
부처님께서 말씀하셨다.

“내가 아는 법은 심오하여 깊게 비추며, 나는 모든 것을 분명하게 아니, 만일 어떠한 현자와 제자라도 그것을 듣고 안다면 곧 부처를 찬탄할 것이다.

만일 어떤 외도가 미래겁에 대하여 미래의 일을 보고 미래의 일과 행을 생각하고 헤아릴 수 없는 수의 도로 각각 그 일을 알고 있는 것을 말하기 좋아한다면 이것은 모두 이 44견에 빠진 것이다.

그 외도가 아는 것이 무엇인가? 미래겁에 대하여 미래의 일과 행을 알고 헤아릴 수 없는 수의 도로 각각 그 일들을 알고 있는 것을 말하기 좋아한다. 만일 어떤 외도가 행에 대한 상[行想]과 견해에 대한 상[見想]을 지니고 스스로 세간 사람들에게 상(想)을 말하면 16견에 빠진 것이다.

그 외도가 아는 것이 무엇인가? 행에 대한 상과 견해에 대한 상을 지니고 스스로 세간을 향하여 상을 말하면 16견에 빠진 것이다.

그 외도의 소견이 이와 같고 행이 이와 같아서 '아(我)와 색(色)이 있어 후세의 상이 된다'고 하면서 '나의 말만이 진실하고, 그 밖의 것은 어리석다'라고 말하니, 이것이 첫 번째 견해이다.

어떤 외도가 '색은 없고 아(我)가 있어서 후세는 없다'고 말하면서 '나의 말만이 진실하고, 그 밖의 것은 어리석다'고 하니, 이것이 두 번째 견해이다.

어떤 외도가 행에 대한 상과 견해에 대한 상을 지니고 스스로 세간 사람들에게 상을 말하기를, '색이 있기도 하고 색이 없기도 하며 아(我)는 있다. 내가 말한 것만이 진실하고, 그 밖의 것은 어리석다'고 하니, 이것이 세 번째 견해이다.

어떤 외도가 '또한 색이 있는 것도 아니고 색이 없는 것도 아니며 아(我)는 있다. 나의 말만이 진실하고, 그 밖의 것은 어리석다'고 하니, 이것이 네 번째 견해이다.

다섯째, 어떤 외도가 '세간은 유한하고 아(我)는 있다. 나의 말만이 진실하고, 그 밖의 것은 어리석다'고 하니, 이것이 다섯 번째 견해이다.

여섯째, 어떤 외도가 '세간은 무한하고 아(我)는 있다. 나의 말만이 진실하고, 그 밖의 것은 어리석다'고 하니, 이것이 여섯 번째 견해이다.

일곱째, 어떤 외도가 '세간은 유한하기도 하고 무한하기도 하며 아(我)는 있다. 나의 말만이 진실하고, 그 밖의 것은 어리석다'고 하니, 이것이 일곱 번째 견해이다.

여덟째, 어떤 외도가 '세간은 유한하지도 않고 무한하지도 않으며 아(我)는 있다. 나의 말만이 진실하고, 그 밖의 것은 어리석다'고 하니, 이것이 여덟 번째 견해이다.

아홉째, 어떤 외도가 '하나의 상(想)이 있는 것이 아(我)가 있는 것이다. 나의 말만이 진실하고, 그 밖의 것은 어리석다'라고 하니, 이것이 아홉 번째 견해이다.

열째, 어떤 외도가 '몇몇의 사상(思想)을 지닌 것이 아(我)가 있는 것이다. 나의 말만이 진실하고, 그 밖의 것들은 어리석다'고 하니, 이것이 열 번째 견해이다.

열한째, 어떤 외도가 '가지가지의 사상을 지닌 것이 아(我)가 있는 것이다. 나의 말만이 진실하고, 그 밖의 것은 어리석다'고 하니, 이것이 열한 번째 견해이다.

열두째, 어떤 외도가 '끝없이 많은 수의 사상을 지닌 것이 아(我)가 있는 것이다. 나의 말만이 진실하고, 그 밖의 것은 어리석다'고 하니, 이것이 열두 번째 견해이다.

열셋째, 어떤 외도가 '하나의 즐거움을 지닌 것이 아(我)가 있는 것이다. 나의 말만이 진실하고, 그 밖의 것은 어리석다'고 하니, 이것이 열세 번째 견해이다.

열넷째, 어떤 외도가 '괴로움을 지닌 것이 아(我)가 있는 것이다. 나의 말만이 진실하고, 그 밖의 것은 어리석다'고 하니, 이것이 열네 번째 견해이다.

열다섯째, 어떤 외도가 '괴로움과 즐거움을 지닌 것이 아(我)가 있는 것이다. 나의 말만이 진실하고, 그 밖의 것은 어리석다'고 하니, 이것이 열다섯 번째 견해이다.

열여섯째, 어떤 외도가 '또한 괴롭지도 않고 또 즐겁지도 않은 것이 아(我)가 있는 것이다. 나의 말만이 진실하고, 그 밖의 것은 어리석다'고 하니, 이것이 열여섯 번째 견해이다.”

부처님께서 말씀하셨다.

“그 외도가 행에 대한 상과 견해에 대한 상을 지니고 세간 사람들에게 상(想)을 말하는 것은 모두 이 16견에 빠져 있어 다시 이것을 벗어나지 못한다. 부처는 이것을 모두 알고, 아는 것이 이것을 뛰어넘어 절묘하게 안다. 그러므로 나무라지도 않고 비방하지도 않으며 무위를 얻었다. 부처는 통양(痛痒)으로 바뀌는 즐거움임을 알고, 방편이 일어난 유래를 알아 지금 집착도 받아들임도 없는 뜻으로 해탈하였다.”
 — 《불설범망육십이견경》. 한문본 & 한글본
 依想受異故作是說。我有一想我有種種想我有小想我有無量想。我純有樂我純有苦。我有苦有樂我無苦無樂死後有想。(1)
 
我純有樂者。謂在前三靜慮。諸得定者以天眼通見三靜慮恒時受樂。後從彼歿來生此間。便作是念我純有樂。諸等伺者見諸有情於一切時與樂具合。便作是念我純有樂。如於此世他世亦爾。
 — 《아비달마대비바사론》 제200권. 한문본

##### (28) 유상론 제10견
有言：『我此終後，生而一向有苦有想，此實餘虛。』

 
어떤 자는 말한다.

'나는 이 생을 마친 뒤에 한결같이 고통이 있고 생각이 있는 존재[一向有苦有想]로 태어난다. 이것이 진실이고 다른 것은 거짓이다.'
 — 《장아함경》 제14권 〈21. 범동경(梵動經)〉. 한문본 & 한글본
苦樂等中四種見者。我此終後有苦有想。是為初見。有樂有想。是為二見。有苦有樂有想。是為三見。非有苦非有樂有想。是為四見。— 《대승의장》 제6권 〈62견의(六十二見義)〉. 한문본

1. Doctrines of Percipient Immortality (Saññīvāda): Views 19–34

75. "There are, bhikkhus, some recluses and brahmins who maintain a doctrine of percipient immortality and who on sixteen grounds proclaim the self to survive percipient after death. And owing to what, with reference to what, do these honorable recluses and brahmins proclaim their views?

76. "They proclaim: 'The self is immutable after death, percipient, and:

 A.

 1. material

 2. immaterial

 3. both material and immaterial

 4. neither material nor immaterial

 B.

 1. finite

 2. infinite

 3. both finite and infinite

 4. neither finite nor infinite

 C.

 1. of uniform perception

 2. of diversified perception

 3. of limited perception

 4. of boundless perception

 D.

 1. exclusively happy

 2. exclusively miserable

 3. both happy and miserable

 4. neither happy nor miserable.'

77. "It is on these sixteen grounds, bhikkhus, that those recluses and brahmins who maintain a doctrine of percipient immortality proclaim the self to survive percipient after death. Whatever recluses or brahmins maintain a doctrine of percipient immortality, all of them do so on these sixteen grounds or on a certain one of them. Outside of these there is none.

"This, bhikkhus, the Tathāgata understand... and it is concerning these that those who would rightly praise the Tathāgata in accordance with reality would speak.— 《Brahmajāla Sutta: The All-embracing Net of Views》, Bhikkhu Bodhi의 팔리어 경전의 영역. 영문본

 佛言：「我所知法，深奧深照，我悉了。若有賢者弟子聞知者，便嗟歎佛。若有異道人，於過去劫中，知過去事，念昔時行，於不可計道，各樂說解其事者，皆在是十八見中，是十八見不能復過上。佛如是所知，復過上絕妙知，是以不譏亦不毀，佛現無所受意善解。」　佛言：「我所知法，深奧深照，我悉了。若有賢者弟子聞知之，便嗟歎佛。若有異道人，於當來劫中，見當來事，念當來事，行不可計道，各樂解說其事者，皆在四十四見中。其異道人所知何？謂於當來劫中，知當來事，行不可計道，各樂說解其事。若有異道人，行想見想，自為世間人說想，在十六見中。其異道人所知何？謂行想見想，為世間說想，在十六見中。其異道人，所見如是行如是，有我色為有後世想，言：『我至誠，其餘為癡。』是為第一見。若有異道人，言：『無色為有我，無後世。』言：『我至誠，其餘者為癡。』是為第二見。若有異道人，行想見想，自為世間人說想者，言：『有色無色有我，我所語至誠其餘者為癡。』是為第三見。若有異道人，言：『亦不有色亦不無色為有我，我至誠，其餘者為癡。』是為第四見。第五若有異道人，言：『有限為我，我至誠，其餘者為癡。』是為第五見。第六若有異道人，言：『無限為有我，我至誠，其餘者為癡。』是為第六見。第七若有異道人，言：『有限無限為有我，我至誠，其餘者為癡。』是為第七見。第八若有異道人，言：『亦不有限亦不無限為有我，我至誠，其餘者為癡。』是為第八見。第九若有異道人，言：『一想為有我，我至誠，其餘者為癡。』是為第九見。第十若有異道人，言：『少思想為有我，我至誠，其餘者為癡。』是為第十見。第十一若有異道人，言：『種種思想為有我，我至誠，其餘者為癡。』是為第十一見。第十二若有異道人，言：『無央數思想為有我，我至誠，其餘者為癡。』是為第十二見。第十三若有異道人，言：『一樂為有我，我至誠，其餘者為癡。』是為第十三見。第十四若有異道人，言：『苦為有我，我至誠，其餘者為癡。』是為第十四見。第十五若有異道人，言：『苦樂為有我，我至誠，其餘者為癡。』是為第十五見。第十六若有異道人，言：『亦不苦亦不樂為有我，我至誠，其餘者為癡。』是為第十六見。」　佛言：「其異道人，行想見想，自為世間說想者，皆在是十六見中，不能復過上。佛皆知是，所知復過上絕妙。佛知是，以不譏亦不毀，得無為。佛知痛痒更樂，知方便所從起，佛現無所著受意善解。」

 
부처님께서 말씀하셨다.

“내가 아는 법은 심오하여 깊게 비추며, 나는 모든 것을 분명하게 아니, 만일 어떠한 현자와 제자라도 그것을 듣고 안다면 곧 부처를 찬탄할 것이다.

만일 어떤 외도가 미래겁에 대하여 미래의 일을 보고 미래의 일과 행을 생각하고 헤아릴 수 없는 수의 도로 각각 그 일을 알고 있는 것을 말하기 좋아한다면 이것은 모두 이 44견에 빠진 것이다.

그 외도가 아는 것이 무엇인가? 미래겁에 대하여 미래의 일과 행을 알고 헤아릴 수 없는 수의 도로 각각 그 일들을 알고 있는 것을 말하기 좋아한다. 만일 어떤 외도가 행에 대한 상[行想]과 견해에 대한 상[見想]을 지니고 스스로 세간 사람들에게 상(想)을 말하면 16견에 빠진 것이다.

그 외도가 아는 것이 무엇인가? 행에 대한 상과 견해에 대한 상을 지니고 스스로 세간을 향하여 상을 말하면 16견에 빠진 것이다.

그 외도의 소견이 이와 같고 행이 이와 같아서 '아(我)와 색(色)이 있어 후세의 상이 된다'고 하면서 '나의 말만이 진실하고, 그 밖의 것은 어리석다'라고 말하니, 이것이 첫 번째 견해이다.

어떤 외도가 '색은 없고 아(我)가 있어서 후세는 없다'고 말하면서 '나의 말만이 진실하고, 그 밖의 것은 어리석다'고 하니, 이것이 두 번째 견해이다.

어떤 외도가 행에 대한 상과 견해에 대한 상을 지니고 스스로 세간 사람들에게 상을 말하기를, '색이 있기도 하고 색이 없기도 하며 아(我)는 있다. 내가 말한 것만이 진실하고, 그 밖의 것은 어리석다'고 하니, 이것이 세 번째 견해이다.

어떤 외도가 '또한 색이 있는 것도 아니고 색이 없는 것도 아니며 아(我)는 있다. 나의 말만이 진실하고, 그 밖의 것은 어리석다'고 하니, 이것이 네 번째 견해이다.

다섯째, 어떤 외도가 '세간은 유한하고 아(我)는 있다. 나의 말만이 진실하고, 그 밖의 것은 어리석다'고 하니, 이것이 다섯 번째 견해이다.

여섯째, 어떤 외도가 '세간은 무한하고 아(我)는 있다. 나의 말만이 진실하고, 그 밖의 것은 어리석다'고 하니, 이것이 여섯 번째 견해이다.

일곱째, 어떤 외도가 '세간은 유한하기도 하고 무한하기도 하며 아(我)는 있다. 나의 말만이 진실하고, 그 밖의 것은 어리석다'고 하니, 이것이 일곱 번째 견해이다.

여덟째, 어떤 외도가 '세간은 유한하지도 않고 무한하지도 않으며 아(我)는 있다. 나의 말만이 진실하고, 그 밖의 것은 어리석다'고 하니, 이것이 여덟 번째 견해이다.

아홉째, 어떤 외도가 '하나의 상(想)이 있는 것이 아(我)가 있는 것이다. 나의 말만이 진실하고, 그 밖의 것은 어리석다'라고 하니, 이것이 아홉 번째 견해이다.

열째, 어떤 외도가 '몇몇의 사상(思想)을 지닌 것이 아(我)가 있는 것이다. 나의 말만이 진실하고, 그 밖의 것들은 어리석다'고 하니, 이것이 열 번째 견해이다.

열한째, 어떤 외도가 '가지가지의 사상을 지닌 것이 아(我)가 있는 것이다. 나의 말만이 진실하고, 그 밖의 것은 어리석다'고 하니, 이것이 열한 번째 견해이다.

열두째, 어떤 외도가 '끝없이 많은 수의 사상을 지닌 것이 아(我)가 있는 것이다. 나의 말만이 진실하고, 그 밖의 것은 어리석다'고 하니, 이것이 열두 번째 견해이다.

열셋째, 어떤 외도가 '하나의 즐거움을 지닌 것이 아(我)가 있는 것이다. 나의 말만이 진실하고, 그 밖의 것은 어리석다'고 하니, 이것이 열세 번째 견해이다.

열넷째, 어떤 외도가 '괴로움을 지닌 것이 아(我)가 있는 것이다. 나의 말만이 진실하고, 그 밖의 것은 어리석다'고 하니, 이것이 열네 번째 견해이다.

열다섯째, 어떤 외도가 '괴로움과 즐거움을 지닌 것이 아(我)가 있는 것이다. 나의 말만이 진실하고, 그 밖의 것은 어리석다'고 하니, 이것이 열다섯 번째 견해이다.

열여섯째, 어떤 외도가 '또한 괴롭지도 않고 또 즐겁지도 않은 것이 아(我)가 있는 것이다. 나의 말만이 진실하고, 그 밖의 것은 어리석다'고 하니, 이것이 열여섯 번째 견해이다.”

부처님께서 말씀하셨다.

“그 외도가 행에 대한 상과 견해에 대한 상을 지니고 세간 사람들에게 상(想)을 말하는 것은 모두 이 16견에 빠져 있어 다시 이것을 벗어나지 못한다. 부처는 이것을 모두 알고, 아는 것이 이것을 뛰어넘어 절묘하게 안다. 그러므로 나무라지도 않고 비방하지도 않으며 무위를 얻었다. 부처는 통양(痛痒)으로 바뀌는 즐거움임을 알고, 방편이 일어난 유래를 알아 지금 집착도 받아들임도 없는 뜻으로 해탈하였다.”
 — 《불설범망육십이견경》. 한문본 & 한글본
 依想受異故作是說。我有一想我有種種想我有小想我有無量想。我純有樂我純有苦。我有苦有樂我無苦無樂死後有想。(1)
 
我純有苦者。謂在地獄。諸得定者以天眼通見在地獄恒時受苦。後從彼歿來生此間。便作是念我純有苦。諸尋伺者見諸有情於一切時與苦具合。便作是念我純有苦。如於此世他世亦爾。
 — 《아비달마대비바사론》 제200권. 한문본

##### (29) 유상론 제11견
有言：『我此終後，生有樂有苦有想，此實餘虛。』

 
어떤 자는 말한다.

'나는 이 생을 마친 뒤에 즐거움도 있고 고통도 있으면서 생각이 있는 존재[有樂有苦有想]로 태어난다. 이것이 진실이고 다른 것은 거짓이다.'
 — 《장아함경》 제14권 〈21. 범동경(梵動經)〉. 한문본 & 한글본
苦樂等中四種見者。我此終後有苦有想。是為初見。有樂有想。是為二見。有苦有樂有想。是為三見。非有苦非有樂有想。是為四見。— 《대승의장》 제6권 〈62견의(六十二見義)〉. 한문본

1. Doctrines of Percipient Immortality (Saññīvāda): Views 19–34

75. "There are, bhikkhus, some recluses and brahmins who maintain a doctrine of percipient immortality and who on sixteen grounds proclaim the self to survive percipient after death. And owing to what, with reference to what, do these honorable recluses and brahmins proclaim their views?

76. "They proclaim: 'The self is immutable after death, percipient, and:

 A.

 1. material

 2. immaterial

 3. both material and immaterial

 4. neither material nor immaterial

 B.

 1. finite

 2. infinite

 3. both finite and infinite

 4. neither finite nor infinite

 C.

 1. of uniform perception

 2. of diversified perception

 3. of limited perception

 4. of boundless perception

 D.

 1. exclusively happy

 2. exclusively miserable

 3. both happy and miserable

 4. neither happy nor miserable.'

77. "It is on these sixteen grounds, bhikkhus, that those recluses and brahmins who maintain a doctrine of percipient immortality proclaim the self to survive percipient after death. Whatever recluses or brahmins maintain a doctrine of percipient immortality, all of them do so on these sixteen grounds or on a certain one of them. Outside of these there is none.

"This, bhikkhus, the Tathāgata understand... and it is concerning these that those who would rightly praise the Tathāgata in accordance with reality would speak.— 《Brahmajāla Sutta: The All-embracing Net of Views》, Bhikkhu Bodhi의 팔리어 경전의 영역. 영문본

 佛言：「我所知法，深奧深照，我悉了。若有賢者弟子聞知者，便嗟歎佛。若有異道人，於過去劫中，知過去事，念昔時行，於不可計道，各樂說解其事者，皆在是十八見中，是十八見不能復過上。佛如是所知，復過上絕妙知，是以不譏亦不毀，佛現無所受意善解。」　佛言：「我所知法，深奧深照，我悉了。若有賢者弟子聞知之，便嗟歎佛。若有異道人，於當來劫中，見當來事，念當來事，行不可計道，各樂解說其事者，皆在四十四見中。其異道人所知何？謂於當來劫中，知當來事，行不可計道，各樂說解其事。若有異道人，行想見想，自為世間人說想，在十六見中。其異道人所知何？謂行想見想，為世間說想，在十六見中。其異道人，所見如是行如是，有我色為有後世想，言：『我至誠，其餘為癡。』是為第一見。若有異道人，言：『無色為有我，無後世。』言：『我至誠，其餘者為癡。』是為第二見。若有異道人，行想見想，自為世間人說想者，言：『有色無色有我，我所語至誠其餘者為癡。』是為第三見。若有異道人，言：『亦不有色亦不無色為有我，我至誠，其餘者為癡。』是為第四見。第五若有異道人，言：『有限為我，我至誠，其餘者為癡。』是為第五見。第六若有異道人，言：『無限為有我，我至誠，其餘者為癡。』是為第六見。第七若有異道人，言：『有限無限為有我，我至誠，其餘者為癡。』是為第七見。第八若有異道人，言：『亦不有限亦不無限為有我，我至誠，其餘者為癡。』是為第八見。第九若有異道人，言：『一想為有我，我至誠，其餘者為癡。』是為第九見。第十若有異道人，言：『少思想為有我，我至誠，其餘者為癡。』是為第十見。第十一若有異道人，言：『種種思想為有我，我至誠，其餘者為癡。』是為第十一見。第十二若有異道人，言：『無央數思想為有我，我至誠，其餘者為癡。』是為第十二見。第十三若有異道人，言：『一樂為有我，我至誠，其餘者為癡。』是為第十三見。第十四若有異道人，言：『苦為有我，我至誠，其餘者為癡。』是為第十四見。第十五若有異道人，言：『苦樂為有我，我至誠，其餘者為癡。』是為第十五見。第十六若有異道人，言：『亦不苦亦不樂為有我，我至誠，其餘者為癡。』是為第十六見。」　佛言：「其異道人，行想見想，自為世間說想者，皆在是十六見中，不能復過上。佛皆知是，所知復過上絕妙。佛知是，以不譏亦不毀，得無為。佛知痛痒更樂，知方便所從起，佛現無所著受意善解。」

 
부처님께서 말씀하셨다.

“내가 아는 법은 심오하여 깊게 비추며, 나는 모든 것을 분명하게 아니, 만일 어떠한 현자와 제자라도 그것을 듣고 안다면 곧 부처를 찬탄할 것이다.

만일 어떤 외도가 미래겁에 대하여 미래의 일을 보고 미래의 일과 행을 생각하고 헤아릴 수 없는 수의 도로 각각 그 일을 알고 있는 것을 말하기 좋아한다면 이것은 모두 이 44견에 빠진 것이다.

그 외도가 아는 것이 무엇인가? 미래겁에 대하여 미래의 일과 행을 알고 헤아릴 수 없는 수의 도로 각각 그 일들을 알고 있는 것을 말하기 좋아한다. 만일 어떤 외도가 행에 대한 상[行想]과 견해에 대한 상[見想]을 지니고 스스로 세간 사람들에게 상(想)을 말하면 16견에 빠진 것이다.

그 외도가 아는 것이 무엇인가? 행에 대한 상과 견해에 대한 상을 지니고 스스로 세간을 향하여 상을 말하면 16견에 빠진 것이다.

그 외도의 소견이 이와 같고 행이 이와 같아서 '아(我)와 색(色)이 있어 후세의 상이 된다'고 하면서 '나의 말만이 진실하고, 그 밖의 것은 어리석다'라고 말하니, 이것이 첫 번째 견해이다.

어떤 외도가 '색은 없고 아(我)가 있어서 후세는 없다'고 말하면서 '나의 말만이 진실하고, 그 밖의 것은 어리석다'고 하니, 이것이 두 번째 견해이다.

어떤 외도가 행에 대한 상과 견해에 대한 상을 지니고 스스로 세간 사람들에게 상을 말하기를, '색이 있기도 하고 색이 없기도 하며 아(我)는 있다. 내가 말한 것만이 진실하고, 그 밖의 것은 어리석다'고 하니, 이것이 세 번째 견해이다.

어떤 외도가 '또한 색이 있는 것도 아니고 색이 없는 것도 아니며 아(我)는 있다. 나의 말만이 진실하고, 그 밖의 것은 어리석다'고 하니, 이것이 네 번째 견해이다.

다섯째, 어떤 외도가 '세간은 유한하고 아(我)는 있다. 나의 말만이 진실하고, 그 밖의 것은 어리석다'고 하니, 이것이 다섯 번째 견해이다.

여섯째, 어떤 외도가 '세간은 무한하고 아(我)는 있다. 나의 말만이 진실하고, 그 밖의 것은 어리석다'고 하니, 이것이 여섯 번째 견해이다.

일곱째, 어떤 외도가 '세간은 유한하기도 하고 무한하기도 하며 아(我)는 있다. 나의 말만이 진실하고, 그 밖의 것은 어리석다'고 하니, 이것이 일곱 번째 견해이다.

여덟째, 어떤 외도가 '세간은 유한하지도 않고 무한하지도 않으며 아(我)는 있다. 나의 말만이 진실하고, 그 밖의 것은 어리석다'고 하니, 이것이 여덟 번째 견해이다.

아홉째, 어떤 외도가 '하나의 상(想)이 있는 것이 아(我)가 있는 것이다. 나의 말만이 진실하고, 그 밖의 것은 어리석다'라고 하니, 이것이 아홉 번째 견해이다.

열째, 어떤 외도가 '몇몇의 사상(思想)을 지닌 것이 아(我)가 있는 것이다. 나의 말만이 진실하고, 그 밖의 것들은 어리석다'고 하니, 이것이 열 번째 견해이다.

열한째, 어떤 외도가 '가지가지의 사상을 지닌 것이 아(我)가 있는 것이다. 나의 말만이 진실하고, 그 밖의 것은 어리석다'고 하니, 이것이 열한 번째 견해이다.

열두째, 어떤 외도가 '끝없이 많은 수의 사상을 지닌 것이 아(我)가 있는 것이다. 나의 말만이 진실하고, 그 밖의 것은 어리석다'고 하니, 이것이 열두 번째 견해이다.

열셋째, 어떤 외도가 '하나의 즐거움을 지닌 것이 아(我)가 있는 것이다. 나의 말만이 진실하고, 그 밖의 것은 어리석다'고 하니, 이것이 열세 번째 견해이다.

열넷째, 어떤 외도가 '괴로움을 지닌 것이 아(我)가 있는 것이다. 나의 말만이 진실하고, 그 밖의 것은 어리석다'고 하니, 이것이 열네 번째 견해이다.

열다섯째, 어떤 외도가 '괴로움과 즐거움을 지닌 것이 아(我)가 있는 것이다. 나의 말만이 진실하고, 그 밖의 것은 어리석다'고 하니, 이것이 열다섯 번째 견해이다.

열여섯째, 어떤 외도가 '또한 괴롭지도 않고 또 즐겁지도 않은 것이 아(我)가 있는 것이다. 나의 말만이 진실하고, 그 밖의 것은 어리석다'고 하니, 이것이 열여섯 번째 견해이다.”

부처님께서 말씀하셨다.

“그 외도가 행에 대한 상과 견해에 대한 상을 지니고 세간 사람들에게 상(想)을 말하는 것은 모두 이 16견에 빠져 있어 다시 이것을 벗어나지 못한다. 부처는 이것을 모두 알고, 아는 것이 이것을 뛰어넘어 절묘하게 안다. 그러므로 나무라지도 않고 비방하지도 않으며 무위를 얻었다. 부처는 통양(痛痒)으로 바뀌는 즐거움임을 알고, 방편이 일어난 유래를 알아 지금 집착도 받아들임도 없는 뜻으로 해탈하였다.”
 — 《불설범망육십이견경》. 한문본 & 한글본
 依想受異故作是說。我有一想我有種種想我有小想我有無量想。我純有樂我純有苦。我有苦有樂我無苦無樂死後有想。(1)
 
我有苦有樂者。謂在傍生鬼界人及欲界天。諸得定者以天眼通見彼有情苦樂雜受。後從彼歿來生此間。便作是念我有苦有樂。諸尋伺者見諸有情有時與苦具合有時。與樂具合。便作是念我有苦有樂。如於此世他世亦爾。
 — 《아비달마대비바사론》 제200권. 한문본

##### (30) 유상론 제12견
有言：『我此終後，生不苦不樂有想，此實餘虛。』

 
어떤 자는 말한다.

'나는 이 생을 마친 뒤에 고통스럽지도 않고 즐겁지도 않으면서 생각이 있는 존재[不苦不樂有想]으로 태어난다. 이것이 진실이고 다른 것은 거짓이다.'
 — 《장아함경》 제14권 〈21. 범동경(梵動經)〉. 한문본 & 한글본
苦樂等中四種見者。我此終後有苦有想。是為初見。有樂有想。是為二見。有苦有樂有想。是為三見。非有苦非有樂有想。是為四見。— 《대승의장》 제6권 〈62견의(六十二見義)〉. 한문본

1. Doctrines of Percipient Immortality (Saññīvāda): Views 19–34

75. "There are, bhikkhus, some recluses and brahmins who maintain a doctrine of percipient immortality and who on sixteen grounds proclaim the self to survive percipient after death. And owing to what, with reference to what, do these honorable recluses and brahmins proclaim their views?

76. "They proclaim: 'The self is immutable after death, percipient, and:

 A.

 1. material

 2. immaterial

 3. both material and immaterial

 4. neither material nor immaterial

 B.

 1. finite

 2. infinite

 3. both finite and infinite

 4. neither finite nor infinite

 C.

 1. of uniform perception

 2. of diversified perception

 3. of limited perception

 4. of boundless perception

 D.

 1. exclusively happy

 2. exclusively miserable

 3. both happy and miserable

 4. neither happy nor miserable.'

77. "It is on these sixteen grounds, bhikkhus, that those recluses and brahmins who maintain a doctrine of percipient immortality proclaim the self to survive percipient after death. Whatever recluses or brahmins maintain a doctrine of percipient immortality, all of them do so on these sixteen grounds or on a certain one of them. Outside of these there is none.

"This, bhikkhus, the Tathāgata understand... and it is concerning these that those who would rightly praise the Tathāgata in accordance with reality would speak.— 《Brahmajāla Sutta: The All-embracing Net of Views》, Bhikkhu Bodhi의 팔리어 경전의 영역. 영문본

 佛言：「我所知法，深奧深照，我悉了。若有賢者弟子聞知者，便嗟歎佛。若有異道人，於過去劫中，知過去事，念昔時行，於不可計道，各樂說解其事者，皆在是十八見中，是十八見不能復過上。佛如是所知，復過上絕妙知，是以不譏亦不毀，佛現無所受意善解。」　佛言：「我所知法，深奧深照，我悉了。若有賢者弟子聞知之，便嗟歎佛。若有異道人，於當來劫中，見當來事，念當來事，行不可計道，各樂解說其事者，皆在四十四見中。其異道人所知何？謂於當來劫中，知當來事，行不可計道，各樂說解其事。若有異道人，行想見想，自為世間人說想，在十六見中。其異道人所知何？謂行想見想，為世間說想，在十六見中。其異道人，所見如是行如是，有我色為有後世想，言：『我至誠，其餘為癡。』是為第一見。若有異道人，言：『無色為有我，無後世。』言：『我至誠，其餘者為癡。』是為第二見。若有異道人，行想見想，自為世間人說想者，言：『有色無色有我，我所語至誠其餘者為癡。』是為第三見。若有異道人，言：『亦不有色亦不無色為有我，我至誠，其餘者為癡。』是為第四見。第五若有異道人，言：『有限為我，我至誠，其餘者為癡。』是為第五見。第六若有異道人，言：『無限為有我，我至誠，其餘者為癡。』是為第六見。第七若有異道人，言：『有限無限為有我，我至誠，其餘者為癡。』是為第七見。第八若有異道人，言：『亦不有限亦不無限為有我，我至誠，其餘者為癡。』是為第八見。第九若有異道人，言：『一想為有我，我至誠，其餘者為癡。』是為第九見。第十若有異道人，言：『少思想為有我，我至誠，其餘者為癡。』是為第十見。第十一若有異道人，言：『種種思想為有我，我至誠，其餘者為癡。』是為第十一見。第十二若有異道人，言：『無央數思想為有我，我至誠，其餘者為癡。』是為第十二見。第十三若有異道人，言：『一樂為有我，我至誠，其餘者為癡。』是為第十三見。第十四若有異道人，言：『苦為有我，我至誠，其餘者為癡。』是為第十四見。第十五若有異道人，言：『苦樂為有我，我至誠，其餘者為癡。』是為第十五見。第十六若有異道人，言：『亦不苦亦不樂為有我，我至誠，其餘者為癡。』是為第十六見。」　佛言：「其異道人，行想見想，自為世間說想者，皆在是十六見中，不能復過上。佛皆知是，所知復過上絕妙。佛知是，以不譏亦不毀，得無為。佛知痛痒更樂，知方便所從起，佛現無所著受意善解。」

 
부처님께서 말씀하셨다.

“내가 아는 법은 심오하여 깊게 비추며, 나는 모든 것을 분명하게 아니, 만일 어떠한 현자와 제자라도 그것을 듣고 안다면 곧 부처를 찬탄할 것이다.

만일 어떤 외도가 미래겁에 대하여 미래의 일을 보고 미래의 일과 행을 생각하고 헤아릴 수 없는 수의 도로 각각 그 일을 알고 있는 것을 말하기 좋아한다면 이것은 모두 이 44견에 빠진 것이다.

그 외도가 아는 것이 무엇인가? 미래겁에 대하여 미래의 일과 행을 알고 헤아릴 수 없는 수의 도로 각각 그 일들을 알고 있는 것을 말하기 좋아한다. 만일 어떤 외도가 행에 대한 상[行想]과 견해에 대한 상[見想]을 지니고 스스로 세간 사람들에게 상(想)을 말하면 16견에 빠진 것이다.

그 외도가 아는 것이 무엇인가? 행에 대한 상과 견해에 대한 상을 지니고 스스로 세간을 향하여 상을 말하면 16견에 빠진 것이다.

그 외도의 소견이 이와 같고 행이 이와 같아서 '아(我)와 색(色)이 있어 후세의 상이 된다'고 하면서 '나의 말만이 진실하고, 그 밖의 것은 어리석다'라고 말하니, 이것이 첫 번째 견해이다.

어떤 외도가 '색은 없고 아(我)가 있어서 후세는 없다'고 말하면서 '나의 말만이 진실하고, 그 밖의 것은 어리석다'고 하니, 이것이 두 번째 견해이다.

어떤 외도가 행에 대한 상과 견해에 대한 상을 지니고 스스로 세간 사람들에게 상을 말하기를, '색이 있기도 하고 색이 없기도 하며 아(我)는 있다. 내가 말한 것만이 진실하고, 그 밖의 것은 어리석다'고 하니, 이것이 세 번째 견해이다.

어떤 외도가 '또한 색이 있는 것도 아니고 색이 없는 것도 아니며 아(我)는 있다. 나의 말만이 진실하고, 그 밖의 것은 어리석다'고 하니, 이것이 네 번째 견해이다.

다섯째, 어떤 외도가 '세간은 유한하고 아(我)는 있다. 나의 말만이 진실하고, 그 밖의 것은 어리석다'고 하니, 이것이 다섯 번째 견해이다.

여섯째, 어떤 외도가 '세간은 무한하고 아(我)는 있다. 나의 말만이 진실하고, 그 밖의 것은 어리석다'고 하니, 이것이 여섯 번째 견해이다.

일곱째, 어떤 외도가 '세간은 유한하기도 하고 무한하기도 하며 아(我)는 있다. 나의 말만이 진실하고, 그 밖의 것은 어리석다'고 하니, 이것이 일곱 번째 견해이다.

여덟째, 어떤 외도가 '세간은 유한하지도 않고 무한하지도 않으며 아(我)는 있다. 나의 말만이 진실하고, 그 밖의 것은 어리석다'고 하니, 이것이 여덟 번째 견해이다.

아홉째, 어떤 외도가 '하나의 상(想)이 있는 것이 아(我)가 있는 것이다. 나의 말만이 진실하고, 그 밖의 것은 어리석다'라고 하니, 이것이 아홉 번째 견해이다.

열째, 어떤 외도가 '몇몇의 사상(思想)을 지닌 것이 아(我)가 있는 것이다. 나의 말만이 진실하고, 그 밖의 것들은 어리석다'고 하니, 이것이 열 번째 견해이다.

열한째, 어떤 외도가 '가지가지의 사상을 지닌 것이 아(我)가 있는 것이다. 나의 말만이 진실하고, 그 밖의 것은 어리석다'고 하니, 이것이 열한 번째 견해이다.

열두째, 어떤 외도가 '끝없이 많은 수의 사상을 지닌 것이 아(我)가 있는 것이다. 나의 말만이 진실하고, 그 밖의 것은 어리석다'고 하니, 이것이 열두 번째 견해이다.

열셋째, 어떤 외도가 '하나의 즐거움을 지닌 것이 아(我)가 있는 것이다. 나의 말만이 진실하고, 그 밖의 것은 어리석다'고 하니, 이것이 열세 번째 견해이다.

열넷째, 어떤 외도가 '괴로움을 지닌 것이 아(我)가 있는 것이다. 나의 말만이 진실하고, 그 밖의 것은 어리석다'고 하니, 이것이 열네 번째 견해이다.

열다섯째, 어떤 외도가 '괴로움과 즐거움을 지닌 것이 아(我)가 있는 것이다. 나의 말만이 진실하고, 그 밖의 것은 어리석다'고 하니, 이것이 열다섯 번째 견해이다.

열여섯째, 어떤 외도가 '또한 괴롭지도 않고 또 즐겁지도 않은 것이 아(我)가 있는 것이다. 나의 말만이 진실하고, 그 밖의 것은 어리석다'고 하니, 이것이 열여섯 번째 견해이다.”

부처님께서 말씀하셨다.

“그 외도가 행에 대한 상과 견해에 대한 상을 지니고 세간 사람들에게 상(想)을 말하는 것은 모두 이 16견에 빠져 있어 다시 이것을 벗어나지 못한다. 부처는 이것을 모두 알고, 아는 것이 이것을 뛰어넘어 절묘하게 안다. 그러므로 나무라지도 않고 비방하지도 않으며 무위를 얻었다. 부처는 통양(痛痒)으로 바뀌는 즐거움임을 알고, 방편이 일어난 유래를 알아 지금 집착도 받아들임도 없는 뜻으로 해탈하였다.”
 — 《불설범망육십이견경》. 한문본 & 한글본
 依想受異故作是說。我有一想我有種種想我有小想我有無量想。我純有樂我純有苦。我有苦有樂我無苦無樂死後有想。(1)
 
我無苦無樂者。謂在第四靜慮乃至無所有處。諸得定者知彼有情無苦無樂。後從彼歿來生此間。便作是念我無苦無樂。諸尋伺者作如是念。我體是常不明了轉。雖有暫與苦樂相應而彼是客我非有彼。
 — 《아비달마대비바사론》 제200권. 한문본

#### 유상론 제4그룹 (4견)

##### (31) 유상론 제13견
有言：『我此終後，生有一想，此實餘虛。』

 
어떤 자는 말한다.

'나는 이 생을 마친 뒤에 한 가지 생각만 있는 존재[有一想]로 태어난다. 이것이 진실이고 다른 것은 거짓이다.'
 — 《장아함경》 제14권 〈21. 범동경(梵動經)〉. 한문본 & 한글본
多少四者。我此終後有其一想。是為初見。有若干想。是為二見。眾多非一。故名若干。有其小想。是為三見。緣境狹故。稱之為小。有無量想。是為四見。緣境寬故。說為無量(此一門竟)。— 《대승의장》 제6권 〈62견의(六十二見義)〉. 한문본

1. Doctrines of Percipient Immortality (Saññīvāda): Views 19–34

75. "There are, bhikkhus, some recluses and brahmins who maintain a doctrine of percipient immortality and who on sixteen grounds proclaim the self to survive percipient after death. And owing to what, with reference to what, do these honorable recluses and brahmins proclaim their views?

76. "They proclaim: 'The self is immutable after death, percipient, and:

 A.

 1. material

 2. immaterial

 3. both material and immaterial

 4. neither material nor immaterial

 B.

 1. finite

 2. infinite

 3. both finite and infinite

 4. neither finite nor infinite

 C.

 1. of uniform perception

 2. of diversified perception

 3. of limited perception

 4. of boundless perception

 D.

 1. exclusively happy

 2. exclusively miserable

 3. both happy and miserable

 4. neither happy nor miserable.'

77. "It is on these sixteen grounds, bhikkhus, that those recluses and brahmins who maintain a doctrine of percipient immortality proclaim the self to survive percipient after death. Whatever recluses or brahmins maintain a doctrine of percipient immortality, all of them do so on these sixteen grounds or on a certain one of them. Outside of these there is none.

"This, bhikkhus, the Tathāgata understand... and it is concerning these that those who would rightly praise the Tathāgata in accordance with reality would speak.— 《Brahmajāla Sutta: The All-embracing Net of Views》, Bhikkhu Bodhi의 팔리어 경전의 영역. 영문본

 佛言：「我所知法，深奧深照，我悉了。若有賢者弟子聞知者，便嗟歎佛。若有異道人，於過去劫中，知過去事，念昔時行，於不可計道，各樂說解其事者，皆在是十八見中，是十八見不能復過上。佛如是所知，復過上絕妙知，是以不譏亦不毀，佛現無所受意善解。」　佛言：「我所知法，深奧深照，我悉了。若有賢者弟子聞知之，便嗟歎佛。若有異道人，於當來劫中，見當來事，念當來事，行不可計道，各樂解說其事者，皆在四十四見中。其異道人所知何？謂於當來劫中，知當來事，行不可計道，各樂說解其事。若有異道人，行想見想，自為世間人說想，在十六見中。其異道人所知何？謂行想見想，為世間說想，在十六見中。其異道人，所見如是行如是，有我色為有後世想，言：『我至誠，其餘為癡。』是為第一見。若有異道人，言：『無色為有我，無後世。』言：『我至誠，其餘者為癡。』是為第二見。若有異道人，行想見想，自為世間人說想者，言：『有色無色有我，我所語至誠其餘者為癡。』是為第三見。若有異道人，言：『亦不有色亦不無色為有我，我至誠，其餘者為癡。』是為第四見。第五若有異道人，言：『有限為我，我至誠，其餘者為癡。』是為第五見。第六若有異道人，言：『無限為有我，我至誠，其餘者為癡。』是為第六見。第七若有異道人，言：『有限無限為有我，我至誠，其餘者為癡。』是為第七見。第八若有異道人，言：『亦不有限亦不無限為有我，我至誠，其餘者為癡。』是為第八見。第九若有異道人，言：『一想為有我，我至誠，其餘者為癡。』是為第九見。第十若有異道人，言：『少思想為有我，我至誠，其餘者為癡。』是為第十見。第十一若有異道人，言：『種種思想為有我，我至誠，其餘者為癡。』是為第十一見。第十二若有異道人，言：『無央數思想為有我，我至誠，其餘者為癡。』是為第十二見。第十三若有異道人，言：『一樂為有我，我至誠，其餘者為癡。』是為第十三見。第十四若有異道人，言：『苦為有我，我至誠，其餘者為癡。』是為第十四見。第十五若有異道人，言：『苦樂為有我，我至誠，其餘者為癡。』是為第十五見。第十六若有異道人，言：『亦不苦亦不樂為有我，我至誠，其餘者為癡。』是為第十六見。」　佛言：「其異道人，行想見想，自為世間說想者，皆在是十六見中，不能復過上。佛皆知是，所知復過上絕妙。佛知是，以不譏亦不毀，得無為。佛知痛痒更樂，知方便所從起，佛現無所著受意善解。」

 
부처님께서 말씀하셨다.

“내가 아는 법은 심오하여 깊게 비추며, 나는 모든 것을 분명하게 아니, 만일 어떠한 현자와 제자라도 그것을 듣고 안다면 곧 부처를 찬탄할 것이다.

만일 어떤 외도가 미래겁에 대하여 미래의 일을 보고 미래의 일과 행을 생각하고 헤아릴 수 없는 수의 도로 각각 그 일을 알고 있는 것을 말하기 좋아한다면 이것은 모두 이 44견에 빠진 것이다.

그 외도가 아는 것이 무엇인가? 미래겁에 대하여 미래의 일과 행을 알고 헤아릴 수 없는 수의 도로 각각 그 일들을 알고 있는 것을 말하기 좋아한다. 만일 어떤 외도가 행에 대한 상[行想]과 견해에 대한 상[見想]을 지니고 스스로 세간 사람들에게 상(想)을 말하면 16견에 빠진 것이다.

그 외도가 아는 것이 무엇인가? 행에 대한 상과 견해에 대한 상을 지니고 스스로 세간을 향하여 상을 말하면 16견에 빠진 것이다.

그 외도의 소견이 이와 같고 행이 이와 같아서 '아(我)와 색(色)이 있어 후세의 상이 된다'고 하면서 '나의 말만이 진실하고, 그 밖의 것은 어리석다'라고 말하니, 이것이 첫 번째 견해이다.

어떤 외도가 '색은 없고 아(我)가 있어서 후세는 없다'고 말하면서 '나의 말만이 진실하고, 그 밖의 것은 어리석다'고 하니, 이것이 두 번째 견해이다.

어떤 외도가 행에 대한 상과 견해에 대한 상을 지니고 스스로 세간 사람들에게 상을 말하기를, '색이 있기도 하고 색이 없기도 하며 아(我)는 있다. 내가 말한 것만이 진실하고, 그 밖의 것은 어리석다'고 하니, 이것이 세 번째 견해이다.

어떤 외도가 '또한 색이 있는 것도 아니고 색이 없는 것도 아니며 아(我)는 있다. 나의 말만이 진실하고, 그 밖의 것은 어리석다'고 하니, 이것이 네 번째 견해이다.

다섯째, 어떤 외도가 '세간은 유한하고 아(我)는 있다. 나의 말만이 진실하고, 그 밖의 것은 어리석다'고 하니, 이것이 다섯 번째 견해이다.

여섯째, 어떤 외도가 '세간은 무한하고 아(我)는 있다. 나의 말만이 진실하고, 그 밖의 것은 어리석다'고 하니, 이것이 여섯 번째 견해이다.

일곱째, 어떤 외도가 '세간은 유한하기도 하고 무한하기도 하며 아(我)는 있다. 나의 말만이 진실하고, 그 밖의 것은 어리석다'고 하니, 이것이 일곱 번째 견해이다.

여덟째, 어떤 외도가 '세간은 유한하지도 않고 무한하지도 않으며 아(我)는 있다. 나의 말만이 진실하고, 그 밖의 것은 어리석다'고 하니, 이것이 여덟 번째 견해이다.

아홉째, 어떤 외도가 '하나의 상(想)이 있는 것이 아(我)가 있는 것이다. 나의 말만이 진실하고, 그 밖의 것은 어리석다'라고 하니, 이것이 아홉 번째 견해이다.

열째, 어떤 외도가 '몇몇의 사상(思想)을 지닌 것이 아(我)가 있는 것이다. 나의 말만이 진실하고, 그 밖의 것들은 어리석다'고 하니, 이것이 열 번째 견해이다.

열한째, 어떤 외도가 '가지가지의 사상을 지닌 것이 아(我)가 있는 것이다. 나의 말만이 진실하고, 그 밖의 것은 어리석다'고 하니, 이것이 열한 번째 견해이다.

열두째, 어떤 외도가 '끝없이 많은 수의 사상을 지닌 것이 아(我)가 있는 것이다. 나의 말만이 진실하고, 그 밖의 것은 어리석다'고 하니, 이것이 열두 번째 견해이다.

열셋째, 어떤 외도가 '하나의 즐거움을 지닌 것이 아(我)가 있는 것이다. 나의 말만이 진실하고, 그 밖의 것은 어리석다'고 하니, 이것이 열세 번째 견해이다.

열넷째, 어떤 외도가 '괴로움을 지닌 것이 아(我)가 있는 것이다. 나의 말만이 진실하고, 그 밖의 것은 어리석다'고 하니, 이것이 열네 번째 견해이다.

열다섯째, 어떤 외도가 '괴로움과 즐거움을 지닌 것이 아(我)가 있는 것이다. 나의 말만이 진실하고, 그 밖의 것은 어리석다'고 하니, 이것이 열다섯 번째 견해이다.

열여섯째, 어떤 외도가 '또한 괴롭지도 않고 또 즐겁지도 않은 것이 아(我)가 있는 것이다. 나의 말만이 진실하고, 그 밖의 것은 어리석다'고 하니, 이것이 열여섯 번째 견해이다.”

부처님께서 말씀하셨다.

“그 외도가 행에 대한 상과 견해에 대한 상을 지니고 세간 사람들에게 상(想)을 말하는 것은 모두 이 16견에 빠져 있어 다시 이것을 벗어나지 못한다. 부처는 이것을 모두 알고, 아는 것이 이것을 뛰어넘어 절묘하게 안다. 그러므로 나무라지도 않고 비방하지도 않으며 무위를 얻었다. 부처는 통양(痛痒)으로 바뀌는 즐거움임을 알고, 방편이 일어난 유래를 알아 지금 집착도 받아들임도 없는 뜻으로 해탈하였다.”
 — 《불설범망육십이견경》. 한문본 & 한글본
 依想受異故作是說。我有一想我有種種想我有小想我有無量想。我純有樂我純有苦。我有苦有樂我無苦無樂死後有想。(1)
 
此中我有一想者。謂在前三無色。由彼諸想一門轉故說名一想。
 — 《아비달마대비바사론》 제200권. 한문본

##### (32) 유상론 제14견
有言：『我此終後，生有若干想，此實餘虛。』

 
어떤 자는 말한다.

'나는 이 생을 마친 뒤에 여러 가지 생각이 있는 존재[有若干想]로 태어난다. 이것이 진실이고 다른 것은 거짓이다.'
 — 《장아함경》 제14권 〈21. 범동경(梵動經)〉. 한문본 & 한글본
多少四者。我此終後有其一想。是為初見。有若干想。是為二見。眾多非一。故名若干。有其小想。是為三見。緣境狹故。稱之為小。有無量想。是為四見。緣境寬故。說為無量(此一門竟)。— 《대승의장》 제6권 〈62견의(六十二見義)〉. 한문본

1. Doctrines of Percipient Immortality (Saññīvāda): Views 19–34

75. "There are, bhikkhus, some recluses and brahmins who maintain a doctrine of percipient immortality and who on sixteen grounds proclaim the self to survive percipient after death. And owing to what, with reference to what, do these honorable recluses and brahmins proclaim their views?

76. "They proclaim: 'The self is immutable after death, percipient, and:

 A.

 1. material

 2. immaterial

 3. both material and immaterial

 4. neither material nor immaterial

 B.

 1. finite

 2. infinite

 3. both finite and infinite

 4. neither finite nor infinite

 C.

 1. of uniform perception

 2. of diversified perception

 3. of limited perception

 4. of boundless perception

 D.

 1. exclusively happy

 2. exclusively miserable

 3. both happy and miserable

 4. neither happy nor miserable.'

77. "It is on these sixteen grounds, bhikkhus, that those recluses and brahmins who maintain a doctrine of percipient immortality proclaim the self to survive percipient after death. Whatever recluses or brahmins maintain a doctrine of percipient immortality, all of them do so on these sixteen grounds or on a certain one of them. Outside of these there is none.

"This, bhikkhus, the Tathāgata understand... and it is concerning these that those who would rightly praise the Tathāgata in accordance with reality would speak.— 《Brahmajāla Sutta: The All-embracing Net of Views》, Bhikkhu Bodhi의 팔리어 경전의 영역. 영문본

 佛言：「我所知法，深奧深照，我悉了。若有賢者弟子聞知者，便嗟歎佛。若有異道人，於過去劫中，知過去事，念昔時行，於不可計道，各樂說解其事者，皆在是十八見中，是十八見不能復過上。佛如是所知，復過上絕妙知，是以不譏亦不毀，佛現無所受意善解。」　佛言：「我所知法，深奧深照，我悉了。若有賢者弟子聞知之，便嗟歎佛。若有異道人，於當來劫中，見當來事，念當來事，行不可計道，各樂解說其事者，皆在四十四見中。其異道人所知何？謂於當來劫中，知當來事，行不可計道，各樂說解其事。若有異道人，行想見想，自為世間人說想，在十六見中。其異道人所知何？謂行想見想，為世間說想，在十六見中。其異道人，所見如是行如是，有我色為有後世想，言：『我至誠，其餘為癡。』是為第一見。若有異道人，言：『無色為有我，無後世。』言：『我至誠，其餘者為癡。』是為第二見。若有異道人，行想見想，自為世間人說想者，言：『有色無色有我，我所語至誠其餘者為癡。』是為第三見。若有異道人，言：『亦不有色亦不無色為有我，我至誠，其餘者為癡。』是為第四見。第五若有異道人，言：『有限為我，我至誠，其餘者為癡。』是為第五見。第六若有異道人，言：『無限為有我，我至誠，其餘者為癡。』是為第六見。第七若有異道人，言：『有限無限為有我，我至誠，其餘者為癡。』是為第七見。第八若有異道人，言：『亦不有限亦不無限為有我，我至誠，其餘者為癡。』是為第八見。第九若有異道人，言：『一想為有我，我至誠，其餘者為癡。』是為第九見。第十若有異道人，言：『少思想為有我，我至誠，其餘者為癡。』是為第十見。第十一若有異道人，言：『種種思想為有我，我至誠，其餘者為癡。』是為第十一見。第十二若有異道人，言：『無央數思想為有我，我至誠，其餘者為癡。』是為第十二見。第十三若有異道人，言：『一樂為有我，我至誠，其餘者為癡。』是為第十三見。第十四若有異道人，言：『苦為有我，我至誠，其餘者為癡。』是為第十四見。第十五若有異道人，言：『苦樂為有我，我至誠，其餘者為癡。』是為第十五見。第十六若有異道人，言：『亦不苦亦不樂為有我，我至誠，其餘者為癡。』是為第十六見。」　佛言：「其異道人，行想見想，自為世間說想者，皆在是十六見中，不能復過上。佛皆知是，所知復過上絕妙。佛知是，以不譏亦不毀，得無為。佛知痛痒更樂，知方便所從起，佛現無所著受意善解。」

 
부처님께서 말씀하셨다.

“내가 아는 법은 심오하여 깊게 비추며, 나는 모든 것을 분명하게 아니, 만일 어떠한 현자와 제자라도 그것을 듣고 안다면 곧 부처를 찬탄할 것이다.

만일 어떤 외도가 미래겁에 대하여 미래의 일을 보고 미래의 일과 행을 생각하고 헤아릴 수 없는 수의 도로 각각 그 일을 알고 있는 것을 말하기 좋아한다면 이것은 모두 이 44견에 빠진 것이다.

그 외도가 아는 것이 무엇인가? 미래겁에 대하여 미래의 일과 행을 알고 헤아릴 수 없는 수의 도로 각각 그 일들을 알고 있는 것을 말하기 좋아한다. 만일 어떤 외도가 행에 대한 상[行想]과 견해에 대한 상[見想]을 지니고 스스로 세간 사람들에게 상(想)을 말하면 16견에 빠진 것이다.

그 외도가 아는 것이 무엇인가? 행에 대한 상과 견해에 대한 상을 지니고 스스로 세간을 향하여 상을 말하면 16견에 빠진 것이다.

그 외도의 소견이 이와 같고 행이 이와 같아서 '아(我)와 색(色)이 있어 후세의 상이 된다'고 하면서 '나의 말만이 진실하고, 그 밖의 것은 어리석다'라고 말하니, 이것이 첫 번째 견해이다.

어떤 외도가 '색은 없고 아(我)가 있어서 후세는 없다'고 말하면서 '나의 말만이 진실하고, 그 밖의 것은 어리석다'고 하니, 이것이 두 번째 견해이다.

어떤 외도가 행에 대한 상과 견해에 대한 상을 지니고 스스로 세간 사람들에게 상을 말하기를, '색이 있기도 하고 색이 없기도 하며 아(我)는 있다. 내가 말한 것만이 진실하고, 그 밖의 것은 어리석다'고 하니, 이것이 세 번째 견해이다.

어떤 외도가 '또한 색이 있는 것도 아니고 색이 없는 것도 아니며 아(我)는 있다. 나의 말만이 진실하고, 그 밖의 것은 어리석다'고 하니, 이것이 네 번째 견해이다.

다섯째, 어떤 외도가 '세간은 유한하고 아(我)는 있다. 나의 말만이 진실하고, 그 밖의 것은 어리석다'고 하니, 이것이 다섯 번째 견해이다.

여섯째, 어떤 외도가 '세간은 무한하고 아(我)는 있다. 나의 말만이 진실하고, 그 밖의 것은 어리석다'고 하니, 이것이 여섯 번째 견해이다.

일곱째, 어떤 외도가 '세간은 유한하기도 하고 무한하기도 하며 아(我)는 있다. 나의 말만이 진실하고, 그 밖의 것은 어리석다'고 하니, 이것이 일곱 번째 견해이다.

여덟째, 어떤 외도가 '세간은 유한하지도 않고 무한하지도 않으며 아(我)는 있다. 나의 말만이 진실하고, 그 밖의 것은 어리석다'고 하니, 이것이 여덟 번째 견해이다.

아홉째, 어떤 외도가 '하나의 상(想)이 있는 것이 아(我)가 있는 것이다. 나의 말만이 진실하고, 그 밖의 것은 어리석다'라고 하니, 이것이 아홉 번째 견해이다.

열째, 어떤 외도가 '몇몇의 사상(思想)을 지닌 것이 아(我)가 있는 것이다. 나의 말만이 진실하고, 그 밖의 것들은 어리석다'고 하니, 이것이 열 번째 견해이다.

열한째, 어떤 외도가 '가지가지의 사상을 지닌 것이 아(我)가 있는 것이다. 나의 말만이 진실하고, 그 밖의 것은 어리석다'고 하니, 이것이 열한 번째 견해이다.

열두째, 어떤 외도가 '끝없이 많은 수의 사상을 지닌 것이 아(我)가 있는 것이다. 나의 말만이 진실하고, 그 밖의 것은 어리석다'고 하니, 이것이 열두 번째 견해이다.

열셋째, 어떤 외도가 '하나의 즐거움을 지닌 것이 아(我)가 있는 것이다. 나의 말만이 진실하고, 그 밖의 것은 어리석다'고 하니, 이것이 열세 번째 견해이다.

열넷째, 어떤 외도가 '괴로움을 지닌 것이 아(我)가 있는 것이다. 나의 말만이 진실하고, 그 밖의 것은 어리석다'고 하니, 이것이 열네 번째 견해이다.

열다섯째, 어떤 외도가 '괴로움과 즐거움을 지닌 것이 아(我)가 있는 것이다. 나의 말만이 진실하고, 그 밖의 것은 어리석다'고 하니, 이것이 열다섯 번째 견해이다.

열여섯째, 어떤 외도가 '또한 괴롭지도 않고 또 즐겁지도 않은 것이 아(我)가 있는 것이다. 나의 말만이 진실하고, 그 밖의 것은 어리석다'고 하니, 이것이 열여섯 번째 견해이다.”

부처님께서 말씀하셨다.

“그 외도가 행에 대한 상과 견해에 대한 상을 지니고 세간 사람들에게 상(想)을 말하는 것은 모두 이 16견에 빠져 있어 다시 이것을 벗어나지 못한다. 부처는 이것을 모두 알고, 아는 것이 이것을 뛰어넘어 절묘하게 안다. 그러므로 나무라지도 않고 비방하지도 않으며 무위를 얻었다. 부처는 통양(痛痒)으로 바뀌는 즐거움임을 알고, 방편이 일어난 유래를 알아 지금 집착도 받아들임도 없는 뜻으로 해탈하였다.”
 — 《불설범망육십이견경》. 한문본 & 한글본
 依想受異故作是說。我有一想我有種種想我有小想我有無量想。我純有樂我純有苦。我有苦有樂我無苦無樂死後有想。(1)
 
我有種種想者。謂在欲色界。除無想天。由彼諸想六門四門轉故。及緣種種境故名種種想。依尋伺者我亦有差別。謂有一種工巧智者名有一想。若有種種工巧智者名有種種想。
 — 《아비달마대비바사론》 제200권. 한문본

##### (33) 유상론 제15견
有言：『我此終後，生少想，此實餘虛。』

 
어떤 자는 말한다.

'나는 이 생을 마친 뒤에 생각이 적은 존재[少想]로 태어난다. 이것이 진실이고 다른 것은 거짓이다.'
 — 《장아함경》 제14권 〈21. 범동경(梵動經)〉. 한문본 & 한글본
多少四者。我此終後有其一想。是為初見。有若干想。是為二見。眾多非一。故名若干。有其小想。是為三見。緣境狹故。稱之為小。有無量想。是為四見。緣境寬故。說為無量(此一門竟)。— 《대승의장》 제6권 〈62견의(六十二見義)〉. 한문본

1. Doctrines of Percipient Immortality (Saññīvāda): Views 19–34

75. "There are, bhikkhus, some recluses and brahmins who maintain a doctrine of percipient immortality and who on sixteen grounds proclaim the self to survive percipient after death. And owing to what, with reference to what, do these honorable recluses and brahmins proclaim their views?

76. "They proclaim: 'The self is immutable after death, percipient, and:

 A.

 1. material

 2. immaterial

 3. both material and immaterial

 4. neither material nor immaterial

 B.

 1. finite

 2. infinite

 3. both finite and infinite

 4. neither finite nor infinite

 C.

 1. of uniform perception

 2. of diversified perception

 3. of limited perception

 4. of boundless perception

 D.

 1. exclusively happy

 2. exclusively miserable

 3. both happy and miserable

 4. neither happy nor miserable.'

77. "It is on these sixteen grounds, bhikkhus, that those recluses and brahmins who maintain a doctrine of percipient immortality proclaim the self to survive percipient after death. Whatever recluses or brahmins maintain a doctrine of percipient immortality, all of them do so on these sixteen grounds or on a certain one of them. Outside of these there is none.

"This, bhikkhus, the Tathāgata understand... and it is concerning these that those who would rightly praise the Tathāgata in accordance with reality would speak.— 《Brahmajāla Sutta: The All-embracing Net of Views》, Bhikkhu Bodhi의 팔리어 경전의 영역. 영문본

 佛言：「我所知法，深奧深照，我悉了。若有賢者弟子聞知者，便嗟歎佛。若有異道人，於過去劫中，知過去事，念昔時行，於不可計道，各樂說解其事者，皆在是十八見中，是十八見不能復過上。佛如是所知，復過上絕妙知，是以不譏亦不毀，佛現無所受意善解。」　佛言：「我所知法，深奧深照，我悉了。若有賢者弟子聞知之，便嗟歎佛。若有異道人，於當來劫中，見當來事，念當來事，行不可計道，各樂解說其事者，皆在四十四見中。其異道人所知何？謂於當來劫中，知當來事，行不可計道，各樂說解其事。若有異道人，行想見想，自為世間人說想，在十六見中。其異道人所知何？謂行想見想，為世間說想，在十六見中。其異道人，所見如是行如是，有我色為有後世想，言：『我至誠，其餘為癡。』是為第一見。若有異道人，言：『無色為有我，無後世。』言：『我至誠，其餘者為癡。』是為第二見。若有異道人，行想見想，自為世間人說想者，言：『有色無色有我，我所語至誠其餘者為癡。』是為第三見。若有異道人，言：『亦不有色亦不無色為有我，我至誠，其餘者為癡。』是為第四見。第五若有異道人，言：『有限為我，我至誠，其餘者為癡。』是為第五見。第六若有異道人，言：『無限為有我，我至誠，其餘者為癡。』是為第六見。第七若有異道人，言：『有限無限為有我，我至誠，其餘者為癡。』是為第七見。第八若有異道人，言：『亦不有限亦不無限為有我，我至誠，其餘者為癡。』是為第八見。第九若有異道人，言：『一想為有我，我至誠，其餘者為癡。』是為第九見。第十若有異道人，言：『少思想為有我，我至誠，其餘者為癡。』是為第十見。第十一若有異道人，言：『種種思想為有我，我至誠，其餘者為癡。』是為第十一見。第十二若有異道人，言：『無央數思想為有我，我至誠，其餘者為癡。』是為第十二見。第十三若有異道人，言：『一樂為有我，我至誠，其餘者為癡。』是為第十三見。第十四若有異道人，言：『苦為有我，我至誠，其餘者為癡。』是為第十四見。第十五若有異道人，言：『苦樂為有我，我至誠，其餘者為癡。』是為第十五見。第十六若有異道人，言：『亦不苦亦不樂為有我，我至誠，其餘者為癡。』是為第十六見。」　佛言：「其異道人，行想見想，自為世間說想者，皆在是十六見中，不能復過上。佛皆知是，所知復過上絕妙。佛知是，以不譏亦不毀，得無為。佛知痛痒更樂，知方便所從起，佛現無所著受意善解。」

 
부처님께서 말씀하셨다.

“내가 아는 법은 심오하여 깊게 비추며, 나는 모든 것을 분명하게 아니, 만일 어떠한 현자와 제자라도 그것을 듣고 안다면 곧 부처를 찬탄할 것이다.

만일 어떤 외도가 미래겁에 대하여 미래의 일을 보고 미래의 일과 행을 생각하고 헤아릴 수 없는 수의 도로 각각 그 일을 알고 있는 것을 말하기 좋아한다면 이것은 모두 이 44견에 빠진 것이다.

그 외도가 아는 것이 무엇인가? 미래겁에 대하여 미래의 일과 행을 알고 헤아릴 수 없는 수의 도로 각각 그 일들을 알고 있는 것을 말하기 좋아한다. 만일 어떤 외도가 행에 대한 상[行想]과 견해에 대한 상[見想]을 지니고 스스로 세간 사람들에게 상(想)을 말하면 16견에 빠진 것이다.

그 외도가 아는 것이 무엇인가? 행에 대한 상과 견해에 대한 상을 지니고 스스로 세간을 향하여 상을 말하면 16견에 빠진 것이다.

그 외도의 소견이 이와 같고 행이 이와 같아서 '아(我)와 색(色)이 있어 후세의 상이 된다'고 하면서 '나의 말만이 진실하고, 그 밖의 것은 어리석다'라고 말하니, 이것이 첫 번째 견해이다.

어떤 외도가 '색은 없고 아(我)가 있어서 후세는 없다'고 말하면서 '나의 말만이 진실하고, 그 밖의 것은 어리석다'고 하니, 이것이 두 번째 견해이다.

어떤 외도가 행에 대한 상과 견해에 대한 상을 지니고 스스로 세간 사람들에게 상을 말하기를, '색이 있기도 하고 색이 없기도 하며 아(我)는 있다. 내가 말한 것만이 진실하고, 그 밖의 것은 어리석다'고 하니, 이것이 세 번째 견해이다.

어떤 외도가 '또한 색이 있는 것도 아니고 색이 없는 것도 아니며 아(我)는 있다. 나의 말만이 진실하고, 그 밖의 것은 어리석다'고 하니, 이것이 네 번째 견해이다.

다섯째, 어떤 외도가 '세간은 유한하고 아(我)는 있다. 나의 말만이 진실하고, 그 밖의 것은 어리석다'고 하니, 이것이 다섯 번째 견해이다.

여섯째, 어떤 외도가 '세간은 무한하고 아(我)는 있다. 나의 말만이 진실하고, 그 밖의 것은 어리석다'고 하니, 이것이 여섯 번째 견해이다.

일곱째, 어떤 외도가 '세간은 유한하기도 하고 무한하기도 하며 아(我)는 있다. 나의 말만이 진실하고, 그 밖의 것은 어리석다'고 하니, 이것이 일곱 번째 견해이다.

여덟째, 어떤 외도가 '세간은 유한하지도 않고 무한하지도 않으며 아(我)는 있다. 나의 말만이 진실하고, 그 밖의 것은 어리석다'고 하니, 이것이 여덟 번째 견해이다.

아홉째, 어떤 외도가 '하나의 상(想)이 있는 것이 아(我)가 있는 것이다. 나의 말만이 진실하고, 그 밖의 것은 어리석다'라고 하니, 이것이 아홉 번째 견해이다.

열째, 어떤 외도가 '몇몇의 사상(思想)을 지닌 것이 아(我)가 있는 것이다. 나의 말만이 진실하고, 그 밖의 것들은 어리석다'고 하니, 이것이 열 번째 견해이다.

열한째, 어떤 외도가 '가지가지의 사상을 지닌 것이 아(我)가 있는 것이다. 나의 말만이 진실하고, 그 밖의 것은 어리석다'고 하니, 이것이 열한 번째 견해이다.

열두째, 어떤 외도가 '끝없이 많은 수의 사상을 지닌 것이 아(我)가 있는 것이다. 나의 말만이 진실하고, 그 밖의 것은 어리석다'고 하니, 이것이 열두 번째 견해이다.

열셋째, 어떤 외도가 '하나의 즐거움을 지닌 것이 아(我)가 있는 것이다. 나의 말만이 진실하고, 그 밖의 것은 어리석다'고 하니, 이것이 열세 번째 견해이다.

열넷째, 어떤 외도가 '괴로움을 지닌 것이 아(我)가 있는 것이다. 나의 말만이 진실하고, 그 밖의 것은 어리석다'고 하니, 이것이 열네 번째 견해이다.

열다섯째, 어떤 외도가 '괴로움과 즐거움을 지닌 것이 아(我)가 있는 것이다. 나의 말만이 진실하고, 그 밖의 것은 어리석다'고 하니, 이것이 열다섯 번째 견해이다.

열여섯째, 어떤 외도가 '또한 괴롭지도 않고 또 즐겁지도 않은 것이 아(我)가 있는 것이다. 나의 말만이 진실하고, 그 밖의 것은 어리석다'고 하니, 이것이 열여섯 번째 견해이다.”

부처님께서 말씀하셨다.

“그 외도가 행에 대한 상과 견해에 대한 상을 지니고 세간 사람들에게 상(想)을 말하는 것은 모두 이 16견에 빠져 있어 다시 이것을 벗어나지 못한다. 부처는 이것을 모두 알고, 아는 것이 이것을 뛰어넘어 절묘하게 안다. 그러므로 나무라지도 않고 비방하지도 않으며 무위를 얻었다. 부처는 통양(痛痒)으로 바뀌는 즐거움임을 알고, 방편이 일어난 유래를 알아 지금 집착도 받아들임도 없는 뜻으로 해탈하였다.”
 — 《불설범망육십이견경》. 한문본 & 한글본
 依想受異故作是說。我有一想我有種種想我有小想我有無量想。我純有樂我純有苦。我有苦有樂我無苦無樂死後有想。(1)
 
我有小想者。謂執少色為我。或執少無色為我。若執少色為我。彼執色我其量狹小。如指節等。彼執想為我。所依小身故緣少境故。說為小想。我與彼合名有小想。此在欲界全色界一分。除無想天。許無色界亦有色者。此亦在彼前三無色。若執少無色為我。彼或執受為我想為我所。依小身故。緣少境故。說為小想。我與彼合名有小想。執行為我執識為我。廣說亦爾。若執想為我。彼想依小身故緣少境故。說為小想。彼執小想為我性故。或有想用名有小想。此在欲界乃至無所有處。除無想天。
 — 《아비달마대비바사론》 제200권. 한문본

##### (34) 유상론 제16견
有言：『我此終後，生有無量想，此實餘虛。』

 
어떤 자는 말한다.

'나는 이 생을 마친 뒤에 한량 없는 생각이 있는 존재[有無量想]로 태어난다. 이것이 진실이고 다른 것은 거짓이다.'
 — 《장아함경》 제14권 〈21. 범동경(梵動經)〉. 한문본 & 한글본
多少四者。我此終後有其一想。是為初見。有若干想。是為二見。眾多非一。故名若干。有其小想。是為三見。緣境狹故。稱之為小。有無量想。是為四見。緣境寬故。說為無量(此一門竟)。— 《대승의장》 제6권 〈62견의(六十二見義)〉. 한문본

1. Doctrines of Percipient Immortality (Saññīvāda): Views 19–34

75. "There are, bhikkhus, some recluses and brahmins who maintain a doctrine of percipient immortality and who on sixteen grounds proclaim the self to survive percipient after death. And owing to what, with reference to what, do these honorable recluses and brahmins proclaim their views?

76. "They proclaim: 'The self is immutable after death, percipient, and:

 A.

 1. material

 2. immaterial

 3. both material and immaterial

 4. neither material nor immaterial

 B.

 1. finite

 2. infinite

 3. both finite and infinite

 4. neither finite nor infinite

 C.

 1. of uniform perception

 2. of diversified perception

 3. of limited perception

 4. of boundless perception

 D.

 1. exclusively happy

 2. exclusively miserable

 3. both happy and miserable

 4. neither happy nor miserable.'

77. "It is on these sixteen grounds, bhikkhus, that those recluses and brahmins who maintain a doctrine of percipient immortality proclaim the self to survive percipient after death. Whatever recluses or brahmins maintain a doctrine of percipient immortality, all of them do so on these sixteen grounds or on a certain one of them. Outside of these there is none.

"This, bhikkhus, the Tathāgata understand... and it is concerning these that those who would rightly praise the Tathāgata in accordance with reality would speak.— 《Brahmajāla Sutta: The All-embracing Net of Views》, Bhikkhu Bodhi의 팔리어 경전의 영역. 영문본

 佛言：「我所知法，深奧深照，我悉了。若有賢者弟子聞知者，便嗟歎佛。若有異道人，於過去劫中，知過去事，念昔時行，於不可計道，各樂說解其事者，皆在是十八見中，是十八見不能復過上。佛如是所知，復過上絕妙知，是以不譏亦不毀，佛現無所受意善解。」　佛言：「我所知法，深奧深照，我悉了。若有賢者弟子聞知之，便嗟歎佛。若有異道人，於當來劫中，見當來事，念當來事，行不可計道，各樂解說其事者，皆在四十四見中。其異道人所知何？謂於當來劫中，知當來事，行不可計道，各樂說解其事。若有異道人，行想見想，自為世間人說想，在十六見中。其異道人所知何？謂行想見想，為世間說想，在十六見中。其異道人，所見如是行如是，有我色為有後世想，言：『我至誠，其餘為癡。』是為第一見。若有異道人，言：『無色為有我，無後世。』言：『我至誠，其餘者為癡。』是為第二見。若有異道人，行想見想，自為世間人說想者，言：『有色無色有我，我所語至誠其餘者為癡。』是為第三見。若有異道人，言：『亦不有色亦不無色為有我，我至誠，其餘者為癡。』是為第四見。第五若有異道人，言：『有限為我，我至誠，其餘者為癡。』是為第五見。第六若有異道人，言：『無限為有我，我至誠，其餘者為癡。』是為第六見。第七若有異道人，言：『有限無限為有我，我至誠，其餘者為癡。』是為第七見。第八若有異道人，言：『亦不有限亦不無限為有我，我至誠，其餘者為癡。』是為第八見。第九若有異道人，言：『一想為有我，我至誠，其餘者為癡。』是為第九見。第十若有異道人，言：『少思想為有我，我至誠，其餘者為癡。』是為第十見。第十一若有異道人，言：『種種思想為有我，我至誠，其餘者為癡。』是為第十一見。第十二若有異道人，言：『無央數思想為有我，我至誠，其餘者為癡。』是為第十二見。第十三若有異道人，言：『一樂為有我，我至誠，其餘者為癡。』是為第十三見。第十四若有異道人，言：『苦為有我，我至誠，其餘者為癡。』是為第十四見。第十五若有異道人，言：『苦樂為有我，我至誠，其餘者為癡。』是為第十五見。第十六若有異道人，言：『亦不苦亦不樂為有我，我至誠，其餘者為癡。』是為第十六見。」　佛言：「其異道人，行想見想，自為世間說想者，皆在是十六見中，不能復過上。佛皆知是，所知復過上絕妙。佛知是，以不譏亦不毀，得無為。佛知痛痒更樂，知方便所從起，佛現無所著受意善解。」

 
부처님께서 말씀하셨다.

“내가 아는 법은 심오하여 깊게 비추며, 나는 모든 것을 분명하게 아니, 만일 어떠한 현자와 제자라도 그것을 듣고 안다면 곧 부처를 찬탄할 것이다.

만일 어떤 외도가 미래겁에 대하여 미래의 일을 보고 미래의 일과 행을 생각하고 헤아릴 수 없는 수의 도로 각각 그 일을 알고 있는 것을 말하기 좋아한다면 이것은 모두 이 44견에 빠진 것이다.

그 외도가 아는 것이 무엇인가? 미래겁에 대하여 미래의 일과 행을 알고 헤아릴 수 없는 수의 도로 각각 그 일들을 알고 있는 것을 말하기 좋아한다. 만일 어떤 외도가 행에 대한 상[行想]과 견해에 대한 상[見想]을 지니고 스스로 세간 사람들에게 상(想)을 말하면 16견에 빠진 것이다.

그 외도가 아는 것이 무엇인가? 행에 대한 상과 견해에 대한 상을 지니고 스스로 세간을 향하여 상을 말하면 16견에 빠진 것이다.

그 외도의 소견이 이와 같고 행이 이와 같아서 '아(我)와 색(色)이 있어 후세의 상이 된다'고 하면서 '나의 말만이 진실하고, 그 밖의 것은 어리석다'라고 말하니, 이것이 첫 번째 견해이다.

어떤 외도가 '색은 없고 아(我)가 있어서 후세는 없다'고 말하면서 '나의 말만이 진실하고, 그 밖의 것은 어리석다'고 하니, 이것이 두 번째 견해이다.

어떤 외도가 행에 대한 상과 견해에 대한 상을 지니고 스스로 세간 사람들에게 상을 말하기를, '색이 있기도 하고 색이 없기도 하며 아(我)는 있다. 내가 말한 것만이 진실하고, 그 밖의 것은 어리석다'고 하니, 이것이 세 번째 견해이다.

어떤 외도가 '또한 색이 있는 것도 아니고 색이 없는 것도 아니며 아(我)는 있다. 나의 말만이 진실하고, 그 밖의 것은 어리석다'고 하니, 이것이 네 번째 견해이다.

다섯째, 어떤 외도가 '세간은 유한하고 아(我)는 있다. 나의 말만이 진실하고, 그 밖의 것은 어리석다'고 하니, 이것이 다섯 번째 견해이다.

여섯째, 어떤 외도가 '세간은 무한하고 아(我)는 있다. 나의 말만이 진실하고, 그 밖의 것은 어리석다'고 하니, 이것이 여섯 번째 견해이다.

일곱째, 어떤 외도가 '세간은 유한하기도 하고 무한하기도 하며 아(我)는 있다. 나의 말만이 진실하고, 그 밖의 것은 어리석다'고 하니, 이것이 일곱 번째 견해이다.

여덟째, 어떤 외도가 '세간은 유한하지도 않고 무한하지도 않으며 아(我)는 있다. 나의 말만이 진실하고, 그 밖의 것은 어리석다'고 하니, 이것이 여덟 번째 견해이다.

아홉째, 어떤 외도가 '하나의 상(想)이 있는 것이 아(我)가 있는 것이다. 나의 말만이 진실하고, 그 밖의 것은 어리석다'라고 하니, 이것이 아홉 번째 견해이다.

열째, 어떤 외도가 '몇몇의 사상(思想)을 지닌 것이 아(我)가 있는 것이다. 나의 말만이 진실하고, 그 밖의 것들은 어리석다'고 하니, 이것이 열 번째 견해이다.

열한째, 어떤 외도가 '가지가지의 사상을 지닌 것이 아(我)가 있는 것이다. 나의 말만이 진실하고, 그 밖의 것은 어리석다'고 하니, 이것이 열한 번째 견해이다.

열두째, 어떤 외도가 '끝없이 많은 수의 사상을 지닌 것이 아(我)가 있는 것이다. 나의 말만이 진실하고, 그 밖의 것은 어리석다'고 하니, 이것이 열두 번째 견해이다.

열셋째, 어떤 외도가 '하나의 즐거움을 지닌 것이 아(我)가 있는 것이다. 나의 말만이 진실하고, 그 밖의 것은 어리석다'고 하니, 이것이 열세 번째 견해이다.

열넷째, 어떤 외도가 '괴로움을 지닌 것이 아(我)가 있는 것이다. 나의 말만이 진실하고, 그 밖의 것은 어리석다'고 하니, 이것이 열네 번째 견해이다.

열다섯째, 어떤 외도가 '괴로움과 즐거움을 지닌 것이 아(我)가 있는 것이다. 나의 말만이 진실하고, 그 밖의 것은 어리석다'고 하니, 이것이 열다섯 번째 견해이다.

열여섯째, 어떤 외도가 '또한 괴롭지도 않고 또 즐겁지도 않은 것이 아(我)가 있는 것이다. 나의 말만이 진실하고, 그 밖의 것은 어리석다'고 하니, 이것이 열여섯 번째 견해이다.”

부처님께서 말씀하셨다.

“그 외도가 행에 대한 상과 견해에 대한 상을 지니고 세간 사람들에게 상(想)을 말하는 것은 모두 이 16견에 빠져 있어 다시 이것을 벗어나지 못한다. 부처는 이것을 모두 알고, 아는 것이 이것을 뛰어넘어 절묘하게 안다. 그러므로 나무라지도 않고 비방하지도 않으며 무위를 얻었다. 부처는 통양(痛痒)으로 바뀌는 즐거움임을 알고, 방편이 일어난 유래를 알아 지금 집착도 받아들임도 없는 뜻으로 해탈하였다.”
 — 《불설범망육십이견경》. 한문본 & 한글본
 依想受異故作是說。我有一想我有種種想我有小想我有無量想。我純有樂我純有苦。我有苦有樂我無苦無樂死後有想。(1)
 
我有無量想者。謂執無量色為我或執無量無色為我。若執無量色為我。彼執色我遍一切處。彼執想為我。所依無量身故緣無量境故名無量想。我與彼合名有無量想。此在欲界全色界一分。除無想天。許無色界亦有色者。此亦在彼前三無色。若執無量無色為我。彼或執受為我想為我所。彼想依無量身故緣無量境故名無量想。我與彼合故名有無量想。執行為我執識為我。廣說亦爾。若執想為我。彼想依無量身故緣無量境故名無量想。彼執無量想為我性故。或有想用故名有無量想。此在欲界乃至無所有處。除無想天。
如是四種或依尋伺或依等至皆容得起。
 — 《아비달마대비바사론》 제200권. 한문본

### 무상론 (8견)
무상론(無想論) 또는 무상8론(無想八論)의 문자 그대로의 뜻은 '생각이 없다는 견해 또는 이론'으로 이 생을 마치면 의식, 마음 또는 영혼은 존재하지 않게 된다는 견해를 뜻한다.  즉, 의식의 지속 또는 상속이 없다는 견해를 뜻한다.
무상론에는 무상론 초견부터 제8견까지 총 8가지 견해가 있다. 이 8가지 견해는 크게 2그룹으로 나뉜다.
1. 첫 번째 그룹은 이 생을 마친 뒤에 의식이 없는 존재가 되는데, 즉, 의식 또는 영혼은 존재하지 않게 되는데, 이와 더불어 몸[色]도 없게 되는가 대한 견해로 총 4가지가 있다. 달리 말해, 죽으면 육체도 영혼과 마찬가지로 영원히 소멸하는가에 대한 견해이다.
2. 두 번째 그룹은 이 생을 마친 뒤에 의식이 없는 존재가 되는데, 즉, 의식 또는 영혼은 존재하지 않게 되는데, 이와 더불어 한계[邊]가 있는 존재, 즉, 의식 또는 영혼이 존재하지 않게 되는 것에 한계가 있는 것인가에 견해로 총 4가지가 있다. 달리 말해, 무상(無想)의 상태, 즉, 영혼의 소멸 상태가 일시적인 것인가 영원한 것인가에 대한 견해이다.

《유가사지론》 제87권에서는 무상론을 동일하게 무상론(無想論)이라 부르고 있다.

#### 무상론 제1그룹 (4견)

##### (35) 무상론 초견
諸有沙門、婆羅門作如是見，作如是論：『我此終後，生有色無想，此實餘虛。』

 
여러 사문 바라문들은 이러한 견해를 가지고 이러한 주장을 한다.

'나는 이 생을 마친 뒤에 몸은 있고 생각은 없는 존재[有色無想]로 태어난다. 이것이 진실이고 다른 것은 거짓이다.'
 — 《장아함경》 제14권 〈21. 범동경(梵動經)〉. 한문본 & 한글본
對色四者。我此終後有色無想。是為初見。無色無想。是為二見。亦有色無色無想。是為三見。非有色非無色無想。是為四見。— 《대승의장》 제6권 〈62견의(六十二見義)〉. 한문본

2. Doctrines of Non-percipient Immortality (Asaññīvāda): Views 35–42

78. "There are, bhikkhus, some recluses and brahmins who maintain a doctrine of non-percipient immortality, and who on eight grounds proclaim the self to survive non-percipient after death. And owing to what, with reference to what, do these honorable recluses and brahmins proclaim their views?

79. "They proclaim: 'The self is immutable after death, non-percipient, and:

 A.

 1. material

 2. immaterial

 3. both material and immaterial

 4. neither material nor immaterial

 B.

 1. finite

 2. infinite

 3. both finite and infinite

 4. neither finite nor infinite.'

80. "It is on these eight grounds, bhikkhus, that those recluses and brahmins who maintain a doctrine of non-percipient immortality proclaim the self to survive non-percipient after death. Whatever recluses or brahmins maintain a doctrine of non -percipient immortality, all of them do so on these eight grounds or on a certain one of them. Outside of these there is none.

"This, bhikkhus, the Tathāgata understands... and it is concerning these that those who would rightly praise the Tathāgata in accordance with reality would speak.— 《Brahmajāla Sutta: The All-embracing Net of Views》, Bhikkhu Bodhi의 팔리어 경전의 영역. 영문본

 佛言：「我所知法，深奧深照，我悉了。若有賢者弟子聞知之，便嗟歎佛。若有異道人，於當來劫中，見當來事，念昔時行，於不可計道，各樂解說其事，悉在四十四見中。其異道人何？謂若有異道人，行無常見無常，自為世間人說無常，悉在八見中。其異道人所行何？謂行無想見無想，自為世間人說無想。其異道人，見如是行如是，有色為有我無想，死無後世。言：『我至誠，其餘者為癡。』是為第一見。第二若有異道人，所知何？謂行無想見無想，自為世間人說無想，謂：『無色為有我無想，死無後世，我至誠，其餘者為癡。』是為第二見。第三見若有異道人，言：『有色無色為有我無想，死無後世，我至誠，其餘者為癡。』是為第三見。第四見若有異道人，亦非有色亦不無色，為有我及世，死無後世，我至誠，其餘者為癡。是為第四見。第五見若有異道人，言：『我為與世有限，我至誠，其餘者為癡。』是為第五見。第六見若有異道人，言：『我與世無限，我至誠，其餘者為癡。』是為第六見。第七見若有異道人，有限無限，我至誠，其餘者為癡。是為第七見。第八見若有異道人，言：『亦不有限亦非無限，我至誠，其餘者為癡。』是為第八見。」

 
부처님께서 말씀하셨다.

“내가 아는 법은 심오하여 깊게 비추며, 나는 모든 것을 분명하게 아니, 만일 어떠한 현자와 제자라도 그것을 듣고 안다면 곧 부처를 찬탄할 것이다.

어떤 외도가 미래겁에 대하여 미래의 일을 보고 옛날의 행을 기억하고, 헤아릴 수 없는 수의 도로 각각 그 일을 알고 말하기를 좋아하는 것은 모두 이 44견에 빠진 것이다.

그 외도는 무엇을 말하는가? 어떤 외도가 행(行)이 무상(無常)하고, 보는 것이 무상하다는 견해를 지니고 세간 사람들에게 무상을 말하는 것은 모두 8견에 빠진 것이다.

그 외도가 행하는 것이 무엇인가? 행(行)에 대한 (想)이 없고 견해에 대한 상(想)이 없다는 견해를 지니고, 스스로 세간 사람들에게 상(想)이 없다고 말한다. 그 외도의 견해가 이와 같고 행이 이와 같아, '색(色)이 있고, 아(我)가 있지만 상(想)이 없어 죽은 후에 후세가 없다'고 말하면서 '나의 말만이 진실하고, 그 밖의 것은 어리석다'고 하니, 이것이 첫 번째 견해이다.

둘째, 어떤 외도가 아는 것이 무엇인가? 행에 대한 상이 없고 견해에 대한 상이 없다는 견해를 지니고, 스스로 세간 사람들에게 상(想)이 없음을 말하며, 즉 '색(色)이 없고 아(我)가 있고 상(想)이 없어서 죽은 후에 후세가 없다. 나의 말만이 진실하고, 그 밖의 것은 어리석다'고 하니, 이것이 두 번째 견해이다.

세 번째 견해, 어떤 외도가 '색이 있기도 하고 색이 없기도 하며, 아(我)는 있지만 상(想)이 없어 죽은 후에 후세가 없다. 나의 말만이 진실하고, 그 밖의 것은 어리석다'고 하니, 이것이 세 번째 견해이다.

네 번째 견해, 어떤 외도가 '색이 있는 것도 아니고 색이 없는 것도 아니며, 아(我)와 세계는 있지만 죽은 후에 후세가 없다. 나의 말만이 진실하고, 그 밖의 것은 어리석다'고 하니, 이것이 네 번째 견해이다.

다섯 번째 견해, 어떤 외도가 '아(我)와 세계는 유한하다. 나의 말만이 진실하고, 그 밖의 것은 어리석다'고 하니, 이것이 다섯 번째 견해이다.

여섯 번째 견해, 어떤 외도가 '아(我)와 세계는 무한하다. 나의 말만이 진실하고, 그 밖의 것은 어리석다'고 하니, 이것이 여섯 번째 견해이다.

일곱 번째 견해, 어떤 외도가 '유한하기도 하고 무한하기도 하다. 나의 말만이 진실하고, 그 밖의 것은 어리석다'고 하니, 이것이 일곱 번째 견해이다.

여덟 번째 견해, 어떤 외도가 '유한하지도 않고 또한 무한하지도 않다. 나의 말만이 진실하고, 그 밖의 것은 어리석다'고 하니, 이것이 여덟 번째 견해이다.”
 — 《불설범망육십이견경》. 한문본 & 한글본
八無想論者。謂有色等四有邊等四。
有色等四者。一執我有色死後無想。謂彼執色為我得無想定。及見他得彼定生無想有情天便作是念。我有色死後無想。當生無想有情天中想不起故。諸尋伺者執色為我。見有風癎熟眠悶絕苦受所切似全無想便作是念。我雖有色而無其想。如於此世他世亦爾。— 《아비달마대비바사론》 제200권. 한문본

##### (36) 무상론 제2견
「有言：『我此終後，生無色無想，此實餘虛。』

 
어떤 자는 말한다.

'나는 이 생을 마친 뒤에 몸도 없고 생각도 없는 존재[無色無想]로 태어난다. 이것이 진실이고 다른 것은 거짓이다.'
 — 《장아함경》 제14권 〈21. 범동경(梵動經)〉. 한문본 & 한글본
對色四者。我此終後有色無想。是為初見。無色無想。是為二見。亦有色無色無想。是為三見。非有色非無色無想。是為四見。— 《대승의장》 제6권 〈62견의(六十二見義)〉. 한문본

2. Doctrines of Non-percipient Immortality (Asaññīvāda): Views 35–42

78. "There are, bhikkhus, some recluses and brahmins who maintain a doctrine of non-percipient immortality, and who on eight grounds proclaim the self to survive non-percipient after death. And owing to what, with reference to what, do these honorable recluses and brahmins proclaim their views?

79. "They proclaim: 'The self is immutable after death, non-percipient, and:

 A.

 1. material

 2. immaterial

 3. both material and immaterial

 4. neither material nor immaterial

 B.

 1. finite

 2. infinite

 3. both finite and infinite

 4. neither finite nor infinite.'

80. "It is on these eight grounds, bhikkhus, that those recluses and brahmins who maintain a doctrine of non-percipient immortality proclaim the self to survive non-percipient after death. Whatever recluses or brahmins maintain a doctrine of non -percipient immortality, all of them do so on these eight grounds or on a certain one of them. Outside of these there is none.

"This, bhikkhus, the Tathāgata understands... and it is concerning these that those who would rightly praise the Tathāgata in accordance with reality would speak.— 《Brahmajāla Sutta: The All-embracing Net of Views》, Bhikkhu Bodhi의 팔리어 경전의 영역. 영문본

 佛言：「我所知法，深奧深照，我悉了。若有賢者弟子聞知之，便嗟歎佛。若有異道人，於當來劫中，見當來事，念昔時行，於不可計道，各樂解說其事，悉在四十四見中。其異道人何？謂若有異道人，行無常見無常，自為世間人說無常，悉在八見中。其異道人所行何？謂行無想見無想，自為世間人說無想。其異道人，見如是行如是，有色為有我無想，死無後世。言：『我至誠，其餘者為癡。』是為第一見。第二若有異道人，所知何？謂行無想見無想，自為世間人說無想，謂：『無色為有我無想，死無後世，我至誠，其餘者為癡。』是為第二見。第三見若有異道人，言：『有色無色為有我無想，死無後世，我至誠，其餘者為癡。』是為第三見。第四見若有異道人，亦非有色亦不無色，為有我及世，死無後世，我至誠，其餘者為癡。是為第四見。第五見若有異道人，言：『我為與世有限，我至誠，其餘者為癡。』是為第五見。第六見若有異道人，言：『我與世無限，我至誠，其餘者為癡。』是為第六見。第七見若有異道人，有限無限，我至誠，其餘者為癡。是為第七見。第八見若有異道人，言：『亦不有限亦非無限，我至誠，其餘者為癡。』是為第八見。」

 
부처님께서 말씀하셨다.

“내가 아는 법은 심오하여 깊게 비추며, 나는 모든 것을 분명하게 아니, 만일 어떠한 현자와 제자라도 그것을 듣고 안다면 곧 부처를 찬탄할 것이다.

어떤 외도가 미래겁에 대하여 미래의 일을 보고 옛날의 행을 기억하고, 헤아릴 수 없는 수의 도로 각각 그 일을 알고 말하기를 좋아하는 것은 모두 이 44견에 빠진 것이다.

그 외도는 무엇을 말하는가? 어떤 외도가 행(行)이 무상(無常)하고, 보는 것이 무상하다는 견해를 지니고 세간 사람들에게 무상을 말하는 것은 모두 8견에 빠진 것이다.

그 외도가 행하는 것이 무엇인가? 행(行)에 대한 (想)이 없고 견해에 대한 상(想)이 없다는 견해를 지니고, 스스로 세간 사람들에게 상(想)이 없다고 말한다. 그 외도의 견해가 이와 같고 행이 이와 같아, '색(色)이 있고, 아(我)가 있지만 상(想)이 없어 죽은 후에 후세가 없다'고 말하면서 '나의 말만이 진실하고, 그 밖의 것은 어리석다'고 하니, 이것이 첫 번째 견해이다.

둘째, 어떤 외도가 아는 것이 무엇인가? 행에 대한 상이 없고 견해에 대한 상이 없다는 견해를 지니고, 스스로 세간 사람들에게 상(想)이 없음을 말하며, 즉 '색(色)이 없고 아(我)가 있고 상(想)이 없어서 죽은 후에 후세가 없다. 나의 말만이 진실하고, 그 밖의 것은 어리석다'고 하니, 이것이 두 번째 견해이다.

세 번째 견해, 어떤 외도가 '색이 있기도 하고 색이 없기도 하며, 아(我)는 있지만 상(想)이 없어 죽은 후에 후세가 없다. 나의 말만이 진실하고, 그 밖의 것은 어리석다'고 하니, 이것이 세 번째 견해이다.

네 번째 견해, 어떤 외도가 '색이 있는 것도 아니고 색이 없는 것도 아니며, 아(我)와 세계는 있지만 죽은 후에 후세가 없다. 나의 말만이 진실하고, 그 밖의 것은 어리석다'고 하니, 이것이 네 번째 견해이다.

다섯 번째 견해, 어떤 외도가 '아(我)와 세계는 유한하다. 나의 말만이 진실하고, 그 밖의 것은 어리석다'고 하니, 이것이 다섯 번째 견해이다.

여섯 번째 견해, 어떤 외도가 '아(我)와 세계는 무한하다. 나의 말만이 진실하고, 그 밖의 것은 어리석다'고 하니, 이것이 여섯 번째 견해이다.

일곱 번째 견해, 어떤 외도가 '유한하기도 하고 무한하기도 하다. 나의 말만이 진실하고, 그 밖의 것은 어리석다'고 하니, 이것이 일곱 번째 견해이다.

여덟 번째 견해, 어떤 외도가 '유한하지도 않고 또한 무한하지도 않다. 나의 말만이 진실하고, 그 밖의 것은 어리석다'고 하니, 이것이 여덟 번째 견해이다.”
 — 《불설범망육십이견경》. 한문본 & 한글본
二執我無色死後無想。謂彼執命根為我得無想定。及見他得彼定生無想有情天。便作是念。我無色死後無想當生無想有情天中。想不起故。諸尋伺者執命根為我。見有風癎熟眠悶絕苦受所切似全無想。便作是念。我無色亦無想。如於此世他世亦爾。有尋伺者除想執餘三蘊為我。亦容執我無色死後無想。— 《아비달마대비바사론》 제200권. 한문본

##### (37) 무상론 제3견
有言：『我此終後，生有色無色無想，此實餘虛。』

 
어떤 자는 말한다.

'나는 이 생을 마친 뒤에 몸이 있기도 하고 몸이 없기도 하지만 생각은 없는 존재[有色無色無想]로 태어난다. 이것이 진실이고 다른 것은 거짓이다.'
 — 《장아함경》 제14권 〈21. 범동경(梵動經)〉. 한문본 & 한글본
對色四者。我此終後有色無想。是為初見。無色無想。是為二見。亦有色無色無想。是為三見。非有色非無色無想。是為四見。— 《대승의장》 제6권 〈62견의(六十二見義)〉. 한문본

2. Doctrines of Non-percipient Immortality (Asaññīvāda): Views 35–42

78. "There are, bhikkhus, some recluses and brahmins who maintain a doctrine of non-percipient immortality, and who on eight grounds proclaim the self to survive non-percipient after death. And owing to what, with reference to what, do these honorable recluses and brahmins proclaim their views?

79. "They proclaim: 'The self is immutable after death, non-percipient, and:

 A.

 1. material

 2. immaterial

 3. both material and immaterial

 4. neither material nor immaterial

 B.

 1. finite

 2. infinite

 3. both finite and infinite

 4. neither finite nor infinite.'

80. "It is on these eight grounds, bhikkhus, that those recluses and brahmins who maintain a doctrine of non-percipient immortality proclaim the self to survive non-percipient after death. Whatever recluses or brahmins maintain a doctrine of non -percipient immortality, all of them do so on these eight grounds or on a certain one of them. Outside of these there is none.

"This, bhikkhus, the Tathāgata understands... and it is concerning these that those who would rightly praise the Tathāgata in accordance with reality would speak.— 《Brahmajāla Sutta: The All-embracing Net of Views》, Bhikkhu Bodhi의 팔리어 경전의 영역. 영문본

 佛言：「我所知法，深奧深照，我悉了。若有賢者弟子聞知之，便嗟歎佛。若有異道人，於當來劫中，見當來事，念昔時行，於不可計道，各樂解說其事，悉在四十四見中。其異道人何？謂若有異道人，行無常見無常，自為世間人說無常，悉在八見中。其異道人所行何？謂行無想見無想，自為世間人說無想。其異道人，見如是行如是，有色為有我無想，死無後世。言：『我至誠，其餘者為癡。』是為第一見。第二若有異道人，所知何？謂行無想見無想，自為世間人說無想，謂：『無色為有我無想，死無後世，我至誠，其餘者為癡。』是為第二見。第三見若有異道人，言：『有色無色為有我無想，死無後世，我至誠，其餘者為癡。』是為第三見。第四見若有異道人，亦非有色亦不無色，為有我及世，死無後世，我至誠，其餘者為癡。是為第四見。第五見若有異道人，言：『我為與世有限，我至誠，其餘者為癡。』是為第五見。第六見若有異道人，言：『我與世無限，我至誠，其餘者為癡。』是為第六見。第七見若有異道人，有限無限，我至誠，其餘者為癡。是為第七見。第八見若有異道人，言：『亦不有限亦非無限，我至誠，其餘者為癡。』是為第八見。」

 
부처님께서 말씀하셨다.

“내가 아는 법은 심오하여 깊게 비추며, 나는 모든 것을 분명하게 아니, 만일 어떠한 현자와 제자라도 그것을 듣고 안다면 곧 부처를 찬탄할 것이다.

어떤 외도가 미래겁에 대하여 미래의 일을 보고 옛날의 행을 기억하고, 헤아릴 수 없는 수의 도로 각각 그 일을 알고 말하기를 좋아하는 것은 모두 이 44견에 빠진 것이다.

그 외도는 무엇을 말하는가? 어떤 외도가 행(行)이 무상(無常)하고, 보는 것이 무상하다는 견해를 지니고 세간 사람들에게 무상을 말하는 것은 모두 8견에 빠진 것이다.

그 외도가 행하는 것이 무엇인가? 행(行)에 대한 (想)이 없고 견해에 대한 상(想)이 없다는 견해를 지니고, 스스로 세간 사람들에게 상(想)이 없다고 말한다. 그 외도의 견해가 이와 같고 행이 이와 같아, '색(色)이 있고, 아(我)가 있지만 상(想)이 없어 죽은 후에 후세가 없다'고 말하면서 '나의 말만이 진실하고, 그 밖의 것은 어리석다'고 하니, 이것이 첫 번째 견해이다.

둘째, 어떤 외도가 아는 것이 무엇인가? 행에 대한 상이 없고 견해에 대한 상이 없다는 견해를 지니고, 스스로 세간 사람들에게 상(想)이 없음을 말하며, 즉 '색(色)이 없고 아(我)가 있고 상(想)이 없어서 죽은 후에 후세가 없다. 나의 말만이 진실하고, 그 밖의 것은 어리석다'고 하니, 이것이 두 번째 견해이다.

세 번째 견해, 어떤 외도가 '색이 있기도 하고 색이 없기도 하며, 아(我)는 있지만 상(想)이 없어 죽은 후에 후세가 없다. 나의 말만이 진실하고, 그 밖의 것은 어리석다'고 하니, 이것이 세 번째 견해이다.

네 번째 견해, 어떤 외도가 '색이 있는 것도 아니고 색이 없는 것도 아니며, 아(我)와 세계는 있지만 죽은 후에 후세가 없다. 나의 말만이 진실하고, 그 밖의 것은 어리석다'고 하니, 이것이 네 번째 견해이다.

다섯 번째 견해, 어떤 외도가 '아(我)와 세계는 유한하다. 나의 말만이 진실하고, 그 밖의 것은 어리석다'고 하니, 이것이 다섯 번째 견해이다.

여섯 번째 견해, 어떤 외도가 '아(我)와 세계는 무한하다. 나의 말만이 진실하고, 그 밖의 것은 어리석다'고 하니, 이것이 여섯 번째 견해이다.

일곱 번째 견해, 어떤 외도가 '유한하기도 하고 무한하기도 하다. 나의 말만이 진실하고, 그 밖의 것은 어리석다'고 하니, 이것이 일곱 번째 견해이다.

여덟 번째 견해, 어떤 외도가 '유한하지도 않고 또한 무한하지도 않다. 나의 말만이 진실하고, 그 밖의 것은 어리석다'고 하니, 이것이 여덟 번째 견해이다.”
 — 《불설범망육십이견경》. 한문본 & 한글본
三執我亦有色亦無色死後無想。謂彼執色命根為我。彼於此二起一我想。由彼各別分別此二不得實我。猶如各別分別甘等不得總味。彼執此二為一我已得無想定。及見他得彼定生無想有情天。便作是念。我亦有色亦無色死後無想。當生無想有情天中。想不起故。諸尋伺者執色命根為我。見有風癎熟眠悶絕苦受所切似全無想。便作是念。我亦有色亦無色而全無想。如於此世他世亦爾。有尋伺者除想執餘四蘊為我亦容執我亦有色亦無色死後無想。— 《아비달마대비바사론》 제200권. 한문본

##### (38) 무상론 제4견
有言：『我此終後，生非有色非無色無想，此實餘虛。』

 
어떤 자는 말한다.

'나는 이 생을 마친 뒤에 몸이 있는 것도 아니고 몸이 없는 것도 아니지만 생각 없는 존재[非有色非無色無想]로 태어난다. 이것이 진실이고 다른 것은 거짓이다.'
 — 《장아함경》 제14권 〈21. 범동경(梵動經)〉. 한문본 & 한글본
對色四者。我此終後有色無想。是為初見。無色無想。是為二見。亦有色無色無想。是為三見。非有色非無色無想。是為四見。— 《대승의장》 제6권 〈62견의(六十二見義)〉. 한문본

2. Doctrines of Non-percipient Immortality (Asaññīvāda): Views 35–42

78. "There are, bhikkhus, some recluses and brahmins who maintain a doctrine of non-percipient immortality, and who on eight grounds proclaim the self to survive non-percipient after death. And owing to what, with reference to what, do these honorable recluses and brahmins proclaim their views?

79. "They proclaim: 'The self is immutable after death, non-percipient, and:

 A.

 1. material

 2. immaterial

 3. both material and immaterial

 4. neither material nor immaterial

 B.

 1. finite

 2. infinite

 3. both finite and infinite

 4. neither finite nor infinite.'

80. "It is on these eight grounds, bhikkhus, that those recluses and brahmins who maintain a doctrine of non-percipient immortality proclaim the self to survive non-percipient after death. Whatever recluses or brahmins maintain a doctrine of non -percipient immortality, all of them do so on these eight grounds or on a certain one of them. Outside of these there is none.

"This, bhikkhus, the Tathāgata understands... and it is concerning these that those who would rightly praise the Tathāgata in accordance with reality would speak.— 《Brahmajāla Sutta: The All-embracing Net of Views》, Bhikkhu Bodhi의 팔리어 경전의 영역. 영문본

 佛言：「我所知法，深奧深照，我悉了。若有賢者弟子聞知之，便嗟歎佛。若有異道人，於當來劫中，見當來事，念昔時行，於不可計道，各樂解說其事，悉在四十四見中。其異道人何？謂若有異道人，行無常見無常，自為世間人說無常，悉在八見中。其異道人所行何？謂行無想見無想，自為世間人說無想。其異道人，見如是行如是，有色為有我無想，死無後世。言：『我至誠，其餘者為癡。』是為第一見。第二若有異道人，所知何？謂行無想見無想，自為世間人說無想，謂：『無色為有我無想，死無後世，我至誠，其餘者為癡。』是為第二見。第三見若有異道人，言：『有色無色為有我無想，死無後世，我至誠，其餘者為癡。』是為第三見。第四見若有異道人，亦非有色亦不無色，為有我及世，死無後世，我至誠，其餘者為癡。是為第四見。第五見若有異道人，言：『我為與世有限，我至誠，其餘者為癡。』是為第五見。第六見若有異道人，言：『我與世無限，我至誠，其餘者為癡。』是為第六見。第七見若有異道人，有限無限，我至誠，其餘者為癡。是為第七見。第八見若有異道人，言：『亦不有限亦非無限，我至誠，其餘者為癡。』是為第八見。」

 
부처님께서 말씀하셨다.

“내가 아는 법은 심오하여 깊게 비추며, 나는 모든 것을 분명하게 아니, 만일 어떠한 현자와 제자라도 그것을 듣고 안다면 곧 부처를 찬탄할 것이다.

어떤 외도가 미래겁에 대하여 미래의 일을 보고 옛날의 행을 기억하고, 헤아릴 수 없는 수의 도로 각각 그 일을 알고 말하기를 좋아하는 것은 모두 이 44견에 빠진 것이다.

그 외도는 무엇을 말하는가? 어떤 외도가 행(行)이 무상(無常)하고, 보는 것이 무상하다는 견해를 지니고 세간 사람들에게 무상을 말하는 것은 모두 8견에 빠진 것이다.

그 외도가 행하는 것이 무엇인가? 행(行)에 대한 (想)이 없고 견해에 대한 상(想)이 없다는 견해를 지니고, 스스로 세간 사람들에게 상(想)이 없다고 말한다. 그 외도의 견해가 이와 같고 행이 이와 같아, '색(色)이 있고, 아(我)가 있지만 상(想)이 없어 죽은 후에 후세가 없다'고 말하면서 '나의 말만이 진실하고, 그 밖의 것은 어리석다'고 하니, 이것이 첫 번째 견해이다.

둘째, 어떤 외도가 아는 것이 무엇인가? 행에 대한 상이 없고 견해에 대한 상이 없다는 견해를 지니고, 스스로 세간 사람들에게 상(想)이 없음을 말하며, 즉 '색(色)이 없고 아(我)가 있고 상(想)이 없어서 죽은 후에 후세가 없다. 나의 말만이 진실하고, 그 밖의 것은 어리석다'고 하니, 이것이 두 번째 견해이다.

세 번째 견해, 어떤 외도가 '색이 있기도 하고 색이 없기도 하며, 아(我)는 있지만 상(想)이 없어 죽은 후에 후세가 없다. 나의 말만이 진실하고, 그 밖의 것은 어리석다'고 하니, 이것이 세 번째 견해이다.

네 번째 견해, 어떤 외도가 '색이 있는 것도 아니고 색이 없는 것도 아니며, 아(我)와 세계는 있지만 죽은 후에 후세가 없다. 나의 말만이 진실하고, 그 밖의 것은 어리석다'고 하니, 이것이 네 번째 견해이다.

다섯 번째 견해, 어떤 외도가 '아(我)와 세계는 유한하다. 나의 말만이 진실하고, 그 밖의 것은 어리석다'고 하니, 이것이 다섯 번째 견해이다.

여섯 번째 견해, 어떤 외도가 '아(我)와 세계는 무한하다. 나의 말만이 진실하고, 그 밖의 것은 어리석다'고 하니, 이것이 여섯 번째 견해이다.

일곱 번째 견해, 어떤 외도가 '유한하기도 하고 무한하기도 하다. 나의 말만이 진실하고, 그 밖의 것은 어리석다'고 하니, 이것이 일곱 번째 견해이다.

여덟 번째 견해, 어떤 외도가 '유한하지도 않고 또한 무한하지도 않다. 나의 말만이 진실하고, 그 밖의 것은 어리석다'고 하니, 이것이 여덟 번째 견해이다.”
 — 《불설범망육십이견경》. 한문본 & 한글본
 三執我亦有色亦無色死後無想。謂彼執色命根為我。彼於此二起一我想。由彼各別分別此二不得實我。猶如各別分別甘等不得總味。彼執此二為一我已得無想定。及見他得彼定生無想有情天。便作是念。我亦有色亦無色死後無想。當生無想有情天中。想不起故。諸尋伺者執色命根為我。見有風癎熟眠悶絕苦受所切似全無想。便作是念。我亦有色亦無色而全無想。如於此世他世亦爾。有尋伺者除想執餘四蘊為我亦容執我亦有色亦無色死後無想。

 — 《아비달마대비바사론》 제200권. 한문본
四執我非有色非無色死後無想。即遮第三為此第四。三門異說如前應知。
 — 《아비달마대비바사론》 제200권. 한문본

#### 무상론 제2그룹 (4견)

##### (39) 무상론 제5견
有言：『我此終後，生有邊無想，此實餘虛。』

 
어떤 자는 말한다.

'나는 이 생을 마친 뒤에 끝이 있고 생각이 없는 존재[有邊無想]로 태어난다. 이것이 진실이고 다른 것은 거짓이다.'
 — 《장아함경》 제14권 〈21. 범동경(梵動經)〉. 한문본 & 한글본
對邊四者。我此終後有邊無想。是為初見。無邊無想。是為二見。亦有邊亦無邊無想。是為三見。非有邊非無邊無想。是為四見。— 《대승의장》 제6권 〈62견의(六十二見義)〉. 한문본

2. Doctrines of Non-percipient Immortality (Asaññīvāda): Views 35–42

78. "There are, bhikkhus, some recluses and brahmins who maintain a doctrine of non-percipient immortality, and who on eight grounds proclaim the self to survive non-percipient after death. And owing to what, with reference to what, do these honorable recluses and brahmins proclaim their views?

79. "They proclaim: 'The self is immutable after death, non-percipient, and:

 A.

 1. material

 2. immaterial

 3. both material and immaterial

 4. neither material nor immaterial

 B.

 1. finite

 2. infinite

 3. both finite and infinite

 4. neither finite nor infinite.'

80. "It is on these eight grounds, bhikkhus, that those recluses and brahmins who maintain a doctrine of non-percipient immortality proclaim the self to survive non-percipient after death. Whatever recluses or brahmins maintain a doctrine of non -percipient immortality, all of them do so on these eight grounds or on a certain one of them. Outside of these there is none.

"This, bhikkhus, the Tathāgata understands... and it is concerning these that those who would rightly praise the Tathāgata in accordance with reality would speak.— 《Brahmajāla Sutta: The All-embracing Net of Views》, Bhikkhu Bodhi의 팔리어 경전의 영역. 영문본

 佛言：「我所知法，深奧深照，我悉了。若有賢者弟子聞知之，便嗟歎佛。若有異道人，於當來劫中，見當來事，念昔時行，於不可計道，各樂解說其事，悉在四十四見中。其異道人何？謂若有異道人，行無常見無常，自為世間人說無常，悉在八見中。其異道人所行何？謂行無想見無想，自為世間人說無想。其異道人，見如是行如是，有色為有我無想，死無後世。言：『我至誠，其餘者為癡。』是為第一見。第二若有異道人，所知何？謂行無想見無想，自為世間人說無想，謂：『無色為有我無想，死無後世，我至誠，其餘者為癡。』是為第二見。第三見若有異道人，言：『有色無色為有我無想，死無後世，我至誠，其餘者為癡。』是為第三見。第四見若有異道人，亦非有色亦不無色，為有我及世，死無後世，我至誠，其餘者為癡。是為第四見。第五見若有異道人，言：『我為與世有限，我至誠，其餘者為癡。』是為第五見。第六見若有異道人，言：『我與世無限，我至誠，其餘者為癡。』是為第六見。第七見若有異道人，有限無限，我至誠，其餘者為癡。是為第七見。第八見若有異道人，言：『亦不有限亦非無限，我至誠，其餘者為癡。』是為第八見。」

 
부처님께서 말씀하셨다.

“내가 아는 법은 심오하여 깊게 비추며, 나는 모든 것을 분명하게 아니, 만일 어떠한 현자와 제자라도 그것을 듣고 안다면 곧 부처를 찬탄할 것이다.

어떤 외도가 미래겁에 대하여 미래의 일을 보고 옛날의 행을 기억하고, 헤아릴 수 없는 수의 도로 각각 그 일을 알고 말하기를 좋아하는 것은 모두 이 44견에 빠진 것이다.

그 외도는 무엇을 말하는가? 어떤 외도가 행(行)이 무상(無常)하고, 보는 것이 무상하다는 견해를 지니고 세간 사람들에게 무상을 말하는 것은 모두 8견에 빠진 것이다.

그 외도가 행하는 것이 무엇인가? 행(行)에 대한 (想)이 없고 견해에 대한 상(想)이 없다는 견해를 지니고, 스스로 세간 사람들에게 상(想)이 없다고 말한다. 그 외도의 견해가 이와 같고 행이 이와 같아, '색(色)이 있고, 아(我)가 있지만 상(想)이 없어 죽은 후에 후세가 없다'고 말하면서 '나의 말만이 진실하고, 그 밖의 것은 어리석다'고 하니, 이것이 첫 번째 견해이다.

둘째, 어떤 외도가 아는 것이 무엇인가? 행에 대한 상이 없고 견해에 대한 상이 없다는 견해를 지니고, 스스로 세간 사람들에게 상(想)이 없음을 말하며, 즉 '색(色)이 없고 아(我)가 있고 상(想)이 없어서 죽은 후에 후세가 없다. 나의 말만이 진실하고, 그 밖의 것은 어리석다'고 하니, 이것이 두 번째 견해이다.

세 번째 견해, 어떤 외도가 '색이 있기도 하고 색이 없기도 하며, 아(我)는 있지만 상(想)이 없어 죽은 후에 후세가 없다. 나의 말만이 진실하고, 그 밖의 것은 어리석다'고 하니, 이것이 세 번째 견해이다.

네 번째 견해, 어떤 외도가 '색이 있는 것도 아니고 색이 없는 것도 아니며, 아(我)와 세계는 있지만 죽은 후에 후세가 없다. 나의 말만이 진실하고, 그 밖의 것은 어리석다'고 하니, 이것이 네 번째 견해이다.

다섯 번째 견해, 어떤 외도가 '아(我)와 세계는 유한하다. 나의 말만이 진실하고, 그 밖의 것은 어리석다'고 하니, 이것이 다섯 번째 견해이다.

여섯 번째 견해, 어떤 외도가 '아(我)와 세계는 무한하다. 나의 말만이 진실하고, 그 밖의 것은 어리석다'고 하니, 이것이 여섯 번째 견해이다.

일곱 번째 견해, 어떤 외도가 '유한하기도 하고 무한하기도 하다. 나의 말만이 진실하고, 그 밖의 것은 어리석다'고 하니, 이것이 일곱 번째 견해이다.

여덟 번째 견해, 어떤 외도가 '유한하지도 않고 또한 무한하지도 않다. 나의 말만이 진실하고, 그 밖의 것은 어리석다'고 하니, 이것이 여덟 번째 견해이다.”
 — 《불설범망육십이견경》. 한문본 & 한글본
有邊等四者。一執我有邊死後無想。謂若執色為我。彼執色我其量狹小。如指節等。若執無色為我。彼執命根為我。遍在身中稱身形量。如是執已得無想定。及見他得彼定生無想有情天。便作是念。我有邊死後無想。當生無想有情天中。想不起故。諸尋伺者亦執彼為我見有風癎。隨其所應。廣如前說。— 《아비달마대비바사론》 제200권. 한문본

##### (40) 무상론 제6견
有言：『我此終後，生無邊無想，此實餘虛。』

 
어떤 자는 말한다.

'나는 이 생을 마친 뒤에 끝도 없고 생각도 없는 존재[無邊無想]로 태어난다. 이것이 진실이고 다른 것은 거짓이다.'
 — 《장아함경》 제14권 〈21. 범동경(梵動經)〉. 한문본 & 한글본
對邊四者。我此終後有邊無想。是為初見。無邊無想。是為二見。亦有邊亦無邊無想。是為三見。非有邊非無邊無想。是為四見。— 《대승의장》 제6권 〈62견의(六十二見義)〉. 한문본

2. Doctrines of Non-percipient Immortality (Asaññīvāda): Views 35–42

78. "There are, bhikkhus, some recluses and brahmins who maintain a doctrine of non-percipient immortality, and who on eight grounds proclaim the self to survive non-percipient after death. And owing to what, with reference to what, do these honorable recluses and brahmins proclaim their views?

79. "They proclaim: 'The self is immutable after death, non-percipient, and:

 A.

 1. material

 2. immaterial

 3. both material and immaterial

 4. neither material nor immaterial

 B.

 1. finite

 2. infinite

 3. both finite and infinite

 4. neither finite nor infinite.'

80. "It is on these eight grounds, bhikkhus, that those recluses and brahmins who maintain a doctrine of non-percipient immortality proclaim the self to survive non-percipient after death. Whatever recluses or brahmins maintain a doctrine of non -percipient immortality, all of them do so on these eight grounds or on a certain one of them. Outside of these there is none.

"This, bhikkhus, the Tathāgata understands... and it is concerning these that those who would rightly praise the Tathāgata in accordance with reality would speak.— 《Brahmajāla Sutta: The All-embracing Net of Views》, Bhikkhu Bodhi의 팔리어 경전의 영역. 영문본

 佛言：「我所知法，深奧深照，我悉了。若有賢者弟子聞知之，便嗟歎佛。若有異道人，於當來劫中，見當來事，念昔時行，於不可計道，各樂解說其事，悉在四十四見中。其異道人何？謂若有異道人，行無常見無常，自為世間人說無常，悉在八見中。其異道人所行何？謂行無想見無想，自為世間人說無想。其異道人，見如是行如是，有色為有我無想，死無後世。言：『我至誠，其餘者為癡。』是為第一見。第二若有異道人，所知何？謂行無想見無想，自為世間人說無想，謂：『無色為有我無想，死無後世，我至誠，其餘者為癡。』是為第二見。第三見若有異道人，言：『有色無色為有我無想，死無後世，我至誠，其餘者為癡。』是為第三見。第四見若有異道人，亦非有色亦不無色，為有我及世，死無後世，我至誠，其餘者為癡。是為第四見。第五見若有異道人，言：『我為與世有限，我至誠，其餘者為癡。』是為第五見。第六見若有異道人，言：『我與世無限，我至誠，其餘者為癡。』是為第六見。第七見若有異道人，有限無限，我至誠，其餘者為癡。是為第七見。第八見若有異道人，言：『亦不有限亦非無限，我至誠，其餘者為癡。』是為第八見。」

 
부처님께서 말씀하셨다.

“내가 아는 법은 심오하여 깊게 비추며, 나는 모든 것을 분명하게 아니, 만일 어떠한 현자와 제자라도 그것을 듣고 안다면 곧 부처를 찬탄할 것이다.

어떤 외도가 미래겁에 대하여 미래의 일을 보고 옛날의 행을 기억하고, 헤아릴 수 없는 수의 도로 각각 그 일을 알고 말하기를 좋아하는 것은 모두 이 44견에 빠진 것이다.

그 외도는 무엇을 말하는가? 어떤 외도가 행(行)이 무상(無常)하고, 보는 것이 무상하다는 견해를 지니고 세간 사람들에게 무상을 말하는 것은 모두 8견에 빠진 것이다.

그 외도가 행하는 것이 무엇인가? 행(行)에 대한 (想)이 없고 견해에 대한 상(想)이 없다는 견해를 지니고, 스스로 세간 사람들에게 상(想)이 없다고 말한다. 그 외도의 견해가 이와 같고 행이 이와 같아, '색(色)이 있고, 아(我)가 있지만 상(想)이 없어 죽은 후에 후세가 없다'고 말하면서 '나의 말만이 진실하고, 그 밖의 것은 어리석다'고 하니, 이것이 첫 번째 견해이다.

둘째, 어떤 외도가 아는 것이 무엇인가? 행에 대한 상이 없고 견해에 대한 상이 없다는 견해를 지니고, 스스로 세간 사람들에게 상(想)이 없음을 말하며, 즉 '색(色)이 없고 아(我)가 있고 상(想)이 없어서 죽은 후에 후세가 없다. 나의 말만이 진실하고, 그 밖의 것은 어리석다'고 하니, 이것이 두 번째 견해이다.

세 번째 견해, 어떤 외도가 '색이 있기도 하고 색이 없기도 하며, 아(我)는 있지만 상(想)이 없어 죽은 후에 후세가 없다. 나의 말만이 진실하고, 그 밖의 것은 어리석다'고 하니, 이것이 세 번째 견해이다.

네 번째 견해, 어떤 외도가 '색이 있는 것도 아니고 색이 없는 것도 아니며, 아(我)와 세계는 있지만 죽은 후에 후세가 없다. 나의 말만이 진실하고, 그 밖의 것은 어리석다'고 하니, 이것이 네 번째 견해이다.

다섯 번째 견해, 어떤 외도가 '아(我)와 세계는 유한하다. 나의 말만이 진실하고, 그 밖의 것은 어리석다'고 하니, 이것이 다섯 번째 견해이다.

여섯 번째 견해, 어떤 외도가 '아(我)와 세계는 무한하다. 나의 말만이 진실하고, 그 밖의 것은 어리석다'고 하니, 이것이 여섯 번째 견해이다.

일곱 번째 견해, 어떤 외도가 '유한하기도 하고 무한하기도 하다. 나의 말만이 진실하고, 그 밖의 것은 어리석다'고 하니, 이것이 일곱 번째 견해이다.

여덟 번째 견해, 어떤 외도가 '유한하지도 않고 또한 무한하지도 않다. 나의 말만이 진실하고, 그 밖의 것은 어리석다'고 하니, 이것이 여덟 번째 견해이다.”
 — 《불설범망육십이견경》. 한문본 & 한글본
二執我無邊死後無想。謂若執色為我。彼執色我遍一切處。若執無色為我。彼執命根為我。亦遍一切處。如是執已得無想定。及見他得彼定生無想有情天。便作是念。我無邊死後無想。當生無想有情天中。想不起故。諸尋伺者亦執彼為我。見有風癎。隨其所應廣如前說。— 《아비달마대비바사론》 제200권. 한문본

##### (41) 무상론 제7견
有言：『我此終後，生有邊無邊無想，此實餘虛。』

 
어떤 자는 말한다.

'나는 이 생을 마친 뒤에 끝이 있기도 하고 끝이 없기도 하지만 생각이 없는 존재[有邊無邊無想]로 태어난다. 이것이 진실이고 다른 것은 거짓이다.'
 — 《장아함경》 제14권 〈21. 범동경(梵動經)〉. 한문본 & 한글본
對邊四者。我此終後有邊無想。是為初見。無邊無想。是為二見。亦有邊亦無邊無想。是為三見。非有邊非無邊無想。是為四見。— 《대승의장》 제6권 〈62견의(六十二見義)〉. 한문본

2. Doctrines of Non-percipient Immortality (Asaññīvāda): Views 35–42

78. "There are, bhikkhus, some recluses and brahmins who maintain a doctrine of non-percipient immortality, and who on eight grounds proclaim the self to survive non-percipient after death. And owing to what, with reference to what, do these honorable recluses and brahmins proclaim their views?

79. "They proclaim: 'The self is immutable after death, non-percipient, and:

 A.

 1. material

 2. immaterial

 3. both material and immaterial

 4. neither material nor immaterial

 B.

 1. finite

 2. infinite

 3. both finite and infinite

 4. neither finite nor infinite.'

80. "It is on these eight grounds, bhikkhus, that those recluses and brahmins who maintain a doctrine of non-percipient immortality proclaim the self to survive non-percipient after death. Whatever recluses or brahmins maintain a doctrine of non -percipient immortality, all of them do so on these eight grounds or on a certain one of them. Outside of these there is none.

"This, bhikkhus, the Tathāgata understands... and it is concerning these that those who would rightly praise the Tathāgata in accordance with reality would speak.— 《Brahmajāla Sutta: The All-embracing Net of Views》, Bhikkhu Bodhi의 팔리어 경전의 영역. 영문본

 佛言：「我所知法，深奧深照，我悉了。若有賢者弟子聞知之，便嗟歎佛。若有異道人，於當來劫中，見當來事，念昔時行，於不可計道，各樂解說其事，悉在四十四見中。其異道人何？謂若有異道人，行無常見無常，自為世間人說無常，悉在八見中。其異道人所行何？謂行無想見無想，自為世間人說無想。其異道人，見如是行如是，有色為有我無想，死無後世。言：『我至誠，其餘者為癡。』是為第一見。第二若有異道人，所知何？謂行無想見無想，自為世間人說無想，謂：『無色為有我無想，死無後世，我至誠，其餘者為癡。』是為第二見。第三見若有異道人，言：『有色無色為有我無想，死無後世，我至誠，其餘者為癡。』是為第三見。第四見若有異道人，亦非有色亦不無色，為有我及世，死無後世，我至誠，其餘者為癡。是為第四見。第五見若有異道人，言：『我為與世有限，我至誠，其餘者為癡。』是為第五見。第六見若有異道人，言：『我與世無限，我至誠，其餘者為癡。』是為第六見。第七見若有異道人，有限無限，我至誠，其餘者為癡。是為第七見。第八見若有異道人，言：『亦不有限亦非無限，我至誠，其餘者為癡。』是為第八見。」

 
부처님께서 말씀하셨다.

“내가 아는 법은 심오하여 깊게 비추며, 나는 모든 것을 분명하게 아니, 만일 어떠한 현자와 제자라도 그것을 듣고 안다면 곧 부처를 찬탄할 것이다.

어떤 외도가 미래겁에 대하여 미래의 일을 보고 옛날의 행을 기억하고, 헤아릴 수 없는 수의 도로 각각 그 일을 알고 말하기를 좋아하는 것은 모두 이 44견에 빠진 것이다.

그 외도는 무엇을 말하는가? 어떤 외도가 행(行)이 무상(無常)하고, 보는 것이 무상하다는 견해를 지니고 세간 사람들에게 무상을 말하는 것은 모두 8견에 빠진 것이다.

그 외도가 행하는 것이 무엇인가? 행(行)에 대한 (想)이 없고 견해에 대한 상(想)이 없다는 견해를 지니고, 스스로 세간 사람들에게 상(想)이 없다고 말한다. 그 외도의 견해가 이와 같고 행이 이와 같아, '색(色)이 있고, 아(我)가 있지만 상(想)이 없어 죽은 후에 후세가 없다'고 말하면서 '나의 말만이 진실하고, 그 밖의 것은 어리석다'고 하니, 이것이 첫 번째 견해이다.

둘째, 어떤 외도가 아는 것이 무엇인가? 행에 대한 상이 없고 견해에 대한 상이 없다는 견해를 지니고, 스스로 세간 사람들에게 상(想)이 없음을 말하며, 즉 '색(色)이 없고 아(我)가 있고 상(想)이 없어서 죽은 후에 후세가 없다. 나의 말만이 진실하고, 그 밖의 것은 어리석다'고 하니, 이것이 두 번째 견해이다.

세 번째 견해, 어떤 외도가 '색이 있기도 하고 색이 없기도 하며, 아(我)는 있지만 상(想)이 없어 죽은 후에 후세가 없다. 나의 말만이 진실하고, 그 밖의 것은 어리석다'고 하니, 이것이 세 번째 견해이다.

네 번째 견해, 어떤 외도가 '색이 있는 것도 아니고 색이 없는 것도 아니며, 아(我)와 세계는 있지만 죽은 후에 후세가 없다. 나의 말만이 진실하고, 그 밖의 것은 어리석다'고 하니, 이것이 네 번째 견해이다.

다섯 번째 견해, 어떤 외도가 '아(我)와 세계는 유한하다. 나의 말만이 진실하고, 그 밖의 것은 어리석다'고 하니, 이것이 다섯 번째 견해이다.

여섯 번째 견해, 어떤 외도가 '아(我)와 세계는 무한하다. 나의 말만이 진실하고, 그 밖의 것은 어리석다'고 하니, 이것이 여섯 번째 견해이다.

일곱 번째 견해, 어떤 외도가 '유한하기도 하고 무한하기도 하다. 나의 말만이 진실하고, 그 밖의 것은 어리석다'고 하니, 이것이 일곱 번째 견해이다.

여덟 번째 견해, 어떤 외도가 '유한하지도 않고 또한 무한하지도 않다. 나의 말만이 진실하고, 그 밖의 것은 어리석다'고 하니, 이것이 여덟 번째 견해이다.”
 — 《불설범망육십이견경》. 한문본 & 한글본
三執我亦有邊亦無邊死後無想。謂若執色為我。彼執色我或卷或舒。若執無色為我。彼執命根為我。亦如身色或卷或舒。如是執已得無想定。及見他得彼定生無想有情天。便作是念。我亦有邊亦無邊死後無想。當生無想有情天中。想不起故。諸尋伺者亦執彼為我。隨其所應廣如前說。— 《아비달마대비바사론》 제200권. 한문본

##### (42) 무상론 제8견
有言：『我此終後，生非有邊非無邊無想，此實餘虛。』

 
어떤 자는 말한다.

'나는 이 생을 마친 뒤에 끝이 있는 것도 아니고 끝이 없는 것도 아니지만 생각이 없는 존재[非有邊非無邊無想]로 태어난다. 이것이 진실이고 다른 것은 거짓이다.'
 — 《장아함경》 제14권 〈21. 범동경(梵動經)〉. 한문본 & 한글본
對邊四者。我此終後有邊無想。是為初見。無邊無想。是為二見。亦有邊亦無邊無想。是為三見。非有邊非無邊無想。是為四見。— 《대승의장》 제6권 〈62견의(六十二見義)〉. 한문본

2. Doctrines of Non-percipient Immortality (Asaññīvāda): Views 35–42

78. "There are, bhikkhus, some recluses and brahmins who maintain a doctrine of non-percipient immortality, and who on eight grounds proclaim the self to survive non-percipient after death. And owing to what, with reference to what, do these honorable recluses and brahmins proclaim their views?

79. "They proclaim: 'The self is immutable after death, non-percipient, and:

 A.

 1. material

 2. immaterial

 3. both material and immaterial

 4. neither material nor immaterial

 B.

 1. finite

 2. infinite

 3. both finite and infinite

 4. neither finite nor infinite.'

80. "It is on these eight grounds, bhikkhus, that those recluses and brahmins who maintain a doctrine of non-percipient immortality proclaim the self to survive non-percipient after death. Whatever recluses or brahmins maintain a doctrine of non -percipient immortality, all of them do so on these eight grounds or on a certain one of them. Outside of these there is none.

"This, bhikkhus, the Tathāgata understands... and it is concerning these that those who would rightly praise the Tathāgata in accordance with reality would speak.— 《Brahmajāla Sutta: The All-embracing Net of Views》, Bhikkhu Bodhi의 팔리어 경전의 영역. 영문본

 佛言：「我所知法，深奧深照，我悉了。若有賢者弟子聞知之，便嗟歎佛。若有異道人，於當來劫中，見當來事，念昔時行，於不可計道，各樂解說其事，悉在四十四見中。其異道人何？謂若有異道人，行無常見無常，自為世間人說無常，悉在八見中。其異道人所行何？謂行無想見無想，自為世間人說無想。其異道人，見如是行如是，有色為有我無想，死無後世。言：『我至誠，其餘者為癡。』是為第一見。第二若有異道人，所知何？謂行無想見無想，自為世間人說無想，謂：『無色為有我無想，死無後世，我至誠，其餘者為癡。』是為第二見。第三見若有異道人，言：『有色無色為有我無想，死無後世，我至誠，其餘者為癡。』是為第三見。第四見若有異道人，亦非有色亦不無色，為有我及世，死無後世，我至誠，其餘者為癡。是為第四見。第五見若有異道人，言：『我為與世有限，我至誠，其餘者為癡。』是為第五見。第六見若有異道人，言：『我與世無限，我至誠，其餘者為癡。』是為第六見。第七見若有異道人，有限無限，我至誠，其餘者為癡。是為第七見。第八見若有異道人，言：『亦不有限亦非無限，我至誠，其餘者為癡。』是為第八見。」

 
부처님께서 말씀하셨다.

“내가 아는 법은 심오하여 깊게 비추며, 나는 모든 것을 분명하게 아니, 만일 어떠한 현자와 제자라도 그것을 듣고 안다면 곧 부처를 찬탄할 것이다.

어떤 외도가 미래겁에 대하여 미래의 일을 보고 옛날의 행을 기억하고, 헤아릴 수 없는 수의 도로 각각 그 일을 알고 말하기를 좋아하는 것은 모두 이 44견에 빠진 것이다.

그 외도는 무엇을 말하는가? 어떤 외도가 행(行)이 무상(無常)하고, 보는 것이 무상하다는 견해를 지니고 세간 사람들에게 무상을 말하는 것은 모두 8견에 빠진 것이다.

그 외도가 행하는 것이 무엇인가? 행(行)에 대한 (想)이 없고 견해에 대한 상(想)이 없다는 견해를 지니고, 스스로 세간 사람들에게 상(想)이 없다고 말한다. 그 외도의 견해가 이와 같고 행이 이와 같아, '색(色)이 있고, 아(我)가 있지만 상(想)이 없어 죽은 후에 후세가 없다'고 말하면서 '나의 말만이 진실하고, 그 밖의 것은 어리석다'고 하니, 이것이 첫 번째 견해이다.

둘째, 어떤 외도가 아는 것이 무엇인가? 행에 대한 상이 없고 견해에 대한 상이 없다는 견해를 지니고, 스스로 세간 사람들에게 상(想)이 없음을 말하며, 즉 '색(色)이 없고 아(我)가 있고 상(想)이 없어서 죽은 후에 후세가 없다. 나의 말만이 진실하고, 그 밖의 것은 어리석다'고 하니, 이것이 두 번째 견해이다.

세 번째 견해, 어떤 외도가 '색이 있기도 하고 색이 없기도 하며, 아(我)는 있지만 상(想)이 없어 죽은 후에 후세가 없다. 나의 말만이 진실하고, 그 밖의 것은 어리석다'고 하니, 이것이 세 번째 견해이다.

네 번째 견해, 어떤 외도가 '색이 있는 것도 아니고 색이 없는 것도 아니며, 아(我)와 세계는 있지만 죽은 후에 후세가 없다. 나의 말만이 진실하고, 그 밖의 것은 어리석다'고 하니, 이것이 네 번째 견해이다.

다섯 번째 견해, 어떤 외도가 '아(我)와 세계는 유한하다. 나의 말만이 진실하고, 그 밖의 것은 어리석다'고 하니, 이것이 다섯 번째 견해이다.

여섯 번째 견해, 어떤 외도가 '아(我)와 세계는 무한하다. 나의 말만이 진실하고, 그 밖의 것은 어리석다'고 하니, 이것이 여섯 번째 견해이다.

일곱 번째 견해, 어떤 외도가 '유한하기도 하고 무한하기도 하다. 나의 말만이 진실하고, 그 밖의 것은 어리석다'고 하니, 이것이 일곱 번째 견해이다.

여덟 번째 견해, 어떤 외도가 '유한하지도 않고 또한 무한하지도 않다. 나의 말만이 진실하고, 그 밖의 것은 어리석다'고 하니, 이것이 여덟 번째 견해이다.”
 — 《불설범망육십이견경》. 한문본 & 한글본
 三執我亦有邊亦無邊死後無想。謂若執色為我。彼執色我或卷或舒。若執無色為我。彼執命根為我。亦如身色或卷或舒。如是執已得無想定。及見他得彼定生無想有情天。便作是念。我亦有邊亦無邊死後無想。當生無想有情天中。想不起故。諸尋伺者亦執彼為我。隨其所應廣如前說。

 — 《아비달마대비바사론》 제200권. 한문본
四執我非有邊非無邊死後無想。即遮第三為此第四。三門異說如前應知。
如是八種後際分別。諸無想論依前所說。八種事起。
 — 《아비달마대비바사론》 제200권. 한문본

### 비유상비무상론 (8견)
비유상비무상론(非有想非無想論) 또는 구비8론(俱非八論)에서 '비유상비무상론'의 문자 그대로의 뜻은 '생각이 존재하는 것도 아니고 생각이 존재하지 않는 것도 아니라는 견해 또는 이론'이고 '구비론'의 문자 그대로의 뜻은 '(생각이 존재하는 것과 존재하지 않는 것) 둘 다 아니라는 견해 또는 이론'으로, 이 생을 마친 뒤에 의식, 마음 또는 영혼이 있는 것도 아니고 없는 것도 아닌 존재로 태어난다는 견해를 뜻한다. 의식이 있는 존재는 인간 또는 축생과 같은 유정물이고 의식이 없는 존재는 지수화풍의 무정물이므로, 사후에는 유정물도 아니고 무정물도 아닌 존재, 또는, 유정과 무정을 뛰어넘은 존재로 태어난다는 견해이다.
비유상비무상론에는 비유상비무상론 초견부터 제8견까지 총 8가지 견해가 있다. 이 8가지 견해는 크게 2그룹으로 나뉜다.
1. 첫 번째 그룹은 이 생을 마친 뒤에 의식이 있는 것도 아니고 없는 것도 아닌 존재로 태어나는데, 즉, 의식 또는 영혼은 유정물도 아니고 무정물도 아닌 형태로 지속 또는 상속되는데,  이와 더불어 몸[色]도 있는 존재로 태어나는가에 대한 견해로 총 4가지가 있다. 달리 말해, 죽은 후에, 유정물도 무정물도 아닌 영혼은, 육체를 가지는 존재로 다시 태어나는가, 즉, 물질계로 윤회하는가에 대한 견해이다.
2. 두 번째 그룹은 이 생을 마친 뒤에 의식이 있는 것도 아니고 없는 것도 아닌 존재로 태어나는데, 즉, 의식 또는 영혼은 유정물도 아니고 무정물도 아닌 형태로 지속 또는 상속되는데, 이와 더불어 한계[邊]가 있는 존재, 즉, 시간적으로 필멸하고 공간적으로 제한된 유한한 존재로 태어나는가에 대한 견해로 총 4가지가 있다. 달리 말해, 죽은 후에, 유정물도 무정물도 아닌 영혼은 다시 죽는 일 없이 영속하는가에 대한 견해이다.

비유상비무상론은 비상비비상론(非想非非想論)이라고도 한다. 《유가사지론》 제87권에서는 비유상비무상론을 동일하게 비유상비무상론(非有想非無想論)이라 부르고 있다.

#### 비유상비무상론 제1그룹 (4견)

##### (43) 비유상비무상론 초견
諸沙門、婆羅門作如是論，作如是見：『我此終後，生有色非有想非無想，此實餘虛。』

 
여러 사문 바라문들은 이러한 주장을 하고 이러한 견해를 가진다.

'나는 이 생을 마친 뒤에 몸은 있으나 생각이 있는 것도 아니고 생각이 없는 것도 아닌 존재[有色非有想非無想]로 태어난다. 이것이 진실이고 다른 것은 거짓이다.'
 — 《장아함경》 제14권 〈21. 범동경(梵動經)〉. 한문본 & 한글본
色中四者。我此終後有色非有想非無想。是為初見。無色非有想非無想。是為二見。亦有色亦無色非有想非無想。是為三見。非有色非無色非有想非無想。是為四見。— 《대승의장》 제6권 〈62견의(六十二見義)〉. 한문본

3. Doctrines of Neither Percipient Nor Non-Percipient Immortality (N'evasaññī-nāsaññīvāda): Views 43–50

81. "There are, bhikkhus, some recluses and brahmins who maintain a doctrine of neither percipient nor non-percipient immortality and who on eight grounds proclaim the self to survive neither percipient nor non-percipient after death. And owing to what, with reference to what, do these honorable recluses and brahmins proclaim their views?

82. "They proclaim: 'The self is immutable after death, neither percipient nor non-percipient, and:

 A.

 1. material

 2. immaterial

 3. both material and immaterial

 4. neither material nor immaterial

 B.

 1. finite

 2. infinite

 3. both finite and infinite

 4. neither finite nor infinite.'

83. "It is on these eight grounds, bhikkhus, that those recluses and brahmins who maintain a doctrine of neither percipient nor non-percipient immortality proclaim the self to survive neither percipient nor non-percipient after death. Whatever recluses or brahmins maintain a doctrine of neither percipient nor non-percipient immortality, all of them do so on these eight grounds or on a certain one of them. Outside of these there is none.

"This, bhikkhus, the Tathāgata understands... and it is concerning these that those who would rightly praise the Tathāgata in accordance with reality would speak.— 《Brahmajāla Sutta: The All-embracing Net of Views》, Bhikkhu Bodhi의 팔리어 경전의 영역. 영문본

 佛言：「若有異道人，於當來劫，見當來事，所知言各異，皆在四十四見中。其異道人，所知何？謂見無想行無想，亦不無想見，謂知我與世無有想，皆在是八見中。第一見若有異道人，見如是行如是，有色為有我，亦不有想亦不無想，死有後世，我至誠，其餘者為癡。是為第一見。若有異道人，言：『有色無色為有我，亦不有想亦不無想，死有後世，我至誠，其餘者為癡。』是為第二見。第三見若有異道人，言：『有色無色為有我，亦不有想亦不無想於後世，我至誠，其餘者為癡。』是為第三見。第四見若有異道人，亦不有色亦不無色為有我，亦不有想亦不無想於後世，我至誠，其餘者為癡。是為第四見。第五見若有異道人，言：『有限為有我，亦不有想亦不無想於後世，我至誠，其餘者為癡。』是為第五見。第六見若有異道人，言：『無限為有我，亦不有想亦不無想於後世，我至誠，其餘者為癡。』是為第六見。第七見若有異道人，言：『有限無限為有我，亦不有想亦不無想於後世，我至誠，其餘者為癡。』是為第七見。第八見若有異道人，言：『亦不有限亦不無限為有我，亦不有想亦不無想於後世，我至誠，其餘者為癡。』是為第八見。」　佛言：「若有異道人，亦不有想亦不無想行，亦不有想亦不無想見，亦不有想行亦不有想見，皆在是八見中，不能復過是八見上。佛皆知是，所知復過上絕妙知，是以不譏亦不毀，得無為。佛知痛痒所更樂，方便知所從起，佛現無所著意解脫。」

 
부처님께서 말씀하셨다.

“만일 어떤 외도가 미래겁에 대하여 미래의 일을 보고 아는 것과 말하는 것이 각기 다른 것은 모두 44견에 빠진 것이다.

그 외도가 아는 것이 무엇인가? 견해에 상(想)이 없고, 행에 상(想)이 없으며, 또한 상이 없지도 않다는 견해를 지니는 것이다. 이를테면 아(我)와 세계에 대한 상(想)이 없음을 아는 것이니, 모두 8견(見)에 빠진 것이다.

첫 번째 견해, 어떤 외도의 소견이 이와 같고 행이 이와 같아, '색(色)이 있고, 아(我)가 있고, 상(想)은 있는 것도 아니고 또한 없는 것도 아니어서 죽은 후에 후세가 있다. 나의 말만이 진실하고, 그 밖의 것은 어리석다'고 하니, 이것이 첫 번째 견해이다.

어떤 외도가 '색이 있기도 하고 색이 없기도 하며, 아(我)가 있으며 상(想)은 있지도 않고 또한 없지도 않아 죽은 후에 후세가 있다. 나의 말만이 진실하고 그 밖의 것은 어리석다'고 하니, 이것이 두 번째 견해이다.

세 번째 견해, 어떤 외도가 '색이 있기도 하고 색이 없기도 하며, 아(我)가 있으며, 상은 있지도 않고 또한 없지도 않아 후세까지 이어진다. 나의 말만이 진실하고, 그 밖의 것은 어리석다'고 하니, 이것이 세 번째 견해이다.

네 번째 견해, 어떤 외도가 '색이 있지도 않고 색이 없지도 않으며, 아(我)가 있고, 또한 상(想)이 있지도 않고 없지도 않아 후세까지 이어진다. 나의 말만이 진실하고, 그 밖의 것은 어리석다'고 하니, 이것이 네 번째 견해이다.

다섯 번째 견해, 어떤 외도가 '세계는 유한하고, 아(我)가 있으며 또한 상(想)이 있지도 않고 없지도 않아 후세까지 이어진다. 나의 말만이 진실하고, 그 밖의 것은 어리석다'고 하니, 이것이 다섯 번째 견해이다.

여섯 번째 견해, 어떤 외도가 '세계는 무한하고, 아(我)가 있으며 또한 상(想)이 있지도 않고 상이 없지도 않아 후세까지 이어진다. 나의 말만이 진실하고, 그 밖의 것은 어리석다'고 하니, 이것이 여섯 번째 견해이다.

일곱 번째 견해, 어떤 외도가 '세계는 유한하기도 하고 무한하기도 하며, 아(我)가 있으며, 또한 상이 있지도 않고 없지도 않아 후세까지 이어진다. 나의 말만이 진실하고, 그 밖의 것은 어리석다'고 하니, 이것이 일곱 번째 견해이다.

여덟 번째 견해, 어떤 외도가 '세계는 유한하지도 않고, 무한하지도 않으며, 아(我)가 있으며, 또한 상(想)이 있지도 않고 없지도 않아 후세까지 이어진다. 나의 말만이 진실하고, 그 밖의 것은 어리석다'고 하니, 이것이 여덟 번째 견해이다.”

부처님께서 말씀하셨다.

“어떤 외도들이 상이 있지도 않고 없지도 않으며, 행에 대하여 상이 있지도 않고 상이 없지도 않으며, 견해에 대하여 상이 있지 않으며, 또한 행에 대해 상이 있지 않다는 등의 견해를 지닌 것은 모두 이 8견에 빠져 있어 이 8견을 벗어나지 못한다. 부처는 이것을 모두 알고, 아는 것이 이것을 뛰어넘어 절묘하게 안다. 그러므로 나무라지도 않고 비방하지도 않으며 무위를 얻었다. 부처는 통양으로 바뀌는 즐거움임을 알고, 방편이 일어난 유래를 알아 지금 집착이 없는 뜻으로 해탈하였다. 부처님께서 말씀하셨다.
 — 《불설범망육십이견경》. 한문본 & 한글본
八非有想非無想論者。謂有色等四有邊等四。有色等四者。
一執我有色死後非有想非無想。
謂尋伺者執色為我。彼見有情想不明了。便作是念。我有色非有想非無想。如於此世他世亦爾。
非得彼定可有此執。所以者何。要已離無所有處染者。方可執非想非非想處諸蘊為我。彼既無色此執理無有依別義說。
得彼定亦有此執。謂生欲色界已離無所有處染者。執非想非非想處諸蘊為我。彼所執我體雖非色。而與色合名有色我。如說有髻人而人體非髻。彼雖不執色為我所。而所執我未離色身。乃至命終猶隨身故說我有色。彼由所入非想非非想處定想不明了故。執我現在非有想非無想死後亦然。許無色界亦有色者。彼許有執非想非非想處我實有色。而非有想亦非無想。— 《아비달마대비바사론》 제200권. 한문본

##### (44) 비유상비무상론 제2견
有言：『我此終後，生無色非有想非無想，此實餘虛。』

 
또 어떤 자는 말한다.

'나는 이 생을 마친 뒤에 몸이 없으나 생각이 있는 것도 아니고 생각이 없는 것도 아닌 존재[無色非有想非無想]로 태어난다. 이것이 진실이고 다른 것은 거짓이다.'
 — 《장아함경》 제14권 〈21. 범동경(梵動經)〉. 한문본 & 한글본
色中四者。我此終後有色非有想非無想。是為初見。無色非有想非無想。是為二見。亦有色亦無色非有想非無想。是為三見。非有色非無色非有想非無想。是為四見。— 《대승의장》 제6권 〈62견의(六十二見義)〉. 한문본

3. Doctrines of Neither Percipient Nor Non-Percipient Immortality (N'evasaññī-nāsaññīvāda): Views 43–50

81. "There are, bhikkhus, some recluses and brahmins who maintain a doctrine of neither percipient nor non-percipient immortality and who on eight grounds proclaim the self to survive neither percipient nor non-percipient after death. And owing to what, with reference to what, do these honorable recluses and brahmins proclaim their views?

82. "They proclaim: 'The self is immutable after death, neither percipient nor non-percipient, and:

 A.

 1. material

 2. immaterial

 3. both material and immaterial

 4. neither material nor immaterial

 B.

 1. finite

 2. infinite

 3. both finite and infinite

 4. neither finite nor infinite.'

83. "It is on these eight grounds, bhikkhus, that those recluses and brahmins who maintain a doctrine of neither percipient nor non-percipient immortality proclaim the self to survive neither percipient nor non-percipient after death. Whatever recluses or brahmins maintain a doctrine of neither percipient nor non-percipient immortality, all of them do so on these eight grounds or on a certain one of them. Outside of these there is none.

"This, bhikkhus, the Tathāgata understands... and it is concerning these that those who would rightly praise the Tathāgata in accordance with reality would speak.— 《Brahmajāla Sutta: The All-embracing Net of Views》, Bhikkhu Bodhi의 팔리어 경전의 영역. 영문본

 佛言：「若有異道人，於當來劫，見當來事，所知言各異，皆在四十四見中。其異道人，所知何？謂見無想行無想，亦不無想見，謂知我與世無有想，皆在是八見中。第一見若有異道人，見如是行如是，有色為有我，亦不有想亦不無想，死有後世，我至誠，其餘者為癡。是為第一見。若有異道人，言：『有色無色為有我，亦不有想亦不無想，死有後世，我至誠，其餘者為癡。』是為第二見。第三見若有異道人，言：『有色無色為有我，亦不有想亦不無想於後世，我至誠，其餘者為癡。』是為第三見。第四見若有異道人，亦不有色亦不無色為有我，亦不有想亦不無想於後世，我至誠，其餘者為癡。是為第四見。第五見若有異道人，言：『有限為有我，亦不有想亦不無想於後世，我至誠，其餘者為癡。』是為第五見。第六見若有異道人，言：『無限為有我，亦不有想亦不無想於後世，我至誠，其餘者為癡。』是為第六見。第七見若有異道人，言：『有限無限為有我，亦不有想亦不無想於後世，我至誠，其餘者為癡。』是為第七見。第八見若有異道人，言：『亦不有限亦不無限為有我，亦不有想亦不無想於後世，我至誠，其餘者為癡。』是為第八見。」　佛言：「若有異道人，亦不有想亦不無想行，亦不有想亦不無想見，亦不有想行亦不有想見，皆在是八見中，不能復過是八見上。佛皆知是，所知復過上絕妙知，是以不譏亦不毀，得無為。佛知痛痒所更樂，方便知所從起，佛現無所著意解脫。」

 
부처님께서 말씀하셨다.

“만일 어떤 외도가 미래겁에 대하여 미래의 일을 보고 아는 것과 말하는 것이 각기 다른 것은 모두 44견에 빠진 것이다.

그 외도가 아는 것이 무엇인가? 견해에 상(想)이 없고, 행에 상(想)이 없으며, 또한 상이 없지도 않다는 견해를 지니는 것이다. 이를테면 아(我)와 세계에 대한 상(想)이 없음을 아는 것이니, 모두 8견(見)에 빠진 것이다.

첫 번째 견해, 어떤 외도의 소견이 이와 같고 행이 이와 같아, '색(色)이 있고, 아(我)가 있고, 상(想)은 있는 것도 아니고 또한 없는 것도 아니어서 죽은 후에 후세가 있다. 나의 말만이 진실하고, 그 밖의 것은 어리석다'고 하니, 이것이 첫 번째 견해이다.

어떤 외도가 '색이 있기도 하고 색이 없기도 하며, 아(我)가 있으며 상(想)은 있지도 않고 또한 없지도 않아 죽은 후에 후세가 있다. 나의 말만이 진실하고 그 밖의 것은 어리석다'고 하니, 이것이 두 번째 견해이다.

세 번째 견해, 어떤 외도가 '색이 있기도 하고 색이 없기도 하며, 아(我)가 있으며, 상은 있지도 않고 또한 없지도 않아 후세까지 이어진다. 나의 말만이 진실하고, 그 밖의 것은 어리석다'고 하니, 이것이 세 번째 견해이다.

네 번째 견해, 어떤 외도가 '색이 있지도 않고 색이 없지도 않으며, 아(我)가 있고, 또한 상(想)이 있지도 않고 없지도 않아 후세까지 이어진다. 나의 말만이 진실하고, 그 밖의 것은 어리석다'고 하니, 이것이 네 번째 견해이다.

다섯 번째 견해, 어떤 외도가 '세계는 유한하고, 아(我)가 있으며 또한 상(想)이 있지도 않고 없지도 않아 후세까지 이어진다. 나의 말만이 진실하고, 그 밖의 것은 어리석다'고 하니, 이것이 다섯 번째 견해이다.

여섯 번째 견해, 어떤 외도가 '세계는 무한하고, 아(我)가 있으며 또한 상(想)이 있지도 않고 상이 없지도 않아 후세까지 이어진다. 나의 말만이 진실하고, 그 밖의 것은 어리석다'고 하니, 이것이 여섯 번째 견해이다.

일곱 번째 견해, 어떤 외도가 '세계는 유한하기도 하고 무한하기도 하며, 아(我)가 있으며, 또한 상이 있지도 않고 없지도 않아 후세까지 이어진다. 나의 말만이 진실하고, 그 밖의 것은 어리석다'고 하니, 이것이 일곱 번째 견해이다.

여덟 번째 견해, 어떤 외도가 '세계는 유한하지도 않고, 무한하지도 않으며, 아(我)가 있으며, 또한 상(想)이 있지도 않고 없지도 않아 후세까지 이어진다. 나의 말만이 진실하고, 그 밖의 것은 어리석다'고 하니, 이것이 여덟 번째 견해이다.”

부처님께서 말씀하셨다.

“어떤 외도들이 상이 있지도 않고 없지도 않으며, 행에 대하여 상이 있지도 않고 상이 없지도 않으며, 견해에 대하여 상이 있지 않으며, 또한 행에 대해 상이 있지 않다는 등의 견해를 지닌 것은 모두 이 8견에 빠져 있어 이 8견을 벗어나지 못한다. 부처는 이것을 모두 알고, 아는 것이 이것을 뛰어넘어 절묘하게 안다. 그러므로 나무라지도 않고 비방하지도 않으며 무위를 얻었다. 부처는 통양으로 바뀌는 즐거움임을 알고, 방편이 일어난 유래를 알아 지금 집착이 없는 뜻으로 해탈하였다. 부처님께서 말씀하셨다.
 — 《불설범망육십이견경》. 한문본 & 한글본
二執我無色死後非有想非無想。謂得彼定者執非想非非想處諸無色蘊為我。或為我所。彼所執我以無色為性。或有無色故名無色我。彼由所入非想非非想處定想不明了故。執我現在非有想非無想死後亦然。諸尋伺者執無色為我。彼見有情想不明了便作是念。我無色非有想非無想。如於此世他世亦爾。— 《아비달마대비바사론》 제200권. 한문본

##### (45) 비유상비무상론 제3견
有言：『我此終後，生有色無色非有想非無想，此實餘虛。』

 
어떤 자는 말한다.

'나는 이 생을 마친 뒤에 몸이 있기도 하고 몸이 없기도 하며 생각이 있는 것도 아니고 생각이 없는 것도 아닌 존재[有色無色非有想非無想]로 태어난다. 이것이 진실이고 다른 것은 거짓이다.'
 — 《장아함경》 제14권 〈21. 범동경(梵動經)〉. 한문본 & 한글본
色中四者。我此終後有色非有想非無想。是為初見。無色非有想非無想。是為二見。亦有色亦無色非有想非無想。是為三見。非有色非無色非有想非無想。是為四見。— 《대승의장》 제6권 〈62견의(六十二見義)〉. 한문본

3. Doctrines of Neither Percipient Nor Non-Percipient Immortality (N'evasaññī-nāsaññīvāda): Views 43–50

81. "There are, bhikkhus, some recluses and brahmins who maintain a doctrine of neither percipient nor non-percipient immortality and who on eight grounds proclaim the self to survive neither percipient nor non-percipient after death. And owing to what, with reference to what, do these honorable recluses and brahmins proclaim their views?

82. "They proclaim: 'The self is immutable after death, neither percipient nor non-percipient, and:

 A.

 1. material

 2. immaterial

 3. both material and immaterial

 4. neither material nor immaterial

 B.

 1. finite

 2. infinite

 3. both finite and infinite

 4. neither finite nor infinite.'

83. "It is on these eight grounds, bhikkhus, that those recluses and brahmins who maintain a doctrine of neither percipient nor non-percipient immortality proclaim the self to survive neither percipient nor non-percipient after death. Whatever recluses or brahmins maintain a doctrine of neither percipient nor non-percipient immortality, all of them do so on these eight grounds or on a certain one of them. Outside of these there is none.

"This, bhikkhus, the Tathāgata understands... and it is concerning these that those who would rightly praise the Tathāgata in accordance with reality would speak.— 《Brahmajāla Sutta: The All-embracing Net of Views》, Bhikkhu Bodhi의 팔리어 경전의 영역. 영문본

 佛言：「若有異道人，於當來劫，見當來事，所知言各異，皆在四十四見中。其異道人，所知何？謂見無想行無想，亦不無想見，謂知我與世無有想，皆在是八見中。第一見若有異道人，見如是行如是，有色為有我，亦不有想亦不無想，死有後世，我至誠，其餘者為癡。是為第一見。若有異道人，言：『有色無色為有我，亦不有想亦不無想，死有後世，我至誠，其餘者為癡。』是為第二見。第三見若有異道人，言：『有色無色為有我，亦不有想亦不無想於後世，我至誠，其餘者為癡。』是為第三見。第四見若有異道人，亦不有色亦不無色為有我，亦不有想亦不無想於後世，我至誠，其餘者為癡。是為第四見。第五見若有異道人，言：『有限為有我，亦不有想亦不無想於後世，我至誠，其餘者為癡。』是為第五見。第六見若有異道人，言：『無限為有我，亦不有想亦不無想於後世，我至誠，其餘者為癡。』是為第六見。第七見若有異道人，言：『有限無限為有我，亦不有想亦不無想於後世，我至誠，其餘者為癡。』是為第七見。第八見若有異道人，言：『亦不有限亦不無限為有我，亦不有想亦不無想於後世，我至誠，其餘者為癡。』是為第八見。」　佛言：「若有異道人，亦不有想亦不無想行，亦不有想亦不無想見，亦不有想行亦不有想見，皆在是八見中，不能復過是八見上。佛皆知是，所知復過上絕妙知，是以不譏亦不毀，得無為。佛知痛痒所更樂，方便知所從起，佛現無所著意解脫。」

 
부처님께서 말씀하셨다.

“만일 어떤 외도가 미래겁에 대하여 미래의 일을 보고 아는 것과 말하는 것이 각기 다른 것은 모두 44견에 빠진 것이다.

그 외도가 아는 것이 무엇인가? 견해에 상(想)이 없고, 행에 상(想)이 없으며, 또한 상이 없지도 않다는 견해를 지니는 것이다. 이를테면 아(我)와 세계에 대한 상(想)이 없음을 아는 것이니, 모두 8견(見)에 빠진 것이다.

첫 번째 견해, 어떤 외도의 소견이 이와 같고 행이 이와 같아, '색(色)이 있고, 아(我)가 있고, 상(想)은 있는 것도 아니고 또한 없는 것도 아니어서 죽은 후에 후세가 있다. 나의 말만이 진실하고, 그 밖의 것은 어리석다'고 하니, 이것이 첫 번째 견해이다.

어떤 외도가 '색이 있기도 하고 색이 없기도 하며, 아(我)가 있으며 상(想)은 있지도 않고 또한 없지도 않아 죽은 후에 후세가 있다. 나의 말만이 진실하고 그 밖의 것은 어리석다'고 하니, 이것이 두 번째 견해이다.

세 번째 견해, 어떤 외도가 '색이 있기도 하고 색이 없기도 하며, 아(我)가 있으며, 상은 있지도 않고 또한 없지도 않아 후세까지 이어진다. 나의 말만이 진실하고, 그 밖의 것은 어리석다'고 하니, 이것이 세 번째 견해이다.

네 번째 견해, 어떤 외도가 '색이 있지도 않고 색이 없지도 않으며, 아(我)가 있고, 또한 상(想)이 있지도 않고 없지도 않아 후세까지 이어진다. 나의 말만이 진실하고, 그 밖의 것은 어리석다'고 하니, 이것이 네 번째 견해이다.

다섯 번째 견해, 어떤 외도가 '세계는 유한하고, 아(我)가 있으며 또한 상(想)이 있지도 않고 없지도 않아 후세까지 이어진다. 나의 말만이 진실하고, 그 밖의 것은 어리석다'고 하니, 이것이 다섯 번째 견해이다.

여섯 번째 견해, 어떤 외도가 '세계는 무한하고, 아(我)가 있으며 또한 상(想)이 있지도 않고 상이 없지도 않아 후세까지 이어진다. 나의 말만이 진실하고, 그 밖의 것은 어리석다'고 하니, 이것이 여섯 번째 견해이다.

일곱 번째 견해, 어떤 외도가 '세계는 유한하기도 하고 무한하기도 하며, 아(我)가 있으며, 또한 상이 있지도 않고 없지도 않아 후세까지 이어진다. 나의 말만이 진실하고, 그 밖의 것은 어리석다'고 하니, 이것이 일곱 번째 견해이다.

여덟 번째 견해, 어떤 외도가 '세계는 유한하지도 않고, 무한하지도 않으며, 아(我)가 있으며, 또한 상(想)이 있지도 않고 없지도 않아 후세까지 이어진다. 나의 말만이 진실하고, 그 밖의 것은 어리석다'고 하니, 이것이 여덟 번째 견해이다.”

부처님께서 말씀하셨다.

“어떤 외도들이 상이 있지도 않고 없지도 않으며, 행에 대하여 상이 있지도 않고 상이 없지도 않으며, 견해에 대하여 상이 있지 않으며, 또한 행에 대해 상이 있지 않다는 등의 견해를 지닌 것은 모두 이 8견에 빠져 있어 이 8견을 벗어나지 못한다. 부처는 이것을 모두 알고, 아는 것이 이것을 뛰어넘어 절묘하게 안다. 그러므로 나무라지도 않고 비방하지도 않으며 무위를 얻었다. 부처는 통양으로 바뀌는 즐거움임을 알고, 방편이 일어난 유래를 알아 지금 집착이 없는 뜻으로 해탈하였다. 부처님께서 말씀하셨다.
 — 《불설범망육십이견경》. 한문본 & 한글본
三執我亦有色亦無色死後非有想非無想。
謂尋伺者執色無色為我。彼見有情想不明了。便作是念。我亦有色亦無色非有想非無想。如於此世他世亦爾。
非得彼定可有此執。所以者何。要已離無所有處染者。方可執非想非非想處諸蘊為我。彼既無色此執理無有。依別義說。
得彼定亦有此執。謂生欲色界已離無所有處染者。執非想非非想處諸蘊為我。彼所執我體雖非色而與色合名有色我。如說有髻人而人體非髻彼雖不執色為我所。而所執我未離色身。乃至命終猶隨身故說我亦有色。執無色為我故說我亦無色。彼由所入非想非非想處定想不明了故。執我現在非有想非無想死後亦然。許無色界亦有色者。彼許有執非想非非想處我實亦有色亦無色。而非有想亦非無想。— 《아비달마대비바사론》 제200권. 한문본

##### (46) 비유상비무상론 제4견
有言：『我此終後，生非有色非無色非有想非無想，此實餘虛。』

 
어떤 자는 말한다.

'나는 이 생을 마친 뒤에 몸이 있는 것도 아니고 몸이 없는 것도 아니며 생각이 있는 것도 아니고 생각이 없는 것도 아닌 존재[非有色非無色非有想非無想]로 태어난다. 이것이 진실이고 다른 것은 거짓이다.'
 — 《장아함경》 제14권 〈21. 범동경(梵動經)〉. 한문본 & 한글본
色中四者。我此終後有色非有想非無想。是為初見。無色非有想非無想。是為二見。亦有色亦無色非有想非無想。是為三見。非有色非無色非有想非無想。是為四見。— 《대승의장》 제6권 〈62견의(六十二見義)〉. 한문본

3. Doctrines of Neither Percipient Nor Non-Percipient Immortality (N'evasaññī-nāsaññīvāda): Views 43–50

81. "There are, bhikkhus, some recluses and brahmins who maintain a doctrine of neither percipient nor non-percipient immortality and who on eight grounds proclaim the self to survive neither percipient nor non-percipient after death. And owing to what, with reference to what, do these honorable recluses and brahmins proclaim their views?

82. "They proclaim: 'The self is immutable after death, neither percipient nor non-percipient, and:

 A.

 1. material

 2. immaterial

 3. both material and immaterial

 4. neither material nor immaterial

 B.

 1. finite

 2. infinite

 3. both finite and infinite

 4. neither finite nor infinite.'

83. "It is on these eight grounds, bhikkhus, that those recluses and brahmins who maintain a doctrine of neither percipient nor non-percipient immortality proclaim the self to survive neither percipient nor non-percipient after death. Whatever recluses or brahmins maintain a doctrine of neither percipient nor non-percipient immortality, all of them do so on these eight grounds or on a certain one of them. Outside of these there is none.

"This, bhikkhus, the Tathāgata understands... and it is concerning these that those who would rightly praise the Tathāgata in accordance with reality would speak.— 《Brahmajāla Sutta: The All-embracing Net of Views》, Bhikkhu Bodhi의 팔리어 경전의 영역. 영문본

 佛言：「若有異道人，於當來劫，見當來事，所知言各異，皆在四十四見中。其異道人，所知何？謂見無想行無想，亦不無想見，謂知我與世無有想，皆在是八見中。第一見若有異道人，見如是行如是，有色為有我，亦不有想亦不無想，死有後世，我至誠，其餘者為癡。是為第一見。若有異道人，言：『有色無色為有我，亦不有想亦不無想，死有後世，我至誠，其餘者為癡。』是為第二見。第三見若有異道人，言：『有色無色為有我，亦不有想亦不無想於後世，我至誠，其餘者為癡。』是為第三見。第四見若有異道人，亦不有色亦不無色為有我，亦不有想亦不無想於後世，我至誠，其餘者為癡。是為第四見。第五見若有異道人，言：『有限為有我，亦不有想亦不無想於後世，我至誠，其餘者為癡。』是為第五見。第六見若有異道人，言：『無限為有我，亦不有想亦不無想於後世，我至誠，其餘者為癡。』是為第六見。第七見若有異道人，言：『有限無限為有我，亦不有想亦不無想於後世，我至誠，其餘者為癡。』是為第七見。第八見若有異道人，言：『亦不有限亦不無限為有我，亦不有想亦不無想於後世，我至誠，其餘者為癡。』是為第八見。」　佛言：「若有異道人，亦不有想亦不無想行，亦不有想亦不無想見，亦不有想行亦不有想見，皆在是八見中，不能復過是八見上。佛皆知是，所知復過上絕妙知，是以不譏亦不毀，得無為。佛知痛痒所更樂，方便知所從起，佛現無所著意解脫。」

 
부처님께서 말씀하셨다.

“만일 어떤 외도가 미래겁에 대하여 미래의 일을 보고 아는 것과 말하는 것이 각기 다른 것은 모두 44견에 빠진 것이다.

그 외도가 아는 것이 무엇인가? 견해에 상(想)이 없고, 행에 상(想)이 없으며, 또한 상이 없지도 않다는 견해를 지니는 것이다. 이를테면 아(我)와 세계에 대한 상(想)이 없음을 아는 것이니, 모두 8견(見)에 빠진 것이다.

첫 번째 견해, 어떤 외도의 소견이 이와 같고 행이 이와 같아, '색(色)이 있고, 아(我)가 있고, 상(想)은 있는 것도 아니고 또한 없는 것도 아니어서 죽은 후에 후세가 있다. 나의 말만이 진실하고, 그 밖의 것은 어리석다'고 하니, 이것이 첫 번째 견해이다.

어떤 외도가 '색이 있기도 하고 색이 없기도 하며, 아(我)가 있으며 상(想)은 있지도 않고 또한 없지도 않아 죽은 후에 후세가 있다. 나의 말만이 진실하고 그 밖의 것은 어리석다'고 하니, 이것이 두 번째 견해이다.

세 번째 견해, 어떤 외도가 '색이 있기도 하고 색이 없기도 하며, 아(我)가 있으며, 상은 있지도 않고 또한 없지도 않아 후세까지 이어진다. 나의 말만이 진실하고, 그 밖의 것은 어리석다'고 하니, 이것이 세 번째 견해이다.

네 번째 견해, 어떤 외도가 '색이 있지도 않고 색이 없지도 않으며, 아(我)가 있고, 또한 상(想)이 있지도 않고 없지도 않아 후세까지 이어진다. 나의 말만이 진실하고, 그 밖의 것은 어리석다'고 하니, 이것이 네 번째 견해이다.

다섯 번째 견해, 어떤 외도가 '세계는 유한하고, 아(我)가 있으며 또한 상(想)이 있지도 않고 없지도 않아 후세까지 이어진다. 나의 말만이 진실하고, 그 밖의 것은 어리석다'고 하니, 이것이 다섯 번째 견해이다.

여섯 번째 견해, 어떤 외도가 '세계는 무한하고, 아(我)가 있으며 또한 상(想)이 있지도 않고 상이 없지도 않아 후세까지 이어진다. 나의 말만이 진실하고, 그 밖의 것은 어리석다'고 하니, 이것이 여섯 번째 견해이다.

일곱 번째 견해, 어떤 외도가 '세계는 유한하기도 하고 무한하기도 하며, 아(我)가 있으며, 또한 상이 있지도 않고 없지도 않아 후세까지 이어진다. 나의 말만이 진실하고, 그 밖의 것은 어리석다'고 하니, 이것이 일곱 번째 견해이다.

여덟 번째 견해, 어떤 외도가 '세계는 유한하지도 않고, 무한하지도 않으며, 아(我)가 있으며, 또한 상(想)이 있지도 않고 없지도 않아 후세까지 이어진다. 나의 말만이 진실하고, 그 밖의 것은 어리석다'고 하니, 이것이 여덟 번째 견해이다.”

부처님께서 말씀하셨다.

“어떤 외도들이 상이 있지도 않고 없지도 않으며, 행에 대하여 상이 있지도 않고 상이 없지도 않으며, 견해에 대하여 상이 있지 않으며, 또한 행에 대해 상이 있지 않다는 등의 견해를 지닌 것은 모두 이 8견에 빠져 있어 이 8견을 벗어나지 못한다. 부처는 이것을 모두 알고, 아는 것이 이것을 뛰어넘어 절묘하게 안다. 그러므로 나무라지도 않고 비방하지도 않으며 무위를 얻었다. 부처는 통양으로 바뀌는 즐거움임을 알고, 방편이 일어난 유래를 알아 지금 집착이 없는 뜻으로 해탈하였다. 부처님께서 말씀하셨다.
 — 《불설범망육십이견경》. 한문본 & 한글본
 三執我亦有色亦無色死後非有想非無想。
謂尋伺者執色無色為我。彼見有情想不明了。便作是念。我亦有色亦無色非有想非無想。如於此世他世亦爾。
非得彼定可有此執。所以者何。要已離無所有處染者。方可執非想非非想處諸蘊為我。彼既無色此執理無有。依別義說。
得彼定亦有此執。謂生欲色界已離無所有處染者。執非想非非想處諸蘊為我。彼所執我體雖非色而與色合名有色我。如說有髻人而人體非髻彼雖不執色為我所。而所執我未離色身。乃至命終猶隨身故說我亦有色。執無色為我故說我亦無色。彼由所入非想非非想處定想不明了故。執我現在非有想非無想死後亦然。許無色界亦有色者。彼許有執非想非非想處我實亦有色亦無色。而非有想亦非無想。

 — 《아비달마대비바사론》 제200권. 한문본
四執我非有色非無色。死後非有想非無想。即遮第三為此第四。三門異說如前應知。
 — 《아비달마대비바사론》 제200권. 한문본

#### 비유상비무상론 제2그룹 (4견)

##### (47) 비유상비무상론 제5견
有言：『我此終後，生有邊非有想非無想，此實餘虛。』

 
어떤 자는 말한다.

'나는 이 생을 마친 뒤에 끝은 있으나 생각이 있는 것도 아니고 생각이 없는 것도 아닌 존재[有邊非有想非無想]로 태어난다. 이것이 진실이고 다른 것은 거짓이다.'
 — 《장아함경》 제14권 〈21. 범동경(梵動經)〉. 한문본 & 한글본
邊中四者。我此終後。有邊非有想非無想。是為初見。無邊非有想非無想。是為二見。亦有邊亦無邊非有想非無想。是為三見。非有邊非無邊非有想非無想。是為四見。— 《대승의장》 제6권 〈62견의(六十二見義)〉. 한문본

3. Doctrines of Neither Percipient Nor Non-Percipient Immortality (N'evasaññī-nāsaññīvāda): Views 43–50

81. "There are, bhikkhus, some recluses and brahmins who maintain a doctrine of neither percipient nor non-percipient immortality and who on eight grounds proclaim the self to survive neither percipient nor non-percipient after death. And owing to what, with reference to what, do these honorable recluses and brahmins proclaim their views?

82. "They proclaim: 'The self is immutable after death, neither percipient nor non-percipient, and:

 A.

 1. material

 2. immaterial

 3. both material and immaterial

 4. neither material nor immaterial

 B.

 1. finite

 2. infinite

 3. both finite and infinite

 4. neither finite nor infinite.'

83. "It is on these eight grounds, bhikkhus, that those recluses and brahmins who maintain a doctrine of neither percipient nor non-percipient immortality proclaim the self to survive neither percipient nor non-percipient after death. Whatever recluses or brahmins maintain a doctrine of neither percipient nor non-percipient immortality, all of them do so on these eight grounds or on a certain one of them. Outside of these there is none.

"This, bhikkhus, the Tathāgata understands... and it is concerning these that those who would rightly praise the Tathāgata in accordance with reality would speak.— 《Brahmajāla Sutta: The All-embracing Net of Views》, Bhikkhu Bodhi의 팔리어 경전의 영역. 영문본

 佛言：「若有異道人，於當來劫，見當來事，所知言各異，皆在四十四見中。其異道人，所知何？謂見無想行無想，亦不無想見，謂知我與世無有想，皆在是八見中。第一見若有異道人，見如是行如是，有色為有我，亦不有想亦不無想，死有後世，我至誠，其餘者為癡。是為第一見。若有異道人，言：『有色無色為有我，亦不有想亦不無想，死有後世，我至誠，其餘者為癡。』是為第二見。第三見若有異道人，言：『有色無色為有我，亦不有想亦不無想於後世，我至誠，其餘者為癡。』是為第三見。第四見若有異道人，亦不有色亦不無色為有我，亦不有想亦不無想於後世，我至誠，其餘者為癡。是為第四見。第五見若有異道人，言：『有限為有我，亦不有想亦不無想於後世，我至誠，其餘者為癡。』是為第五見。第六見若有異道人，言：『無限為有我，亦不有想亦不無想於後世，我至誠，其餘者為癡。』是為第六見。第七見若有異道人，言：『有限無限為有我，亦不有想亦不無想於後世，我至誠，其餘者為癡。』是為第七見。第八見若有異道人，言：『亦不有限亦不無限為有我，亦不有想亦不無想於後世，我至誠，其餘者為癡。』是為第八見。」　佛言：「若有異道人，亦不有想亦不無想行，亦不有想亦不無想見，亦不有想行亦不有想見，皆在是八見中，不能復過是八見上。佛皆知是，所知復過上絕妙知，是以不譏亦不毀，得無為。佛知痛痒所更樂，方便知所從起，佛現無所著意解脫。」

 
부처님께서 말씀하셨다.

“만일 어떤 외도가 미래겁에 대하여 미래의 일을 보고 아는 것과 말하는 것이 각기 다른 것은 모두 44견에 빠진 것이다.

그 외도가 아는 것이 무엇인가? 견해에 상(想)이 없고, 행에 상(想)이 없으며, 또한 상이 없지도 않다는 견해를 지니는 것이다. 이를테면 아(我)와 세계에 대한 상(想)이 없음을 아는 것이니, 모두 8견(見)에 빠진 것이다.

첫 번째 견해, 어떤 외도의 소견이 이와 같고 행이 이와 같아, '색(色)이 있고, 아(我)가 있고, 상(想)은 있는 것도 아니고 또한 없는 것도 아니어서 죽은 후에 후세가 있다. 나의 말만이 진실하고, 그 밖의 것은 어리석다'고 하니, 이것이 첫 번째 견해이다.

어떤 외도가 '색이 있기도 하고 색이 없기도 하며, 아(我)가 있으며 상(想)은 있지도 않고 또한 없지도 않아 죽은 후에 후세가 있다. 나의 말만이 진실하고 그 밖의 것은 어리석다'고 하니, 이것이 두 번째 견해이다.

세 번째 견해, 어떤 외도가 '색이 있기도 하고 색이 없기도 하며, 아(我)가 있으며, 상은 있지도 않고 또한 없지도 않아 후세까지 이어진다. 나의 말만이 진실하고, 그 밖의 것은 어리석다'고 하니, 이것이 세 번째 견해이다.

네 번째 견해, 어떤 외도가 '색이 있지도 않고 색이 없지도 않으며, 아(我)가 있고, 또한 상(想)이 있지도 않고 없지도 않아 후세까지 이어진다. 나의 말만이 진실하고, 그 밖의 것은 어리석다'고 하니, 이것이 네 번째 견해이다.

다섯 번째 견해, 어떤 외도가 '세계는 유한하고, 아(我)가 있으며 또한 상(想)이 있지도 않고 없지도 않아 후세까지 이어진다. 나의 말만이 진실하고, 그 밖의 것은 어리석다'고 하니, 이것이 다섯 번째 견해이다.

여섯 번째 견해, 어떤 외도가 '세계는 무한하고, 아(我)가 있으며 또한 상(想)이 있지도 않고 상이 없지도 않아 후세까지 이어진다. 나의 말만이 진실하고, 그 밖의 것은 어리석다'고 하니, 이것이 여섯 번째 견해이다.

일곱 번째 견해, 어떤 외도가 '세계는 유한하기도 하고 무한하기도 하며, 아(我)가 있으며, 또한 상이 있지도 않고 없지도 않아 후세까지 이어진다. 나의 말만이 진실하고, 그 밖의 것은 어리석다'고 하니, 이것이 일곱 번째 견해이다.

여덟 번째 견해, 어떤 외도가 '세계는 유한하지도 않고, 무한하지도 않으며, 아(我)가 있으며, 또한 상(想)이 있지도 않고 없지도 않아 후세까지 이어진다. 나의 말만이 진실하고, 그 밖의 것은 어리석다'고 하니, 이것이 여덟 번째 견해이다.”

부처님께서 말씀하셨다.

“어떤 외도들이 상이 있지도 않고 없지도 않으며, 행에 대하여 상이 있지도 않고 상이 없지도 않으며, 견해에 대하여 상이 있지 않으며, 또한 행에 대해 상이 있지 않다는 등의 견해를 지닌 것은 모두 이 8견에 빠져 있어 이 8견을 벗어나지 못한다. 부처는 이것을 모두 알고, 아는 것이 이것을 뛰어넘어 절묘하게 안다. 그러므로 나무라지도 않고 비방하지도 않으며 무위를 얻었다. 부처는 통양으로 바뀌는 즐거움임을 알고, 방편이 일어난 유래를 알아 지금 집착이 없는 뜻으로 해탈하였다. 부처님께서 말씀하셨다.
 — 《불설범망육십이견경》. 한문본 & 한글본
有邊等四者。一執我有邊死後非有想非無想。二執我無邊死後非有想非無想。三執我亦有邊亦無邊。死後非有想非無想。四執我非有邊非無邊。死後非有想非無想。
如是一切皆執無色為我。
已得非想非非想處定]者皆容有此執。又此一切皆容執非想非非想處。四無色蘊為我我所。
一由彼定時分促故。以一一蘊為所緣故執我有邊。二由彼定時分長故。總以四蘊為所緣故執我無邊。三由彼定時分或促或長故。或一一蘊或總四蘊為所緣故。執我亦有邊亦無邊。即遮第三為其第四。三門異說如前應知。此中一切皆由所入非想非非想處定想不明了故。執我現在非有想非無想死後亦然。
諸尋伺者及許無色界亦有色者。執色無色為我。隨其所應廣如前說。
如是八種後際分別非有想非無想論。依前所說八事而起。問何故無想論及非有想非無想論中。不說我有一想等八耶。答若亦說者一切皆應名有想論。以有想受者非無想等故。如是一切有想等論說死後故。皆是後際分別見攝。— 《아비달마대비바사론》 제200권. 한문본

##### (48) 비유상비무상론 제6견
有言：『我此終後，生無邊非有想非無想，此實餘虛。』

 
어떤 자는 말한다.

'나는 이 생을 마친 뒤에 끝은 없으나 생각이 있는 것도 아니고 생각이 없는 것도 아닌 존재[無邊非有想非無想]로 태어난다. 이것이 진실이고 다른 것은 거짓이다.'
 — 《장아함경》 제14권 〈21. 범동경(梵動經)〉. 한문본 & 한글본
邊中四者。我此終後。有邊非有想非無想。是為初見。無邊非有想非無想。是為二見。亦有邊亦無邊非有想非無想。是為三見。非有邊非無邊非有想非無想。是為四見。— 《대승의장》 제6권 〈62견의(六十二見義)〉. 한문본

3. Doctrines of Neither Percipient Nor Non-Percipient Immortality (N'evasaññī-nāsaññīvāda): Views 43–50

81. "There are, bhikkhus, some recluses and brahmins who maintain a doctrine of neither percipient nor non-percipient immortality and who on eight grounds proclaim the self to survive neither percipient nor non-percipient after death. And owing to what, with reference to what, do these honorable recluses and brahmins proclaim their views?

82. "They proclaim: 'The self is immutable after death, neither percipient nor non-percipient, and:

 A.

 1. material

 2. immaterial

 3. both material and immaterial

 4. neither material nor immaterial

 B.

 1. finite

 2. infinite

 3. both finite and infinite

 4. neither finite nor infinite.'

83. "It is on these eight grounds, bhikkhus, that those recluses and brahmins who maintain a doctrine of neither percipient nor non-percipient immortality proclaim the self to survive neither percipient nor non-percipient after death. Whatever recluses or brahmins maintain a doctrine of neither percipient nor non-percipient immortality, all of them do so on these eight grounds or on a certain one of them. Outside of these there is none.

"This, bhikkhus, the Tathāgata understands... and it is concerning these that those who would rightly praise the Tathāgata in accordance with reality would speak.— 《Brahmajāla Sutta: The All-embracing Net of Views》, Bhikkhu Bodhi의 팔리어 경전의 영역. 영문본

 佛言：「若有異道人，於當來劫，見當來事，所知言各異，皆在四十四見中。其異道人，所知何？謂見無想行無想，亦不無想見，謂知我與世無有想，皆在是八見中。第一見若有異道人，見如是行如是，有色為有我，亦不有想亦不無想，死有後世，我至誠，其餘者為癡。是為第一見。若有異道人，言：『有色無色為有我，亦不有想亦不無想，死有後世，我至誠，其餘者為癡。』是為第二見。第三見若有異道人，言：『有色無色為有我，亦不有想亦不無想於後世，我至誠，其餘者為癡。』是為第三見。第四見若有異道人，亦不有色亦不無色為有我，亦不有想亦不無想於後世，我至誠，其餘者為癡。是為第四見。第五見若有異道人，言：『有限為有我，亦不有想亦不無想於後世，我至誠，其餘者為癡。』是為第五見。第六見若有異道人，言：『無限為有我，亦不有想亦不無想於後世，我至誠，其餘者為癡。』是為第六見。第七見若有異道人，言：『有限無限為有我，亦不有想亦不無想於後世，我至誠，其餘者為癡。』是為第七見。第八見若有異道人，言：『亦不有限亦不無限為有我，亦不有想亦不無想於後世，我至誠，其餘者為癡。』是為第八見。」　佛言：「若有異道人，亦不有想亦不無想行，亦不有想亦不無想見，亦不有想行亦不有想見，皆在是八見中，不能復過是八見上。佛皆知是，所知復過上絕妙知，是以不譏亦不毀，得無為。佛知痛痒所更樂，方便知所從起，佛現無所著意解脫。」

 
부처님께서 말씀하셨다.

“만일 어떤 외도가 미래겁에 대하여 미래의 일을 보고 아는 것과 말하는 것이 각기 다른 것은 모두 44견에 빠진 것이다.

그 외도가 아는 것이 무엇인가? 견해에 상(想)이 없고, 행에 상(想)이 없으며, 또한 상이 없지도 않다는 견해를 지니는 것이다. 이를테면 아(我)와 세계에 대한 상(想)이 없음을 아는 것이니, 모두 8견(見)에 빠진 것이다.

첫 번째 견해, 어떤 외도의 소견이 이와 같고 행이 이와 같아, '색(色)이 있고, 아(我)가 있고, 상(想)은 있는 것도 아니고 또한 없는 것도 아니어서 죽은 후에 후세가 있다. 나의 말만이 진실하고, 그 밖의 것은 어리석다'고 하니, 이것이 첫 번째 견해이다.

어떤 외도가 '색이 있기도 하고 색이 없기도 하며, 아(我)가 있으며 상(想)은 있지도 않고 또한 없지도 않아 죽은 후에 후세가 있다. 나의 말만이 진실하고 그 밖의 것은 어리석다'고 하니, 이것이 두 번째 견해이다.

세 번째 견해, 어떤 외도가 '색이 있기도 하고 색이 없기도 하며, 아(我)가 있으며, 상은 있지도 않고 또한 없지도 않아 후세까지 이어진다. 나의 말만이 진실하고, 그 밖의 것은 어리석다'고 하니, 이것이 세 번째 견해이다.

네 번째 견해, 어떤 외도가 '색이 있지도 않고 색이 없지도 않으며, 아(我)가 있고, 또한 상(想)이 있지도 않고 없지도 않아 후세까지 이어진다. 나의 말만이 진실하고, 그 밖의 것은 어리석다'고 하니, 이것이 네 번째 견해이다.

다섯 번째 견해, 어떤 외도가 '세계는 유한하고, 아(我)가 있으며 또한 상(想)이 있지도 않고 없지도 않아 후세까지 이어진다. 나의 말만이 진실하고, 그 밖의 것은 어리석다'고 하니, 이것이 다섯 번째 견해이다.

여섯 번째 견해, 어떤 외도가 '세계는 무한하고, 아(我)가 있으며 또한 상(想)이 있지도 않고 상이 없지도 않아 후세까지 이어진다. 나의 말만이 진실하고, 그 밖의 것은 어리석다'고 하니, 이것이 여섯 번째 견해이다.

일곱 번째 견해, 어떤 외도가 '세계는 유한하기도 하고 무한하기도 하며, 아(我)가 있으며, 또한 상이 있지도 않고 없지도 않아 후세까지 이어진다. 나의 말만이 진실하고, 그 밖의 것은 어리석다'고 하니, 이것이 일곱 번째 견해이다.

여덟 번째 견해, 어떤 외도가 '세계는 유한하지도 않고, 무한하지도 않으며, 아(我)가 있으며, 또한 상(想)이 있지도 않고 없지도 않아 후세까지 이어진다. 나의 말만이 진실하고, 그 밖의 것은 어리석다'고 하니, 이것이 여덟 번째 견해이다.”

부처님께서 말씀하셨다.

“어떤 외도들이 상이 있지도 않고 없지도 않으며, 행에 대하여 상이 있지도 않고 상이 없지도 않으며, 견해에 대하여 상이 있지 않으며, 또한 행에 대해 상이 있지 않다는 등의 견해를 지닌 것은 모두 이 8견에 빠져 있어 이 8견을 벗어나지 못한다. 부처는 이것을 모두 알고, 아는 것이 이것을 뛰어넘어 절묘하게 안다. 그러므로 나무라지도 않고 비방하지도 않으며 무위를 얻었다. 부처는 통양으로 바뀌는 즐거움임을 알고, 방편이 일어난 유래를 알아 지금 집착이 없는 뜻으로 해탈하였다. 부처님께서 말씀하셨다.
 — 《불설범망육십이견경》. 한문본 & 한글본
有邊等四者。一執我有邊死後非有想非無想。二執我無邊死後非有想非無想。三執我亦有邊亦無邊。死後非有想非無想。四執我非有邊非無邊。死後非有想非無想。
如是一切皆執無色為我。
已得非想非非想處定]者皆容有此執。又此一切皆容執非想非非想處。四無色蘊為我我所。
一由彼定時分促故。以一一蘊為所緣故執我有邊。二由彼定時分長故。總以四蘊為所緣故執我無邊。三由彼定時分或促或長故。或一一蘊或總四蘊為所緣故。執我亦有邊亦無邊。即遮第三為其第四。三門異說如前應知。此中一切皆由所入非想非非想處定想不明了故。執我現在非有想非無想死後亦然。
諸尋伺者及許無色界亦有色者。執色無色為我。隨其所應廣如前說。
如是八種後際分別非有想非無想論。依前所說八事而起。問何故無想論及非有想非無想論中。不說我有一想等八耶。答若亦說者一切皆應名有想論。以有想受者非無想等故。如是一切有想等論說死後故。皆是後際分別見攝。— 《아비달마대비바사론》 제200권. 한문본

##### (49) 비유상비무상론 제7견
有言：『我此終後，生有邊無邊非有想非無想，此實餘虛。』

 
어떤 자는 말한다.

'나는 이 생을 마친 뒤에 끝이 있기도 하고 끝이 없기도 하며 생각이 있는 것도 아니고 생각이 없는 것도 아닌 존재[有邊無邊非有想非無想]로 태어난다. 이것이 진실이고 다른 것은 거짓이다.'
 — 《장아함경》 제14권 〈21. 범동경(梵動經)〉. 한문본 & 한글본
邊中四者。我此終後。有邊非有想非無想。是為初見。無邊非有想非無想。是為二見。亦有邊亦無邊非有想非無想。是為三見。非有邊非無邊非有想非無想。是為四見。— 《대승의장》 제6권 〈62견의(六十二見義)〉. 한문본

3. Doctrines of Neither Percipient Nor Non-Percipient Immortality (N'evasaññī-nāsaññīvāda): Views 43–50

81. "There are, bhikkhus, some recluses and brahmins who maintain a doctrine of neither percipient nor non-percipient immortality and who on eight grounds proclaim the self to survive neither percipient nor non-percipient after death. And owing to what, with reference to what, do these honorable recluses and brahmins proclaim their views?

82. "They proclaim: 'The self is immutable after death, neither percipient nor non-percipient, and:

 A.

 1. material

 2. immaterial

 3. both material and immaterial

 4. neither material nor immaterial

 B.

 1. finite

 2. infinite

 3. both finite and infinite

 4. neither finite nor infinite.'

83. "It is on these eight grounds, bhikkhus, that those recluses and brahmins who maintain a doctrine of neither percipient nor non-percipient immortality proclaim the self to survive neither percipient nor non-percipient after death. Whatever recluses or brahmins maintain a doctrine of neither percipient nor non-percipient immortality, all of them do so on these eight grounds or on a certain one of them. Outside of these there is none.

"This, bhikkhus, the Tathāgata understands... and it is concerning these that those who would rightly praise the Tathāgata in accordance with reality would speak.— 《Brahmajāla Sutta: The All-embracing Net of Views》, Bhikkhu Bodhi의 팔리어 경전의 영역. 영문본

 佛言：「若有異道人，於當來劫，見當來事，所知言各異，皆在四十四見中。其異道人，所知何？謂見無想行無想，亦不無想見，謂知我與世無有想，皆在是八見中。第一見若有異道人，見如是行如是，有色為有我，亦不有想亦不無想，死有後世，我至誠，其餘者為癡。是為第一見。若有異道人，言：『有色無色為有我，亦不有想亦不無想，死有後世，我至誠，其餘者為癡。』是為第二見。第三見若有異道人，言：『有色無色為有我，亦不有想亦不無想於後世，我至誠，其餘者為癡。』是為第三見。第四見若有異道人，亦不有色亦不無色為有我，亦不有想亦不無想於後世，我至誠，其餘者為癡。是為第四見。第五見若有異道人，言：『有限為有我，亦不有想亦不無想於後世，我至誠，其餘者為癡。』是為第五見。第六見若有異道人，言：『無限為有我，亦不有想亦不無想於後世，我至誠，其餘者為癡。』是為第六見。第七見若有異道人，言：『有限無限為有我，亦不有想亦不無想於後世，我至誠，其餘者為癡。』是為第七見。第八見若有異道人，言：『亦不有限亦不無限為有我，亦不有想亦不無想於後世，我至誠，其餘者為癡。』是為第八見。」　佛言：「若有異道人，亦不有想亦不無想行，亦不有想亦不無想見，亦不有想行亦不有想見，皆在是八見中，不能復過是八見上。佛皆知是，所知復過上絕妙知，是以不譏亦不毀，得無為。佛知痛痒所更樂，方便知所從起，佛現無所著意解脫。」

 
부처님께서 말씀하셨다.

“만일 어떤 외도가 미래겁에 대하여 미래의 일을 보고 아는 것과 말하는 것이 각기 다른 것은 모두 44견에 빠진 것이다.

그 외도가 아는 것이 무엇인가? 견해에 상(想)이 없고, 행에 상(想)이 없으며, 또한 상이 없지도 않다는 견해를 지니는 것이다. 이를테면 아(我)와 세계에 대한 상(想)이 없음을 아는 것이니, 모두 8견(見)에 빠진 것이다.

첫 번째 견해, 어떤 외도의 소견이 이와 같고 행이 이와 같아, '색(色)이 있고, 아(我)가 있고, 상(想)은 있는 것도 아니고 또한 없는 것도 아니어서 죽은 후에 후세가 있다. 나의 말만이 진실하고, 그 밖의 것은 어리석다'고 하니, 이것이 첫 번째 견해이다.

어떤 외도가 '색이 있기도 하고 색이 없기도 하며, 아(我)가 있으며 상(想)은 있지도 않고 또한 없지도 않아 죽은 후에 후세가 있다. 나의 말만이 진실하고 그 밖의 것은 어리석다'고 하니, 이것이 두 번째 견해이다.

세 번째 견해, 어떤 외도가 '색이 있기도 하고 색이 없기도 하며, 아(我)가 있으며, 상은 있지도 않고 또한 없지도 않아 후세까지 이어진다. 나의 말만이 진실하고, 그 밖의 것은 어리석다'고 하니, 이것이 세 번째 견해이다.

네 번째 견해, 어떤 외도가 '색이 있지도 않고 색이 없지도 않으며, 아(我)가 있고, 또한 상(想)이 있지도 않고 없지도 않아 후세까지 이어진다. 나의 말만이 진실하고, 그 밖의 것은 어리석다'고 하니, 이것이 네 번째 견해이다.

다섯 번째 견해, 어떤 외도가 '세계는 유한하고, 아(我)가 있으며 또한 상(想)이 있지도 않고 없지도 않아 후세까지 이어진다. 나의 말만이 진실하고, 그 밖의 것은 어리석다'고 하니, 이것이 다섯 번째 견해이다.

여섯 번째 견해, 어떤 외도가 '세계는 무한하고, 아(我)가 있으며 또한 상(想)이 있지도 않고 상이 없지도 않아 후세까지 이어진다. 나의 말만이 진실하고, 그 밖의 것은 어리석다'고 하니, 이것이 여섯 번째 견해이다.

일곱 번째 견해, 어떤 외도가 '세계는 유한하기도 하고 무한하기도 하며, 아(我)가 있으며, 또한 상이 있지도 않고 없지도 않아 후세까지 이어진다. 나의 말만이 진실하고, 그 밖의 것은 어리석다'고 하니, 이것이 일곱 번째 견해이다.

여덟 번째 견해, 어떤 외도가 '세계는 유한하지도 않고, 무한하지도 않으며, 아(我)가 있으며, 또한 상(想)이 있지도 않고 없지도 않아 후세까지 이어진다. 나의 말만이 진실하고, 그 밖의 것은 어리석다'고 하니, 이것이 여덟 번째 견해이다.”

부처님께서 말씀하셨다.

“어떤 외도들이 상이 있지도 않고 없지도 않으며, 행에 대하여 상이 있지도 않고 상이 없지도 않으며, 견해에 대하여 상이 있지 않으며, 또한 행에 대해 상이 있지 않다는 등의 견해를 지닌 것은 모두 이 8견에 빠져 있어 이 8견을 벗어나지 못한다. 부처는 이것을 모두 알고, 아는 것이 이것을 뛰어넘어 절묘하게 안다. 그러므로 나무라지도 않고 비방하지도 않으며 무위를 얻었다. 부처는 통양으로 바뀌는 즐거움임을 알고, 방편이 일어난 유래를 알아 지금 집착이 없는 뜻으로 해탈하였다. 부처님께서 말씀하셨다.
 — 《불설범망육십이견경》. 한문본 & 한글본
有邊等四者。一執我有邊死後非有想非無想。二執我無邊死後非有想非無想。三執我亦有邊亦無邊。死後非有想非無想。四執我非有邊非無邊。死後非有想非無想。
如是一切皆執無色為我。
已得非想非非想處定]者皆容有此執。又此一切皆容執非想非非想處。四無色蘊為我我所。
一由彼定時分促故。以一一蘊為所緣故執我有邊。二由彼定時分長故。總以四蘊為所緣故執我無邊。三由彼定時分或促或長故。或一一蘊或總四蘊為所緣故。執我亦有邊亦無邊。即遮第三為其第四。三門異說如前應知。此中一切皆由所入非想非非想處定想不明了故。執我現在非有想非無想死後亦然。
諸尋伺者及許無色界亦有色者。執色無色為我。隨其所應廣如前說。
如是八種後際分別非有想非無想論。依前所說八事而起。問何故無想論及非有想非無想論中。不說我有一想等八耶。答若亦說者一切皆應名有想論。以有想受者非無想等故。如是一切有想等論說死後故。皆是後際分別見攝。— 《아비달마대비바사론》 제200권. 한문본

##### (50) 비유상비무상론 제8견
有言：『我此終後，生非有邊非無邊非有想非無想，此實餘虛。』

 
어떤 자는 말한다.

'나는 이 생을 마친 뒤에 끝이 있는 것도 아니고 끝이 없는 것도 아니며 생각이 있는 것은 아니고 생각이 없는 것도 아닌 존재[非有邊非無邊非有想非無想]로 태어난다. 이것이 진실이고 다른 것은 거짓이다.'
 — 《장아함경》 제14권 〈21. 범동경(梵動經)〉. 한문본 & 한글본
邊中四者。我此終後。有邊非有想非無想。是為初見。無邊非有想非無想。是為二見。亦有邊亦無邊非有想非無想。是為三見。非有邊非無邊非有想非無想。是為四見。— 《대승의장》 제6권 〈62견의(六十二見義)〉. 한문본

3. Doctrines of Neither Percipient Nor Non-Percipient Immortality (N'evasaññī-nāsaññīvāda): Views 43–50

81. "There are, bhikkhus, some recluses and brahmins who maintain a doctrine of neither percipient nor non-percipient immortality and who on eight grounds proclaim the self to survive neither percipient nor non-percipient after death. And owing to what, with reference to what, do these honorable recluses and brahmins proclaim their views?

82. "They proclaim: 'The self is immutable after death, neither percipient nor non-percipient, and:

 A.

 1. material

 2. immaterial

 3. both material and immaterial

 4. neither material nor immaterial

 B.

 1. finite

 2. infinite

 3. both finite and infinite

 4. neither finite nor infinite.'

83. "It is on these eight grounds, bhikkhus, that those recluses and brahmins who maintain a doctrine of neither percipient nor non-percipient immortality proclaim the self to survive neither percipient nor non-percipient after death. Whatever recluses or brahmins maintain a doctrine of neither percipient nor non-percipient immortality, all of them do so on these eight grounds or on a certain one of them. Outside of these there is none.

"This, bhikkhus, the Tathāgata understands... and it is concerning these that those who would rightly praise the Tathāgata in accordance with reality would speak.— 《Brahmajāla Sutta: The All-embracing Net of Views》, Bhikkhu Bodhi의 팔리어 경전의 영역. 영문본

 佛言：「若有異道人，於當來劫，見當來事，所知言各異，皆在四十四見中。其異道人，所知何？謂見無想行無想，亦不無想見，謂知我與世無有想，皆在是八見中。第一見若有異道人，見如是行如是，有色為有我，亦不有想亦不無想，死有後世，我至誠，其餘者為癡。是為第一見。若有異道人，言：『有色無色為有我，亦不有想亦不無想，死有後世，我至誠，其餘者為癡。』是為第二見。第三見若有異道人，言：『有色無色為有我，亦不有想亦不無想於後世，我至誠，其餘者為癡。』是為第三見。第四見若有異道人，亦不有色亦不無色為有我，亦不有想亦不無想於後世，我至誠，其餘者為癡。是為第四見。第五見若有異道人，言：『有限為有我，亦不有想亦不無想於後世，我至誠，其餘者為癡。』是為第五見。第六見若有異道人，言：『無限為有我，亦不有想亦不無想於後世，我至誠，其餘者為癡。』是為第六見。第七見若有異道人，言：『有限無限為有我，亦不有想亦不無想於後世，我至誠，其餘者為癡。』是為第七見。第八見若有異道人，言：『亦不有限亦不無限為有我，亦不有想亦不無想於後世，我至誠，其餘者為癡。』是為第八見。」　佛言：「若有異道人，亦不有想亦不無想行，亦不有想亦不無想見，亦不有想行亦不有想見，皆在是八見中，不能復過是八見上。佛皆知是，所知復過上絕妙知，是以不譏亦不毀，得無為。佛知痛痒所更樂，方便知所從起，佛現無所著意解脫。」

 
부처님께서 말씀하셨다.

“만일 어떤 외도가 미래겁에 대하여 미래의 일을 보고 아는 것과 말하는 것이 각기 다른 것은 모두 44견에 빠진 것이다.

그 외도가 아는 것이 무엇인가? 견해에 상(想)이 없고, 행에 상(想)이 없으며, 또한 상이 없지도 않다는 견해를 지니는 것이다. 이를테면 아(我)와 세계에 대한 상(想)이 없음을 아는 것이니, 모두 8견(見)에 빠진 것이다.

첫 번째 견해, 어떤 외도의 소견이 이와 같고 행이 이와 같아, '색(色)이 있고, 아(我)가 있고, 상(想)은 있는 것도 아니고 또한 없는 것도 아니어서 죽은 후에 후세가 있다. 나의 말만이 진실하고, 그 밖의 것은 어리석다'고 하니, 이것이 첫 번째 견해이다.

어떤 외도가 '색이 있기도 하고 색이 없기도 하며, 아(我)가 있으며 상(想)은 있지도 않고 또한 없지도 않아 죽은 후에 후세가 있다. 나의 말만이 진실하고 그 밖의 것은 어리석다'고 하니, 이것이 두 번째 견해이다.

세 번째 견해, 어떤 외도가 '색이 있기도 하고 색이 없기도 하며, 아(我)가 있으며, 상은 있지도 않고 또한 없지도 않아 후세까지 이어진다. 나의 말만이 진실하고, 그 밖의 것은 어리석다'고 하니, 이것이 세 번째 견해이다.

네 번째 견해, 어떤 외도가 '색이 있지도 않고 색이 없지도 않으며, 아(我)가 있고, 또한 상(想)이 있지도 않고 없지도 않아 후세까지 이어진다. 나의 말만이 진실하고, 그 밖의 것은 어리석다'고 하니, 이것이 네 번째 견해이다.

다섯 번째 견해, 어떤 외도가 '세계는 유한하고, 아(我)가 있으며 또한 상(想)이 있지도 않고 없지도 않아 후세까지 이어진다. 나의 말만이 진실하고, 그 밖의 것은 어리석다'고 하니, 이것이 다섯 번째 견해이다.

여섯 번째 견해, 어떤 외도가 '세계는 무한하고, 아(我)가 있으며 또한 상(想)이 있지도 않고 상이 없지도 않아 후세까지 이어진다. 나의 말만이 진실하고, 그 밖의 것은 어리석다'고 하니, 이것이 여섯 번째 견해이다.

일곱 번째 견해, 어떤 외도가 '세계는 유한하기도 하고 무한하기도 하며, 아(我)가 있으며, 또한 상이 있지도 않고 없지도 않아 후세까지 이어진다. 나의 말만이 진실하고, 그 밖의 것은 어리석다'고 하니, 이것이 일곱 번째 견해이다.

여덟 번째 견해, 어떤 외도가 '세계는 유한하지도 않고, 무한하지도 않으며, 아(我)가 있으며, 또한 상(想)이 있지도 않고 없지도 않아 후세까지 이어진다. 나의 말만이 진실하고, 그 밖의 것은 어리석다'고 하니, 이것이 여덟 번째 견해이다.”

부처님께서 말씀하셨다.

“어떤 외도들이 상이 있지도 않고 없지도 않으며, 행에 대하여 상이 있지도 않고 상이 없지도 않으며, 견해에 대하여 상이 있지 않으며, 또한 행에 대해 상이 있지 않다는 등의 견해를 지닌 것은 모두 이 8견에 빠져 있어 이 8견을 벗어나지 못한다. 부처는 이것을 모두 알고, 아는 것이 이것을 뛰어넘어 절묘하게 안다. 그러므로 나무라지도 않고 비방하지도 않으며 무위를 얻었다. 부처는 통양으로 바뀌는 즐거움임을 알고, 방편이 일어난 유래를 알아 지금 집착이 없는 뜻으로 해탈하였다. 부처님께서 말씀하셨다.
 — 《불설범망육십이견경》. 한문본 & 한글본
有邊等四者。一執我有邊死後非有想非無想。二執我無邊死後非有想非無想。三執我亦有邊亦無邊。死後非有想非無想。四執我非有邊非無邊。死後非有想非無想。
如是一切皆執無色為我。
已得非想非非想處定]者皆容有此執。又此一切皆容執非想非非想處。四無色蘊為我我所。
一由彼定時分促故。以一一蘊為所緣故執我有邊。二由彼定時分長故。總以四蘊為所緣故執我無邊。三由彼定時分或促或長故。或一一蘊或總四蘊為所緣故。執我亦有邊亦無邊。即遮第三為其第四。三門異說如前應知。此中一切皆由所入非想非非想處定想不明了故。執我現在非有想非無想死後亦然。
諸尋伺者及許無色界亦有色者。執色無色為我。隨其所應廣如前說。
如是八種後際分別非有想非無想論。依前所說八事而起。問何故無想論及非有想非無想論中。不說我有一想等八耶。答若亦說者一切皆應名有想論。以有想受者非無想等故。如是一切有想等論說死後故。皆是後際分別見攝。— 《아비달마대비바사론》 제200권. 한문본

### 단멸론 (7견)
단멸론(斷滅論)의 문자 그대로의 뜻은 '끊어지고 소멸한다는 견해 또는 이론'으로, 나, 즉, 자아는 어느 시점 혹은 단계에서 그것의 지속 또는 상속이 끊어지고 완전히 소멸한다는 견해를 뜻한다.
단멸론에는 소멸의 시점 혹은 단계가 어디냐에 따라서 초견부터 제7견까지 총 7가지 견해가 있다.
1. 단멸론 초견은 욕계의 인간계에서 그 몸이 죽음과 동시에 자아가 영원히 소멸한다는 견해이다.
2. 단멸론 제2견은 욕계의 인간계에서의 죽음이 아니라 욕계천(6욕천)에서 그 몸이 죽음과 동시에 자아가 영원히 소멸한다는 견해이다.
3. 단멸론 제3견은 색계천에서 그 몸이 죽음과 동시에 자아가 영원히 소멸한다는 견해이다.
4. 단멸론 제4견은 무색계의 공무변처에서 마음이 죽음과 동시에 자아가 영원히 소멸한다는 견해이다.
5. 단멸론 제5견은 무색계의 식무변처에서 마음이 죽음과 동시에 자아가 영원히 소멸한다는 견해이다.
6. 단멸론 제6견은 무색계의 무소유처에서 마음이 죽음과 동시에 자아가 영원히 소멸한다는 견해이다.
7. 단멸론 제7견은 무색계의 비상비비상처에서 마음이 죽음과 동시에 자아가 영원히 소멸한다는 견해이다.

《유가사지론》 제87권에서는 단멸론을 단견론(斷見論)이라 부르고 있다.

#### (51) 단멸론 초견
諸有沙門、婆羅門作如是論，作如是見：『我身四大、六入，從父母生，乳餔養育，衣食成長，摩捫擁護，然是無常，必歸磨滅，齊是名為斷滅。』第一見也。

 
여러 사문 바라문들은 이러한 주장을 하고 이러한 견해를 가진다.

'내 몸의 4대(大)와 6입(入)은 부모로부터 나서 젖을 먹고 길러지고 옷과 음식으로 자라나며 보살핌과 보호를 받는다. 그러나 이것은 무상하여 반드시 없어져[磨滅]버린다. 그러므로 단멸이라 이름한다.'

이것이 제1견이다.
 — 《장아함경》 제14권 〈21. 범동경(梵動經)〉. 한문본 & 한글본
有人說言。我今此身四大六入。父母所生。乳餔所養。衣食所成。摩捫擁護。然是無常終歸斷滅。是為初見。— 《대승의장》 제6권 〈62견의(六十二見義)〉. 한문본

85. "Herein, bhikkhus, a certain recluse or a brahmin asserts the following doctrine and view: 'The self, good sir, has material form; it is composed of the four primary elements and originates from father and mother. Since this self, good sir, is annihilated and destroyed with the breakup of the body and does not exist after death, at this point the self is completely annihilated.' In this way some proclaim the annihilation, destruction, and extermination of an existent being.— 《Brahmajāla Sutta: The All-embracing Net of Views》, Bhikkhu Bodhi의 팔리어 경전의 영역. 영문본

 佛言：「我所知法，深奧深照，我悉了。若有賢者弟子聞知，便說佛功德。」　佛言：「若有異道人，當來劫見當來事，於無央數道，所知言各異，皆在四十四見中。其異道人，所知何？謂若有異道人，言：『無行無有見，無有人念空知。』皆在七見中。其異道人，言：『無行無有見，無有人念空者，所知何？謂若有異道人，見如是如是諸我色四大，父母所生，以飲食而長，在非常沐浴衣，身死在地，骨節解墮，別離異處，風吹其身，破碎壞敗，以後世不復生死，如是便滅盡。』是為第一見。

 
부처님께서 말씀하셨다.

“내가 아는 법은 심오하여 깊게 비추고 나는 모든 것을 분명하게 아니, 만일 어떠한 현자와 제자라도 그것을 듣고 안다면 곧 부처의 공덕을 말할 것이다.”

부처님께서 말씀하셨다.

“만일 어떤 외도가 미래겁에 대하여 미래의 일을 보고 무앙수의 도로 아는 것과 말하는 것이 각기 다른 것은 모두 44견에 빠진 것이다.

그 외도가 아는 것은 무엇인가? 어떤 외도가 '행이 없고 견해가 없으며, 사람ㆍ생각ㆍ허공ㆍ지(知)가 없다'고 말하는 것은 모두 7견(見)에 빠진 것이다.

그 외도가 '행이 없고 견해가 없으며, 사람ㆍ생각ㆍ허공이 없다'고 말하는데, 그가 아는 것은 무엇인가? 어떤 외도의 견해가 이와 같고 이와 같아서 '4대(大)로 이루어진 아(我)라는 색(色)은 부모에게서 태어나 음식을 먹고 자라지만 항상 존재하지 않는 것이어서 그 몸을 목욕시키고 옷을 입혀도 죽으면 땅에 묻혀 뼈마디가 떨어져 나가 뿔뿔이 다른 곳으로 흩어지고, 바람이 불면 그 몸이 산산이 부서지고 무너져 후세에 다시 나고 죽음을 되풀이할 수 없다. 이와 같이 소멸되어 없어진다'고 하니, 이것이 첫 번째 견해이다.”
 — 《불설범망육십이견경》. 한문본 & 한글본
七斷滅論者。一作是念。此我有色麁四大種所造為性。死後斷滅畢竟無有。齊此名為我正斷滅。彼見此生受胎為初死時為後便作是念。我受胎時本無而有。若至死位有已還無名善斷滅。— 《아비달마대비바사론》 제200권. 한문본

#### (52) 단멸론 제2견
或有沙門、婆羅門作是說，言：『此我不得名斷滅，我欲界天斷滅無餘，齊是為斷滅。』是為二見。

 
혹 어떤 사문 바라문은 이렇게 말한다.

'지금의 나를 단멸한다고 말할 수는 없다. 그러나 나는 욕계천(欲界天)에서 남김 없이 단멸한다. 이러하므로 단멸이라 한다.'

이것이 제2견이다.
 — 《장아함경》 제14권 〈21. 범동경(梵動經)〉. 한문본 & 한글본
復有人言。我今此身不得滅盡。至欲界天。斷滅無餘。是為二見。— 《대승의장》 제6권 〈62견의(六十二見義)〉. 한문본

86. "To him another says: 'There is, good sir, such a self as you assert. That I do not deny. But it is not at that point that the self is completely annihilated. For there is, good sir, another self — divine, having material form, pertaining to the sense sphere, feeding on edible nutriment. That you neither know nor see, but I know it and see it. Since this self, good sir, is annihilated and destroyed with the breakup of the body and does not exist after death, at this point the self is completely annihilated.' In this way others proclaim the annihilation, destruction, and extermination of an existent being.— 《Brahmajāla Sutta: The All-embracing Net of Views》, Bhikkhu Bodhi의 팔리어 경전의 영역. 영문본

 第二見復有異道人，言：『死非如此破敗，更有我復過其上。何所是我踰上者？其我者，色天及欲行天，彼我者若死壞敗，後世不復生死。』是為第二見。

 
두 번째 견해, 또 어떤 어떤 외도가 '죽으면 이와 같이 부서지고 무너지는 것이 아니다. 다시 아(我)가 있어서 또 그곳을 뛰어넘어 올라가니, 어느 곳으로 이 아(我)가 그곳을 뛰어넘어 올라가는가? 그 아(我)는 색천(色天)과 욕행천(欲行天:欲天)으로 올라간다. 그 아(我)가 죽으면 무너지고 부서져 후세에 다시 나고 죽음을 되풀이하지 않는다'고 하니, 이것이 두 번째 견해이다.
 — 《불설범망육십이견경》. 한문본 & 한글본
二作是念。此我欲界天死後斷滅畢竟無有。齊此名為我正斷滅。彼作是念。我既不因產門而生。本無而有。有已還無。如彗星等名善斷滅。— 《아비달마대비바사론》 제200권. 한문본

#### (53) 단멸론 제3견
或有沙門、婆羅門作是說，言：『此非斷滅，我色界化身，諸根具足，斷滅無餘，是為斷滅。』

 
어떤 사문 바라문은 이렇게 말한다.

'이것은 단멸이 아니다. 그러나 모든 근(根)이 갖추어져 있는 화신(化身)은 색계(色界)에서 남김 없이 단멸한다. 이것을 단멸이라 한다.'
 — 《장아함경》 제14권 〈21. 범동경(梵動經)〉. 한문본 & 한글본
復有人言。欲界天身。不得滅盡。色界地身。諸根具足。彼報盡竟。斷滅無餘。是為三見。— 《대승의장》 제6권 〈62견의(六十二見義)〉. 한문본

87. "To him another says: 'There is, good sir, such a self as you assert. That I do not deny. But it is not at that point that the self is completely annihilated. For there is, good sir, another self — divine, having material form, mind-made, complete in all its limbs and organs, not destitute of any faculties. That you neither know nor see, but I know it and see it. Since this self, good sir, is annihilated and destroyed with the breakup of the body and does not exist after death, at this point the self is completely annihilated.' In this way others proclaim the annihilation, destruction, and extermination of an existent being.— 《Brahmajāla Sutta: The All-embracing Net of Views》, Bhikkhu Bodhi의 팔리어 경전의 영역. 영문본

 第三見若有異道人，言：『我者死非如此壞敗，更有異我，復過其上。其我者色無意故，彼我若死壞敗，後世不復生死。』是為第三見。

 
세 번째 견해, 어떤 외도가 '아(我)는 죽어도 이와 같이 무너지거나 없어지지 않는다. 다시 다른 아(我)가 있어서 그곳을 뛰어넘어 올라가는데, 그 아(我)는 색에 대하여 생각이 없다. 그러므로 그 아(我)가 죽으면 무너지고 부서져 후세에 다시 나고 죽음을 되풀이하지 않는다'고 하니, 이것이 세 번째 견해이다.
 — 《불설범망육십이견경》. 한문본 & 한글본
三作是念。此我色界天死後斷滅畢竟無有。齊此名為我正斷滅。彼作是念。我既不因產門而生。本無而有。由等至力。有已還無名善斷滅。或有說者。此三斷見皆緣已離初靜慮染有情而起。彼斷見者。雖已得定而未能離初靜慮染。所發天眼唯見下地。前三有情既命終已皆生上地。所受中有生有等身。非彼境界便作是念。得靜慮者既命終已悉皆斷滅。— 《아비달마대비바사론》 제200권. 한문본

#### (54) 단멸론 제4견
有言：『此非斷滅，我無色空處斷滅。』

 
어떤 자는 말한다.

'이것은 단멸이 아니다. 그러나 나는 무색공처(無色空處)에서 단멸한다.'
 — 《장아함경》 제14권 〈21. 범동경(梵動經)〉. 한문본 & 한글본
復有人言。色界地中。不得滅盡。空處報盡斷滅無餘。是為四見。— 《대승의장》 제6권 〈62견의(六十二見義)〉. 한문본

88. "To him another says: 'There is, good sir, such a self as you assert. That I do not deny. But it is not at that point that the self is completely annihilated. For there is, good sir, another self belonging to the base of infinite space, (reached by) the complete surmounting of perceptions of material form, by the disappearance of perceptions of resistance, by non-attention to perceptions of diversity, (by contemplating) "Space is infinite." That you neither know nor see, but I know it and see it. Since this self, good sir, is annihilated and destroyed with the breakup of the body and does not exist after death, at this point the self is completely annihilated.' In this way others proclaim the annihilation, destruction, and extermination of an existent being.— 《Brahmajāla Sutta: The All-embracing Net of Views》, Bhikkhu Bodhi의 팔리어 경전의 영역. 영문본

 第四見復有異道人，言：『我者非如此死壞敗，更有我復過其上。其我者何？謂其我皆過諸色想天，悉踰瞋恚想天，念種種無央數虛空知行。其我若死壞敗，後世不復生死。』是為第四見。

 
네 번째 견해, 또 어떤 외도가 '아(我)는 죽어도 이와 같이 무너지거나 없어지지 않는다. 다시 아(我)가 있어서 다시 그곳을 뛰어넘어 위로 올라가니, 그 아(我)는 무엇인가? 그 아(我)는 색에 대한 상(想)을 지닌 하늘을 모두 뛰어넘고, 성내는 상(想)을 지닌 하늘을 모두 뛰어넘어 가지가지 무앙수(無央數)의 허공지천(虛空知天:空無邊處)에서의 가행(加行)을 생각한다. 그 아(我)가 죽으면 무너지고 없어져 후세에 다시 나고 죽음을 되풀이하지 않는다'고 하니, 이것이 네 번째 견해이다.
 — 《불설범망육십이견경》. 한문본 & 한글본
四作是念。此我空無邊處天死後斷滅畢竟無有。齊此名為我正斷滅。— 《아비달마대비바사론》 제200권. 한문본

#### (55) 단멸론 제5견
有言：『此非斷滅，我無色識處斷滅。』

 
어떤 자는 말한다.

'이것은 단멸이 아니다. 그러나 나는 무색식처(無色識處)에서 단멸한다.'
 — 《장아함경》 제14권 〈21. 범동경(梵動經)〉. 한문본 & 한글본
復有人言。空處地中。不得滅盡。識處報盡。斷滅無餘。是為五見。— 《대승의장》 제6권 〈62견의(六十二見義)〉. 한문본

89. "To him another says: 'There is, good sir, such a self as you assert. That I do not deny. But it is not at that point that the self is completely annihilated. For there is, good sir, another self belonging to the base of infinite consciousness, (reached by) completely surmounting the base of infinite space (by contemplating): "Consciousness is infinite." That you neither know nor see. But I know it and see it. Since this self, good sir, is annihilated and destroyed with the breakup of the body and does not exist after death — at this point the self is completely annihilated.' In this way some proclaim the annihilation, destruction, and extermination of an existent being.— 《Brahmajāla Sutta: The All-embracing Net of Views》, Bhikkhu Bodhi의 팔리어 경전의 영역. 영문본

 第五見復有異道人，言：『我者不如死壞敗，更有我復過其上。其我者何？謂其我皆喻一切虛空知天，無央數名識知天。所念行其天，若不壞敗時，後世便不復生死。』是為第五見。

 
다섯 번째 견해, 어떤 외도가 '아(我)는 죽으면 이와 같이 무너지거나 없어지지 않는다. 다시 아(我)가 있어서 그곳을 뛰어넘어 위로 올라간다. 그 아(我)는 무엇인가? 그 아(我)는 모든 허공지천(虛空知天)을 뛰어넘어12) 무앙수의 이름이 식지천(識知天)인 하늘에서의 가행(加行)을 생각한다. 만일 그 하늘이 무너져 없어지지 않을 때에는 후세에 다시 나고 죽음을 되풀이하지 않는다'고 하니, 이것이 다섯 번째 견해이다.

12) 고려본에는 유(喩)로 되어 있으나 명본의 유(踰)를 따랐다
 — 《불설범망육십이견경》. 한문본 & 한글본
五作是念。此我識無邊處天死後斷滅畢竟無有。齊此名為我正斷滅。— 《아비달마대비바사론》 제200권. 한문본

#### (56) 단멸론 제6견
有言：『此非斷滅，我無色不用處斷滅。』

 
어떤 자는 말한다.

'이것은 단멸이 아니다. 그러나 나는 무색불용처(無色不用處)에서 단멸한다.'
 — 《장아함경》 제14권 〈21. 범동경(梵動經)〉. 한문본 & 한글본
復有人言。識處地中。不得斷滅。無處有盡斷滅無餘。是為六見。— 《대승의장》 제6권 〈62견의(六十二見義)〉. 한문본

90. "To him another says: 'There is, good sir, such a self as you assert. That I do not deny. But it is not at that point that the self is completely annihilated. For there is, good sir, another self belonging to the base of nothingness, (reached by) completely surmounting the base of infinite consciousness (by contemplating): "There is nothing." That you neither know nor see. But I know it and see it. Since this self, good sir, is annihilated and destroyed with the breakup of the body and does not exist after death — at this point the self is completely annihilated.' In this way some proclaim the annihilation, destruction, and extermination of an existent being.— 《Brahmajāla Sutta: The All-embracing Net of Views》, Bhikkhu Bodhi의 팔리어 경전의 영역. 영문본

 第六見復有異道人，言：『我者不如此死壞敗，更有我復過其上。其我者何？謂皆踰一切識知天，不復著，名無識知念行。其天我者死壞敗，後世不復生死。』是為第六見。

 
여섯 번째 견해, 또 어떤 외도가 '아(我)는 죽어도 이와 같이 무너지거나 없어지지 않는다. 다시 아(我)가 있어서 그곳을 뛰어넘어 위로 올라간다. 그 아(我)는 무엇인가? 모든 식지천(識知天)을 뛰어넘어 다시는 집착하지 않고 이름이 무식지천(無識知天)인 하늘에서의 가행을 생각한다. 그 하늘에서 아(我)는 죽어서 무너지고 없어져 후세에 다시 나고 죽음을 되풀이하지 않는다'고 하니, 이것이 여섯 번째 견해이다.
 — 《불설범망육십이견경》. 한문본 & 한글본
六作是念。此我無所有處天死後斷滅畢竟無有。齊此名為我正斷滅。— 《아비달마대비바사론》 제200권. 한문본

#### (57) 단멸론 제7견
有言：『此非斷滅，我無色有想無想處斷滅，是第七斷滅。』

 
어떤 자는 말한다.

'이것은 단멸이 아니다. 그러나 나는 무색유상무상처(無色有想無想處)에서 단멸한다.'

이것이 제7단멸이다.
 — 《장아함경》 제14권 〈21. 범동경(梵動經)〉. 한문본 & 한글본
復有人言。無所有處不得滅盡。非想報盡斷滅無餘。是為七見(此四門竟)。— 《대승의장》 제6권 〈62견의(六十二見義)〉. 한문본

91. "To him another says: 'There is, good sir, such a self as you assert. That I do not deny. But it is not at that point that the self is completely annihilated. For there is, good sir, another self belonging to the base of neither perception nor non-perception, (reached by) completely surmounting the base of nothingness (by contemplating): "This is the peaceful, this is the sublime." That you neither know nor see. But I know it and see it. Since this self, good sir, is annihilated and destroyed with the breakup of the body and does not exist after death — at this point the self is completely annihilated.' In this way some proclaim the annihilation, destruction, and extermination of an existent being.— 《Brahmajāla Sutta: The All-embracing Net of Views》, Bhikkhu Bodhi의 팔리어 경전의 영역. 영문본

 第七見復有異道人，言：『我者非如此死壞敗，更有我復過其上。其我者何？謂皆踰一切無識知天。其天人無想有想念行。其天我者死壞敗時，後世便不復生死。』是為第七見。」　佛言：「所可謂異道人行滅壞見無行無有想無人念空，皆在是七見中，於七見中不復能過上。佛皆知是，所知復過其上絕妙知，是以不譏亦不毀之，得無為。佛知痛痒所更樂故，便知所從起、起以現，佛無所著意善解。

 
“일곱 번째 견해, 또 어떤 외도가 '아(我)는 죽어도 이와 같이 무너져 없어지지 않는다. 다시 아(我)가 있어서 그곳을 뛰어넘어 위로 올라간다. 그 아(我)는 무엇인가? 모든 무식지천(無識知天)을 뛰어넘은 그 하늘의 천인들은 상(想)이 없기도 하고 상(想)이 있기도 하며 가행을 생각한다. 그 하늘에서 아(我)는 죽어서 무너지고 없어져 후세에 다시 나고 죽음을 되풀이하지 않는다'고 하니, 이것이 일곱 번째 견해이다.”

부처님께서 말씀하셨다.

“이것이 이른바 외도들이 단멸견[滅壞見]을 행하며, 행(行)도 없고 상(想)도 없고, 사람ㆍ생각ㆍ허공도 없다고 하는 것이니, 모두 이 7견에 빠져 있어 그것을 벗어날 수 없다.

부처는 이것을 모두 알고 그 아는 것을 뛰어넘어 절묘하게 안다. 그러므로 나무라지도 않고 비방하지도 않고 무위를 얻었다.

부처는 통양으로 바뀌는 즐거움임을 안다. 그러므로 그것이 생긴 유래를 알고, 현재 부처는 집착이 없는 뜻으로 잘 해탈하였다.
 — 《불설범망육십이견경》. 한문본 & 한글본
七作是念。此我非想非非想處天死後斷滅畢竟無有。齊此名為我正斷滅。
此中後四有執空無邊處為生死頂。乃至有執非想非非想處為生死頂。若執空無邊處為生死頂。彼執空無邊處死後無有名善斷滅。乃至若執非想非非想處為生死頂。彼執非想非非想處死後無有名善斷滅。如是七種後際分別諸斷滅論。依前所說七事而起。如是七種皆說死後。故是後際分別見攝。— 《아비달마대비바사론》 제200권. 한문본

### 현재니원론 (5견)
현재니원론(現在泥洹論) 또는 5현열반론(五現涅槃論)에서 '현재니원론'과 '현열반론'의 문자 그대로의 뜻은 '현재를 열반으로 여기는 견해 또는 이론'으로, 물질적 노력 또는 영적 수행을 통해 성취한, 완전한 깨달음의 상태가 아닌 현재의 상태 또는 경지, 예를 들어, 욕계에서 산해진미와 풍요로운 재화를 누리는 상태 또는 색계의 제4선을 성취한 중간 상태의 경지를 열반, 즉, 완전한 깨달음의 상태, 즉, 최고의 상태라고 여기는 견해를 뜻한다.
현재니원론에는 어느 상태 혹은 경지를 완전한 깨달음의 상태, 즉, 열반으로 여기는지에 따라 초견부터 제5견까지 총 5가지 견해가 있다.
1. 현재니원론 초견은 욕계에서 5욕의 쾌락을 향수하는 것, 즉, 욕계오취지(欲界五趣地)의 상태를 열반, 즉, 최고의 상태라고 주장하는 견해이다.
2. 현재니원론 제2견은 색계의 초선(初禪)의 경지, 즉, 이생희락지(離生喜樂地)의 경지를 열반, 즉, 최고의 상태라고 주장하는 견해이다.
3. 현재니원론 제3견은 색계의 제2선(第二禪)의 경지, 즉, 정생희락지(定生喜樂地)의 경지를 열반, 즉, 최고의 상태라고 주장하는 견해이다.
4. 현재니원론 제4견은 색계의 제3선(第三禪)의 경지, 즉, 이희묘락지(離喜妙樂地)의 경지를 열반, 즉, 최고의 상태라고 주장하는 견해이다.
5. 현재니원론 제5견은 색계의 제4선(第四禪)의 경지, 즉, 사념청정지(捨念淸淨地)의 경지를 열반, 즉, 최고의 상태라고 주장하는 견해이다.

《유가사지론》 제87권에서는 현재니원론을 현법열반론(現法涅槃論)이라 부르고 있다. 현법열반론의 문자 그대로의 뜻은 '현재의 법을 열반으로 여기는 견해 또는 이론'으로, 여기서 '현재의 법'이란 현재의 존재 상태, 즉, 물질적 노력이나 영적 수행을 통해 성취한 상태 또는 경지를 의미한다. 따라서 '현법열반론'은 '현재니원론'과 마찬가지로 열반, 즉, 완전한 깨달음의 상태가 아닌 경지를 열반, 완전한 깨달음, 또는 최고의 상태라고 여기는 것을 뜻한다.
혜원의 《대승의장》 제6권에 따르면, 무색계의 4무색정(四無色定)의 경지도, 즉, 공무변처지(空無邊處地) · 식무변처지(識無邊處地) · 무소유처지(無所有處地) · 비상비비상처지(非想非非想處地)도 그 각각이 현재니원론의 대상이 되지만, 색계의 4선(四禪)을 통해 충분히 유추할 수 있으므로 생략된 것이다.

#### (58) 현재니원론 초견
諸有沙門、婆羅門作是見，作是論，說：『我於現在五欲自恣，此是我得現在泥洹。』是第一見。

 
여러 사문 바라문들은 이러한 견해를 가지고 이렇게 주장한다.

'나는 현세에서 5욕(欲)을 마음대로 누린다. 이것이 내가 현세에 니원을 얻은 것이다.'

이것이 제1견이다.
 — 《장아함경》 제14권 〈21. 범동경(梵動經)〉. 한문본 & 한글본
有人說言。我今此身即是泥洹。所以者何。我於現在五欲。自恣受於快樂。是故此身即是泥洹。過是更無。是為初見。— 《대승의장》 제6권 〈62견의(六十二見義)〉. 한문본

94. "Herein, bhikkhus, a certain recluse or a brahmin asserts the following doctrine or view: 'When this self, good sir, furnished and supplied with the five strands of sense pleasures, revels in them — at this point the self attains supreme Nibbāna here and now.' In this way some proclaim supreme Nibbāna here and now for an existent being.— 《Brahmajāla Sutta: The All-embracing Net of Views》, Bhikkhu Bodhi의 팔리어 경전의 영역. 영문본

 佛言：「若有異道人，於當來劫中見當來，於無央數道，所說各異，皆在四十四見中。復有異道人自說：『今現念行無為，現在見無為。』若人至其所，便為說：『現在無為。』皆在五見中。有異道人，見如是，說行亦爾，其在殿舍自快，以五欲自娛樂。其人言：『我現在得無為。』是為第一見。

 
부처님께서 말씀하셨다.

“만일 어떤 외도가 미래겁에 대하여 미래의 일을 보고 무앙수의 도로 말하는 것이 각기 다른 것은 모두 44견에 빠진 것이다.

어떤 외도가 스스로 '지금 현재 생각과 행(行)의 무위(無爲)를 얻었고, 현재 견해의 무위를 얻었다'고 말하며, 만일 어떤 사람이 그가 있는 곳으로 오면, 곧 '현재에 무위를 얻었다'고 말하니, 모두 이 5견에 빠진 것이다.

어떤 외도의 견해가 이와 같고 말과 행이 또 그러하여 그가 집에 있으면서 스스로 기뻐하고, 5욕(欲)으로 스스로 즐기며, 그 사람은 '나는 현재 무위를 얻었다'고 하니, 이것이 첫 번째 견해이다.”
 — 《불설범망육십이견경》. 한문본 & 한글본
五現法涅槃論者。謂外道執。若於現在我受安樂名得涅槃。若我有苦爾時不名得涅槃者不安樂故。
初作是念。此我清淨解脫出離一切災橫。謂現受用妙五欲樂爾時名得現法涅槃。— 《아비달마대비바사론》 제200권. 한문본

#### (59) 현재니원론 제2견
復有沙門、婆羅門作是說：『此是現在泥洹，非不是，復有現在泥洹微妙第一，汝所不知，獨我知耳；如我去欲、惡不善法，有覺、有觀離生喜、樂，入初禪，此名現在泥洹。』是第二見。

 
또 어떤 사문 바라문은 이렇게 말한다.

'그것이 현세에 니원이 아닌 것은 아니지만, 다시 제일 미묘한 현세의 니원이 있다. 이것은 네가 모르는 것으로 오직 나만이 안다. 나는 욕심[欲]과 악하고 착하지 못한 법을 버리고, 각(覺)도 있고 관(觀)이 있으며, 여의는 데서 생기는 기쁨[喜]과 즐거움[樂]이 있는 초선(初禪)에 들어간다. 이것을 현세의 니원이라 한다.'

이것이 제2견이다.
 — 《장아함경》 제14권 〈21. 범동경(梵動經)〉. 한문본 & 한글본
復有人言。此現在身。非是泥洹。更有泥洹。微妙第一。我獨知之。餘人不達。如我斷滅欲惡不善。有覺有觀離生喜樂入初禪行。齊是名為現在泥洹。過是更無。是為二見。— 《대승의장》 제6권 〈62견의(六十二見義)〉. 한문본

95. "To him another says: 'There is, good sir, such a self as you assert. That I do not deny. But it is not at that point that the self attains supreme Nibbāna here and now. What is the reason? Because, good sir, sense pleasures are impermanent, suffering, subject to change, and through their change and transformation there arise sorrow, lamentation, pain, grief, and despair. But when the self, quite secluded from sense pleasures, secluded from unwholesome states, enters and abides in the first jhāna, which is accompanied by initial and sustained thought and contains the rapture and happiness born of seclusion — at this point, good sir, the self attains supreme Nibbāna here and now.' In this way others proclaim supreme Nibbāna here and now for an existent being.— 《Brahmajāla Sutta: The All-embracing Net of Views》, Bhikkhu Bodhi의 팔리어 경전의 영역. 영문본

 第二見復有異道人，言：『不如餘者言有我，現在無為也，更有現在得無為。何謂現在無為？若比丘離欲，脫惡不善之法，意念行善安樂，便第一禪。其人滅盡，我者後世不復生死，是我現在得無為。』是為第二見。

 
두 번째 견해, 또 어떤 외도가 "다른 사람들이 '아(我)가 있어서 무위를 얻었다'는 것과는 다르니, 다른 아(我)가 있어서 현재에 무위를 얻었다. 무엇을 현재에 무위를 얻었다고 하는가? 만일 비구가 욕망을 멀리하고 좋지 못한 나쁜 법을 벗어나면 뜻ㆍ생각ㆍ행(行)이 있어도 훌륭하게 안락을 성취하니, 곧 제1 선정이다. 그 사람이 죽어 없어지면 아(我)는 후세에 다시 나고 죽음을 되풀이하지 않는다. 이것이 내가 현재에 무위를 얻은 것이다"라고 하니, 이것이 두 번째 견해이다.
 — 《불설범망육십이견경》. 한문본 & 한글본
第二能見諸欲過失彼作是念。欲所生樂眾苦所隨多諸怨害。定所生樂微妙寂靜無眾苦隨離諸怨害。復作是念。此我清淨解脫出離一切災橫。謂現安住最初靜慮。爾時名得現法涅槃— 《아비달마대비바사론》 제200권. 한문본

#### (60) 현재니원론 제3견
復有沙門、婆羅門作如是說：『此是現在泥洹，非不是，復有現在泥洹微妙第一，汝所不知，獨我知耳；如我滅有覺、觀，內喜、一心，無覺、無觀，定生喜、樂，入第二禪。』齊是名現在泥洹，是為第三見。

 
또 어떤 사문 바라문은 이렇게 말한다.

'그것이 현세에 니원이 아닌 것은 아니지만, 다시 제일 미묘한 현세의 니원이 있다. 이것은 네가 모르는 것으로 오직 나만이 안다. 나는 각(覺)과 관(觀)을 멸하고 안으로 기쁜 한마음[一心]이 되어 각도 없고 관도 없으며, 선정에서 생기는 기쁨과 즐거움[定生喜樂]이 있는 제2선에 들어간다. 이것을 현세의 니원이라 한다.'

이것이 제3견이다.
 — 《장아함경》 제14권 〈21. 범동경(梵動經)〉. 한문본 & 한글본
復有人言。更有泥洹。微妙第一。我獨知之。餘人不達。如我現在。滅離覺觀。內淨一心。無覺無觀。定生喜樂入二禪行。齊是名為現在泥洹。過是更無。是為三見。— 《대승의장》 제6권 〈62견의(六十二見義)〉. 한문본

96. "To him another says: 'There is, good sir, such a self as you assert. That I do not deny. But it is not at that point that the self attains supreme Nibbāna here and now. What is the reason? Because that jhāna contains initial and sustained thought; therefore it is declared to be gross. But when, with the subsiding of initial and sustained thought, the self enters and abides in the second jhāna, which is accompanied by internal confidence and unification of mind, is free from initial and sustained thought, and contains the rapture and happiness born of concentration — at this point, good sir, the self attains supreme Nibbāna here and now.' In this way others proclaim supreme Nibbāna here and now for an existent being.— 《Brahmajāla Sutta: The All-embracing Net of Views》, Bhikkhu Bodhi의 팔리어 경전의 영역. 영문본

 第三見復有沙門道人，復言：『不如餘者所說，不用此我現在得無為，更有現無為，復過其上。何謂現在無為？其比丘滅意內寂定，其志一不念亦不行，三昧喜樂，便行第二禪，其人滅盡現在得無為。』是為第三見。

 
세 번째 견해, 또 어떤 사문 도인(道人)이 또 "다른 사람들이 말하는 '이 아(我)가 현재에 무위를 얻은 것이 아니고, 다른 아(我)가 있어서 또 현재에 무위를 얻었다'고 하는 것과 다르고, 그보다 훌륭하다. 무엇을 현재에 무위를 얻었다고 하는가? 그 비구의 뜻이 소멸되고 마음속이 적정(寂定)하여 그 뜻이 전일하고 생각도 일어나지 않고 또 행도 없으면 삼매에 들어 희락(喜樂)을 성취하니, 이것이 곧 제2 선정을 행하는 것이다. 그 사람이 죽으면 없어지지만 현재에 무위를 얻었다"고 하니, 이것이 세 번째 견해이다.
 — 《불설범망육십이견경》. 한문본 & 한글본
第三能見諸欲尋伺俱有過失。彼作是念。此我清淨解脫出離一切災橫。謂現安住第二靜慮爾時名得現法涅槃。— 《아비달마대비바사론》 제200권. 한문본

#### (61) 현재니원론 제4견
復有沙門、婆羅門作是說，言：『此是現在泥洹，非不是，復有現在泥洹微妙第一，汝所不知，獨我知耳；如我除念、捨、喜、住樂，護念一心，自知身樂，賢聖所說，入第三禪。』齊是名現在泥洹，是為第四見。

 
또 어떤 사문 바라문은 이렇게 말한다.

'그것이 현세의 니원이 아닌 것은 아니지만 다시 제일 미묘한 현세의 니원이 있다. 이것은 네가 모르는 것으로 오직 나만이 안다. 나는 염(念)을 없애고 기쁨을 버리고 즐거움에 머무르며 한마음으로 바른 생각을 가진다. 그리하여 현성께서 말씀하신 몸의 즐거움을 스스로 알아 제3선에 들어간다. 이것을 현세의 니원이라 한다.'

이것이 제4견이다.
 — 《장아함경》 제14권 〈21. 범동경(梵動經)〉. 한문본 & 한글본
復有人言。更有泥洹。微妙第一。唯我獨知。餘人不達。如我除喜行捨。憶念安慧受樂入三禪行。齊是名為現在泥洹。過是更無。是為四見。— 《대승의장》 제6권 〈62견의(六十二見義)〉. 한문본

97. "To him another says: 'There is, good sir, such a self as you assert. That I do not deny. But it is not at that point that the self attains supreme Nibbāna here and now. What is the reason? It is declared to be gross because of the mental exhilaration connected with rapture that exists there. But when, with the fading away of rapture, one abides in equanimity, mindful and clearly comprehending, and still experiencing happiness with the body, enters and abides in the third jhāna, so that the ariyans announce: "He abides happily, in equanimity and mindfulness" — at this point, good sir, the self attains supreme Nibbāna here and now.' In this way some proclaim supreme Nibbāna here and now for an existent being.— 《Brahmajāla Sutta: The All-embracing Net of Views》, Bhikkhu Bodhi의 팔리어 경전의 영역. 영문본

 第四見復有沙門道人言：『不如餘者言，不用此我現在得無為，更有現無為，復過其上。何謂現在無為？其有比丘，喜離婬妷悅觀行，常寂悅身行如賢者，所觀行常安，便行第三禪。』是為第四見。

 
네 번째 견해, 또 어떤 사문 도인(道人)이 "다른 사람들이 말하는 '이 아(我)가 현재에 무위를 얻은 것이 아니고, 또 다른 아(我)가 있어서 현재에 무위를 얻었다'고 하는 것과 다르고, 그보다 훌륭하다. 무엇을 현재에 무위를 얻었다고 하는가? 그 비구가 즐거이 음욕을 멀리하고 관행(觀行)을 즐거워하며, 언제나 적정(寂靜)의 즐거움을 누리며, 현자(賢者)가 관행을 하는 것과 같아 항상 안락하면 곧 제3 선정을 행하는 것이다"라고 하니, 이것이 네 번째 견해이다.
 — 《불설범망육십이견경》. 한문본 & 한글본
第四能見諸欲尋伺及喜過失。彼作是念。此我清淨解脫出離一切災橫。謂現安住第三靜慮爾時名得現法涅槃。— 《아비달마대비바사론》 제200권. 한문본

#### (62) 현재니원론 제5견
復有沙門、婆羅門作是說，言：『此是現在泥洹，非不是，現在泥洹復有微妙第一，汝所不知，獨我知耳；如我樂滅、苦滅，先除憂、喜，不苦不樂，護念清淨，入第四禪。』此名第一泥洹，是為第五見。

 
또 어떤 사문 바라문은 이렇게 말한다.

'그것이 현세의 니원이 아닌 것은 아니지만 다시 제일 미묘한 현세의 니원이 있다. 이것은 네가 모르는 것으로 오직 나만이 안다. 나는 즐거움도 멸하고 괴로움도 멸하는데, 걱정과 기쁨은 이미 멸하였으며, 괴롭지도 않고 즐겁지도 않은 바른 생각으로 청정한 제4선에 들어간다. 이것을 첫째가는 니원이라 한다.'

이것이 제 5견이다.
 — 《장아함경》 제14권 〈21. 범동경(梵動經)〉. 한문본 & 한글본
復有人言。更有泥洹。第一微妙。唯我獨知。餘人不達。如我現在斷苦斷樂。先滅憂喜。不苦不樂捨念清淨。入第四禪。齊是名為現在泥洹。過是更無。是為五見。— 《대승의장》 제6권 〈62견의(六十二見義)〉. 한문본

98. "To him another says: 'There is, good sir, such a self as you assert. That I do not deny. But it is not at that point that the self attains supreme Nibbāna here and now. What is the reason? It is declared to be gross because a mental concern, 'Happiness,' exists there. But when, with the abandoning of pleasure and pain, and with the disappearance of previous joy and grief, one enters and abides in the fourth jhāna, which is without pleasure and pain and contains purification of mindfulness through equanimity — at this point, good sir, the self attains supreme Nibbāna here and now.' In this way some proclaim supreme Nibbāna here and now for an existent being.— 《Brahmajāla Sutta: The All-embracing Net of Views》, Bhikkhu Bodhi의 팔리어 경전의 영역. 영문본

 第五見復有沙門道人，言：『不如餘者言，不用此現在得無為。更有現在無為，復過其上。何謂現在無為？其有比丘，斷樂斷苦，無有昔時可意不可意，亦不苦亦不樂，常奉清淨，便行第四禪。其人現在得無為滅盡，以後世不復生死。』是為第五見。」　佛言：「所可謂有沙門道人，說現在無為，見現在無為者，念現在無為者，皆在是五見中，不能復過是五見上。佛皆知是，所知復踰上絕妙知。是以不譏亦不毀，得無為。佛知痛痒所更樂，方便知所從起以現，佛無所著意善解，我所知法，深奧深照，我悉了知。若有賢者弟子聞知之，便說佛功德。」

 
“다섯 번째 견해, 다시 어떤 사문 도인이 "다른 사람들이 말하는 '이 아(我)가 현재에 무위를 얻은 것이 아니고, 다른 아(我)가 있어서 현재에 무위를 얻었다'고 하는 것과 다르고, 그보다 훌륭하다. 무엇을 현재에 무위를 얻었다고 하는가? 그 비구가 즐거움도 끊고 괴로움도 끊었으며, 지난 일에 대하여 뜻에 맞음과 뜻에 맞지 않는 것이 없으며, 또한 괴롭지도 않고, 또 즐겁지도 않으며, 항상 청정(淸淨)을 받들어 행하면 곧 제4 선정을 행하는 것이다. 그 사람은 현재에 무위를 얻어 죽어 없어진 후세에 다시 나고 죽음을 되풀이하지 않는다"고 하니, 이것이 다섯 번째 견해이다.”

부처님께서 말씀하셨다.

“이른바 어떤 사문 도인이 말하는 현재에 무위를 얻었다, 견해에 대한 현재의 무위를 얻었다, 생각에 대한 현재의 무위를 얻었다고 하는 것은 모두 이 5견에 빠져 있어 이 5견을 벗어나지 못한다. 부처는 이것을 모두 알고, 그 아는 것이 다시 그것을 뛰어넘어 절묘하게 안다. 그러므로 나무라지 않고 비방하지도 않으며 무위를 얻었다. 부처는 통양으로 바뀌는 즐거움임을 알고 방편이 생긴 유래를 알아 지금 집착하는 마음 없이 잘 해탈하였다.

내가 아는 법은 심오하여 깊게 비추며 나는 모든 것을 분명하게 아니, 만일 어떠한 현자와 제자라도 그것을 듣고 안다면 곧 부처의 공덕을 말할 것이다.”
 — 《불설범망육십이견경》. 한문본 & 한글본
第五能見諸欲尋伺喜入出息皆有過失。彼作是念。此我清淨解脫出離一切災橫。謂現安住第四靜慮爾時名得現法涅槃。
問云何此五現法涅槃論是後際分別見攝答此五雖緣現在而待過去名後。是故說為後際分別。復有說者。此五執我現既有樂後亦有樂。故是後際分別見攝
問若爾。何故說為現法涅槃論者。答現樂為先而執後樂。現居先故用標論名。
如是五種後際分別。現涅槃論依前所說五事而起。— 《아비달마대비바사론》 제200권. 한문본